# 九龍巴士意外列表
九龍巴士公司（九巴）作為香港最大規模、載客量最多、創辦年期最長（1933年創辦）而且營運至今的巴士公司。本列表盡最大可能記錄九巴的主要意外。年代久遠或意外規模及嚴重程度較低的事故可能已遺失紀錄或沒有相關報導可供查證，因此本列表的資料可能並不完全。

## 1930年代
- 1938年11月28日中午，一輛行走佐敦道碼頭至元朗的九巴在駛至青龍頭青山道15咪附近時失事撞向大樹，造成5死20餘傷。[1]

## 1950年代
- 1956年5月20日，一輛行走九龍佐敦至元朗的16線巴士（車牌號碼4979）在青山道14咪附近，青龍頭至大欖之間因閃避電單車扒頭失控撞向路邊石柱，然後翻墜百尺懸崖，2死31傷。據當時車上售票員曾躍（當時35歲）表示，肇事巴士為16號線當日因假日而加開的3班特別車之一，當日下午2時許駛至事發地點時，當時39歲的巴士司機陳玉田為避開迎頭的一部電單車扭軚，巴士車身即傳出擦撞聲，車上乘客站起查看究竟，巴士隨即失控墮崖，幸當時尚未水漲，水深僅至車窗，否則傷亡更慘重。《大公報》引述曾躍指，他雖頭部受傷，但仍能爬回路面，並截停路過的另一部、由元朗開出的16號巴士求救，該車隨即轉為「私家牌」，載着曾躍直駛往深井後致電報警。曾躍事後並表示，事發時巴士司機陳玉田「隨手」攬住身旁一名女孩，以自己的身體保護她。[2]

## 1960年代
- 1967年3月18日，晚上九時許，一輛行走3C線的丹拿A型雙層巴士（HK4038）在龍翔道因閃避一名衝出馬路的兒童導致車身翻側，13人受傷。
- 1967年6月26日，早上五時許，一輛行走6號線的丹拿B型雙層巴士（D235，車牌號碼HK4476）在彌敦道近加連威老道撞向一棵大樹，上層車頭損毀，事件中無人受傷。
- 1968年2月5日，早上六時許，一輛行走6C線的AEC Regent五型「大水牛」雙層巴士（A71，車牌號碼AD4863）在加士居道與一輛貨車相撞後衝入公主道與漆咸道交界處之草坪，車上兩名乘客受傷送院治理。
- 1968年4月25日，下午四時許，一輛行走2A線的丹拿C型雙層巴士（D275，車牌號碼AD4731）在亞皆老街近窩打老道交界處與一輛行走3號線的丹拿C型雙層巴士（D223，車牌號碼HK4464）相撞，18人受傷。
- 1968年9月18日，早上近八時，一輛亞比安13型（L206，車牌號碼AD7223）在咸田巴士總站失控剷上總站月台，造成1死3傷。

## 1970年代
- 1974年7月12日：下午4時許，一輛行走50線，行走元朗至佐敦道碼頭的利蘭亞特蘭大（2L28，車牌號碼BD5108）在葵涌道近瑪嘉烈醫院地盤時因左前軸爆胎，失事撞向行車天橋施工地盤並墮坑翻側，整個上層被橋墩削去，巴士底盤完全斷裂，龍骨爆破，造成3死9傷。由於車長弄錯路線牌，因此乘客並不多，但肇事巴士因年事已高（1960年出廠，曾於英國服務13年，共服役14年），直接報廢拆解。
- 1974年8月5日，下午五時許，一輛載滿乘客、行走91線的亞比安單層巴士在清水灣道德望崗下斜時機件突然失靈，全車急速直衝至維記牛奶公司（今彩雲邨）外撞向一輛私家車，私家車因巴士衝力甚猛而在斜坡上連打數轉，然後橫亙於路中心。事件中無人受傷，惟警方調查意外期間，意外揭發私家車司機屬無牌駕駛，遂帶署查訊。
- 1974年10月18日，一輛行走51線往元朗方向的亞比安23型（L182，車牌號碼AD7096）在錦田公路近石崗菜站與對面線一輛軍用卡車相撞，巴士上11人受傷。
- 1976年11月24日上午，先後有兩輛行走51線往大角咀碼頭方向的亞比安55型在荃錦公路發生交通意外。第一宗意外發生於早上6時55分，一輛亞比安55型巴士（L287，車牌號碼BK8211）在光板田村失控翻側，造成24人受傷；15分鐘後，另一輛巴士（L289，車牌號碼BK8213）在川龍仙蝦洞撞向大樹，五名乘客受傷。
- 1977年2月25日，一輛行走大角咀碼頭至元朗的51線亞比安EVK55CL型單層巴士（L286，車牌號碼BK8210）在荃錦公路近石崗村巴士站時車長發現腳掣失靈。巴士在林錦公路交界路口撞倒一名突然衝出的騎單車青年，並連同該青年衝入路口附近石崗超級市場並著火焚燒，波及鄰近七輛汽車，當局列作三級火警處理。騎單車的青年連同超級市場內共6人死亡，22人受傷。肇事巴士事後不獲修復，直接報廢。（相關新聞片段（页面存档备份，存于））
- 1977年7月5日晚上，當時懸掛3號風球，一輛行走50線的丹拿F型（D621，車牌號碼AR7556）駛至青山公路十七咪半無街燈之路段時，懷疑閃避迎頭駛至的小巴，失控撞向道路左邊的大樹，造成17人受傷。
- 1977年8月13日，一輛行走50線的丹拿F型（D641，車牌號碼AR7576）停靠青山公路十咪半近水灣巴士站時，一輛尾隨的貨車收掣不及撞向巴士車尾，巴士其後失去控制衝向近水灣泳灘斜坡，並向左翻側，造成37名乘客受傷。
- 1977年10月23日，早上八時許，一輛行走101線的利蘭珍寶（D916，車牌號碼BN1403）在灣仔道與菲林明道交界因閃避同方向轉彎的私家車，失控撞向英京酒家（今大有大廈）的屋柱。巴士上層一名男乘客受傷。
- 1978年6月17日，下午三時許，一輛行走72線的利蘭亞比安23型（L99，車牌號碼AD7012）在大埔道十三咪聖基道兒童院（即今鹿茵山莊）與南行線一輛建築公司吉普車相撞後翻側，造成車上8人受傷。
- 1978年9月2日，下午二時許，一輛行走30線的雙層巴士沿荔景山路轉上天橋時，前方之貨車突然溜後，巴士司機閃避不及，導致巴士車頭與貨車車尾猛烈碰撞，巴士上13名乘客受傷。
- 1978年11月22日，一輛行走慈雲山至竹園（即今日黃大仙總站）的3A線亞比安VT17AL型單層巴士（L77，車牌號碼HK4579），從慈雲山總站（現址是慈雲山北總站）開出後不久轉入雲華街時失控，撞倒數名途人後，再撞毀一道3呎高的鐵欄，繼而衝下一道25呎的斜坡才停下，翻側在慈雲山新區中央球場草坪，共釀成2死27傷。（相關新聞片段（页面存档备份，存于））
- 1978年11月24日，早上七時許，一輛行走72線的利蘭亞比安23型（L117，車牌號碼AD7030）在大埔道十三咪聖基道兒童院（即今鹿茵山莊）附近一個地盤因腳掣失靈而剷入地盤，前軸飛脫並全車翻側，19人受傷。
- 1978年12月11日，下午6時，一輛行走50線的丹拿F型巴士駛至青山公路十六咪小欖橋尾附近時，右後輪疑跌入修路工地挖開的路面，引致全車向右翻側，造成9人受傷。
- 1979年4月10日，早上7時04分，一輛行走50線的二手AEC Regent五型巴士準備停靠青山公路十六咪半近小欖警察宿舍的巴士站時失控，先將站上一名女學生捲入車底，繼而衝入一小徑，撞毀三條石柱墩和鐵鍊，再向左翻側滑向十多碼外的斜坡草地。被捲入車底的女生證實死亡，另3人受重傷，20人輕傷。
- 1979年11月13日，早上八時許，一輛行走38線的丹拿E型（D529，車牌號碼AD7435）駛至龍翔道近大埔道與呈祥道交匯處時，前門突然開啟，一女一男乘客先後被拋出車外，二人均受重傷。

## 1980年代
- 1980年8月31日，一輛行走89線的丹拿E型巴士於觀塘道近坪石邨與一輛行走13A線往上秀茂坪方向的雙層巴士（車牌號碼AD4809）相撞，四名乘客受傷。
- 1980年10月12日，一輛行走87線的丹拿珍寶（D1031，車牌號碼BV5003）在龍翔道近南昌街失控撞向燈柱後翻側，造成1死58傷。
- 1980年12月1日晚上，一輛行走佐敦道碼頭至上水的70號線勝利二型雙層巴士（G217，車牌號碼CH2048）在彌敦道右轉入窩打老道時全車翻側，1死55傷。（相關新聞片段（页面存档备份，存于））
- 1980年12月8日，一輛行走89線的利蘭勝利二型（G95，車牌號碼CC5819）在獅子山隧道沙田入口突然起火，消防到場將火救熄後，巴士嚴重焚毀，意外中無人受傷。事後九巴需另購一套新車身進行重建，並於1983年以新登記車牌CY4529重新投入服務。
- 1981年2月22日，一輛行走12線的AEC Regent五型（A52，車牌號碼AD4844）駛至上海街近長沙街巴士站時，突然失控撞向附近大廈石柱，一名在該大廈擺檔的織補師傅被塌下石屎壓死，車上亦有9名乘客受傷。
- 1981年3月16日上午，一輛行走穗禾苑至火炭的84線丹拿F型雙層巴士（D586，車牌AR7521）在穗禾路近豐利工業中心下斜坡時失控，撞向路壆後全車向左翻側，37名乘客受傷。（相關新聞片段（页面存档备份，存于））
- 1981年8月23日晚上，一輛救護車沿屯門公路往荃灣方向近深井橋失控撞山後，越過對面行車線與一輛行走荃灣站至屯門大興邨的66M線勝利二型雙層巴士（G94，車牌號碼CC5478）迎頭相撞，救護車內的氧氣樽受震盪下隨即爆炸着火並波及巴士。除了一名救護員得到一名女外國遊客及時從救護車救出得以生還之外，車上其他救護員及病人共四人無一生還，另29名巴士乘客受傷，兩車皆被炸毀，直接報廢。（相關新聞片段（页面存档备份，存于））
- 1981年11月24日，一輛載滿乘客，行走荔景至九龍城碼頭的45線勝利二型雙層巴士（G58，車牌號碼CB5135）在下午5時30分，於何文田駛落佛光街往右轉入忠孝街時失事，衝上路邊石壆剷上行人路，再撞毀路邊鐵欄，衝下路旁山邊翻側。當時正值下班繁忙時間，車上載着超過100名乘客，失事後乘客不斷呼叫，不少頭破血流，手腳骨折，事件導致66人受傷；事後九巴需另購一套新車身重建肇事巴士。[3]
- 1982年6月19日，下午2時35分，一輛行走68線的利蘭勝利二型（G298，車牌號碼CL1836）在青山公路—藍地段近青磚圍時，下層車尾電線短路起火，消防到場將火救熄，惟巴士上層及車尾已告嚴重焚毀，幸無人受傷。肇事巴士事後不作修復，提早退役。
- 1982年9月10日，早上八時許，一輛行走37M線巴士抵達葵盛（中）巴士總站時失控撞向石柱，車長雙腳被夾，聚集車門附近準備下車的乘客因衝力過猛而在車內打滾，9名乘客受傷。
- 1982年11月14日晚上，一輛行走荃灣站至屯門碼頭的60M線勝利二型雙層巴士（G440，車牌號碼CV4933）在屯門公路小欖附近失事撞向右邊山坡，全車在路上翻滾兩圈後翻側，一邊車身貼著路面滑行再撞向燈柱，司機及錢箱亦被拋出車外，一名乘客死亡，109人受傷。由於肇事巴士的引擎室及底盤撞毀，加上左邊車身亦因壓向路邊防撞欄而被穿破，於翌年直接退役。（相關新聞片段（页面存档备份，存于））
- 1982年12月29日，一輛行走72線的丹拿F型（D662，車牌號碼AD7597）在大埔道近石梨貝水塘轉彎時因閃避對面私家車而急速扭軚，但因地上遺留大量膠珠而導致巴士失控，衝向水塘斜坡，至一棵大樹前停下，巴士事後凌空傾斜於水塘斜坡之上，意外中無人受傷。
- 1984年2月4日，一輛行走6D線的AEC Regent五型（A26，車牌號碼AD4814）在深水埗元州街及北河街交界因前面私家車煞車而停車，但尾隨一輛行走6C線同型號巴士（A97，車牌號碼AD4889）收掣不及撞向其車尾，18人受傷。A97事後因引擎室及底盤損壞且年事已高而不獲修復，直接退役。
- 1984年3月5日，下午二時許，一輛行走3M線的丹拿珍寶（D987，車牌號碼BS5400）在慈雲山邨第61座外巴士站撞向前面一輛行走3C線的丹拿E型（D457，車牌號碼AD7363），7人受傷。
- 1984年3月11日，一輛行走78K線往沙頭角方向的丹拿C型（D285，車牌號碼AD4741）在沙頭角公路近軍地撞向對面線一輛正在越綫爬頭的私家車，其後巴士再撞向對面線一輛私家車，繼而撞向一棵大樹後翻側，造成1死38人受傷。由於上層被樹幹撞塌並傷及引擎室及底盤，肇事巴士事後直接報廢。
- 1984年6月13日，下午四時許，一輛行走3C線的丹尼士喝采（N261，車牌號碼CN9346）在彌敦道及亞皆老街交界與一輛行走72B線的利蘭勝利二型（G455，車牌號碼CV8584）相撞，11人受傷。
- 1984年7月5日，下午一時許，一輛行走74A線的丹尼士喝采（N263，車牌號碼CP819）在大埔公路—馬料水段近九肚山與一輛貨車迎頭相撞，8人受傷。
- 1984年12月16日，一輛行走68M線的利蘭勝利二型（G363，車牌號碼CS4328）在青山公路—屏山段近唐人新村行駛時，車長遭四名手持鐵尺男子襲擊，巴士於無人駕駛情況下撞向路邊燈柱。而該四名男子在交通意外發生後將車長拖出車外，繼續毆至血流披面始逃去。但警員到場時，所有乘客已離開，因此需追輯涉事人士。
- 1985年1月19日，一輛行走101線的丹尼士巨龍12米巴士（3N13，車牌號碼DA7194）於堅尼地城巴士總站清客後因有乘客留下煙蒂（當時巴士上層並不禁煙），導致上層車廂冒煙，上層車身被燒至坍塌，多組座椅支架外露甚至跌落下層。雖然肇事巴士嚴重焚毀，但沒有傷及底盤及引擎室，九巴隨即修改較早前訂購3N94-140時的訂單，多買一套車身進行重建，1987年重投服務。
- 1985年2月2日，一輛行走九龍塘站至圓洲角的82M線勝利二型雙層巴士（G208，車牌號碼CG9771）在沙田獅子山隧道公路右轉入大涌橋路時翻側，63人受傷。
- 1985年3月27日晚上七時許，一輛行走38線的利蘭珍寶（D1029，車牌號碼BV3658）在駛至龍翔道近澤安邨對開時，車尾冒出濃煙，乘客於是通知車長，車長疏散車內的30名乘客。消防員到場將火救熄，巴士燒如一堆廢鐵，無人受傷。
- 1985年4月10日，當日有三輛利蘭勝利二型巴士於當日發生交通意外。第一宗意外涉及一輛行走72線勝利二型雙層巴士（G224，車牌號碼CH3299），在大埔道近郝德傑道撞山翻側，37人受傷。另一宗意外分別涉及一輛行走66M線的利蘭勝利二型（G14，車牌號碼CA2787）和一輛行走57M線的同款巴士（G360，車牌號碼CS3586）。行走66M線的巴士在屯門公路近置樂花園疑天雨路滑收掣不及，撞向前面一輛行走57M線的巴士，10人受傷。
- 1985年10月21日，一輛行走85B線的丹拿E型（D413，車牌號碼AD7319）離開獅子山隧道時突然失控，撞向前面一輛行走89A線的丹拿珍寶（D702，車牌號碼BH3531），89A線巴士然後衝前撞向停在路邊的一輛工程車，意外造成14人受傷。
- 1985年10月27日晚上約7時半，一輛行走75K線往大美督方向的丹拿F型（D569，車牌號碼AR7504）在汀角路準備左轉時懷疑失控，繼而衝落在魚塘旁的左斜坡並向左翻側，巴士上層部分浸及魚塘的水中，8人受傷。
- 1986年2月11日下午，一輛行走101線的九巴富豪B10MD（VMD1，車牌號碼DC4146）駛經卑路乍街近爹核士街時，因有乘客留下煙蒂（當時巴士上層並不禁煙），導致上層車廂冒煙，消防員到場將火救熄。雖然肇事巴士底盤及引擎並沒有受損，但因整個上層被燒光而不獲修復，提早於1988年退役，整副底盤被Ranger Roadways賣往英國重建為客車，但後來卻不了了之。
- 1986年3月13日，一輛由筲箕灣往美孚的102線丹尼士巨龍12米巴士（3N50，車牌號碼DD6266），在鰂魚涌英皇道近芬尼街失控衝上路中心的安全島，撞倒一批等候過馬路的途人，釀成2死6傷。
- 1986年6月2日，一輛行走51線往錦田方向的亞比安55型（L282，車牌號碼BK4972）在錦田公路及錦上路交界因剎車系統故障，與對面線的旅遊巴士相撞，旅遊巴士司機死亡，46人受傷。
- 1986年11月5日上午，一輛由屯門蝴蝶邨往元朗的61A線利蘭勝利二型雙層巴士（G470，車牌號碼CW4123）在屯門由鳴琴路右轉入石排頭路時翻側，翻側時更壓著一些途人，造成4名乘客和1名路經的男童死亡，另有58人受傷。此次事件引起社會很大震撼，亦令勝利二型成為各大報章的主角。車禍發生後兩天（11月7日），時任九巴工程部經理潘強先生駕駛另一輛勝利二型（車隊編號G489）在事發現場試車重組案情。[4]（相關新聞片段（页面存档备份，存于））肇事車輛事後雖經過修復並於1987年復出，但從此不再隸屬屯門車廠，並行走至1996年初因法定年檢上限而直接除牌退役。
- 1986年12月22日，一輛行走59A線的利蘭勝利二型（G387，車牌號碼CS8241）在葵涌道及葵安路交界與一輛正接載病人的救護車相撞，因延誤救援時間，導致救護車內病人失救不治。
- 1987年5月21日，一輛行走53線的丹拿F型（D641，車牌號碼AR7576）於青山公路—深井段近馬灣碼頭與一輛行走佐敦道至元朗線的公共小巴迎頭相撞，3死27傷，兩車事後直接報廢。
- 1987年8月24日，一輛行走81K線的利蘭勝利二型（G418，車牌號碼CU9737）在大涌橋路及沙燕橋交界與一輛客貨車相撞，客貨車其後翻側，一名乘客受傷送院。
- 1987年9月1日：一輛行走72X線，往大角咀碼頭方向的利蘭奧林比安（S3BL185，車牌號碼DR3414）在沙田吐露港公路近沙田馬場員工宿舍因收掣不及，撞向因故障而停在慢線的重型貨車，貨車被撞至翻側，巴士車頭及左邊車身被撞穿，造成巴士上2人死亡，26人受傷。九巴隨即修改AL1、S3BL264-370的訂單，並購入一副與1983年BL4-23、3BL2-21規格相同的頭幅進行局部重建，並隨1988年出牌的新車一併重新投入服務。
- 1988年1月14日，晚上七時許，一輛行走40線的利蘭奧林比安（S3BL88，車牌號碼DM1355）在葵涌道及葵安路交界與的士相撞後，再衝向對面行車線撞向一輛貨車，造成貨車司機死亡，15人受傷。
- 1988年10月1日，一輛行走87A線的利蘭奧林比安（S3BL36，車牌號碼DK9913）在南昌街與長沙灣道交界因交通燈失靈，撞向一輛行走41線的利蘭勝利二型（G8，車牌號碼BZ9780），41線巴士其後撞向附近一間商店，導致21人受傷。[5]
- 1988年10月11日，一輛行走59A線的利蘭勝利二型（G390，車牌號碼CT279）在長沙灣道香港紗廠大廈外停站落客時，被一輛運載布疋的貨車撞及車尾，貨車司機送院途中證實死亡。
- 1988年10月29日，一輛行走11B線的丹拿珍寶DMS（2D71，車牌號碼CP2484）在太子道東坪石邨埋站時疑因腳掣失靈，撞向前面一輛行走2A線的丹尼士喝采（N294，車牌號碼CR3615），造成12人受傷。
- 1989年3月9日，一名僅入職一個月的車長駕駛一輛行走3D線的丹拿E型（D405，車牌號碼AD7311）在觀塘道爬頭期間，因巴士車輪觸及快線重鋪路面後較高的部份，車長回軚閃避時突然失控，剷上行人路並撞向九龍灣站巴士站上蓋及正在其車站候車人群。一名候車乘客被車輪輾過當場死亡，另外車長及7名候車乘客亦告受傷。
- 1989年3月20日凌晨：一輛停泊觀塘巧明街工業大廈對開外的都城嘉慕威曼都城（M59，車牌號碼DF4437）發生火警。肇事巴士因被徹底焚毀而直接退役。
- 1989年8月8日，下午一時許，一輛行走103線的九巴利蘭奧林比安（BL72，車牌號碼DE2569）在窩打老道及亞皆老街交界與一輛輕型貨車相撞，貨車隨後失控翻側，3人受傷。
- 1989年12月31日，下午二時許，一輛行走93A線的利蘭奧林比安（S3BL290，車牌號碼DY9582）與一輛五噸半搬屋貨車在寶琳路近安達臣道遭對面線的一輛因天雨路滑而失控越線的垃圾車相撞。貨車上兩人死亡，垃圾車及巴士上共有6人受傷。因當時將軍澳隧道尚未通車，意外亦令將軍澳對外交通癱瘓近兩小時。

## 1990年代

### 1990年
- 1990年4月29日，中午約12時，一輛行走848線的丹尼士巨龍11米（S3N28，車牌號碼DM8183）駛至荃錦交匯處時失控向右翻側，壓住一輛客貨車的車尾。巴士司機、10名乘客及兩名客貨車乘客受傷送院。
- 1990年6月16日，一輛行走66M線的丹尼士巨龍（S3N31，車牌號碼DM8817）在屯門公路近汀九撞向前面一輛因壞車而停在慢線的57M線巴士，11人受傷。
- 1990年10月2日，晚上九時許，一輛行走13B線的丹拿珍寶（D786，車牌號碼BJ4806）在觀塘曉光街落斜期間因腳掣失靈，先撞向停在協和街交界燈位的兩輛的士及三輛私家車。肇事巴士其後衝出協和街，撞向沿協和街南行線行駛的另一輛的士及一輛行走95M線的丹尼士巨龍（S3N96，車牌號碼DP4689），釀成八車連環相撞。巴士最後剷上行人路，撞向祥和苑和通閣外牆才停下，車長被拋出車外，造成14人受傷。
- 1990年10月7日，一輛行走42A線的丹尼士巨龍（S3N130，車牌號碼DP5512）在彌敦道近寧波街與一輛行走8號線的丹尼士喝采（N246，車牌號碼CN3979）及行走208線的三菱MK117J相撞，無人受傷。
- 1990年（日期不詳）：一輛丹尼士巨龍11米巴士（S3N92，車牌號碼DP3551）發生火警，除巴士底盤及車尾機件外，車身大面積焚毀。由於原車牌早已被拍賣，底盤被迫待廠8年，但當年購入的同款共50輛巴士中，其中一副底盤於運送時斷裂，剛好騰空出一副改良版車身，於是九巴於1999年才為車輛裝配新車身，並以新車牌號碼JJ9581於2000年1月重投服務。

### 1991年
- 1991年3月25日：一輛利蘭奧林比安11米巴士（S3BL46，車牌號碼DL2328）發生交通意外。肇事巴士事後因底盤破裂而不獲修復，事後退役。
- 1991年3月27日凌晨，一輛停泊於元朗（西）巴士總站的利蘭奧林比安11米巴士（S3BL364，車牌號碼ED2914）發生火警，上層車身全毀，上層地台部分位置亦被燒穿，幸而沒有波及下層。由於巴士底盤及車尾機件並沒有受損，而原車牌亦已被拍賣，九巴於1994年購入富豪奧林比安11米巴士時多買一套車身（Alexander RH車身）進行重建，並以新車牌號碼GL2418於1995年6月重新投入服務。
- 1991年4月15日早上六時半，一輛行走19A線往觀塘碼頭方向的丹尼士喝采（N63，車牌號碼CF6620）在康寧道近功樂道衝落山坡，司機受傷。[6]
- 1991年7月30日傍晚，一輛行走60X線的利蘭奧林比安（S3BL287，車牌號碼DY9363）在屯門公路近青龍頭撞向一輛貨櫃車，31人受傷。由於原有舊款車嘴的頭幅撞毀，事後改用與空調巴士同款的車嘴。
- 1991年9月8日，一輛行走96R線的丹尼士喝采（N270，CP3392）抵達彩虹總站時撞到兩名正在過路的女童，姊姊面部受傷，妹妹被捲入車底當場死亡。
- 1991年10月9日，一輛行走43X線的利蘭勝利二型（G473，車牌號碼CW2668）由大河道右轉荃灣碼頭總站落客站時突告失控，剷上行人路撞向路邊花槽後向右翻側，車長及兩名乘客受傷。
- 1991年11月16日晚上，一輛利蘭奧林比安11米非空調巴士（S3BL190，車牌號碼DR4258）在沙田車廠準備洗車時，車尾突然發生爆炸並著火焚燒。由於巴士骨架、底盤及車尾機件完全崩裂而直接退役。[7][8]

### 1992年
- 1992年2月16日，晚上8時許，一架行走恆安邨往沙田站85K線的丹尼士巨龍11米巴士（S3N142，車牌號碼DS6791），沿馬鞍山路往西貢方向行駛，在近富安花園失事墮坑，3名乘客受傷。（相關新聞片段（页面存档备份，存于））
- 1992年5月5日晚上，一輛行走筲箕灣往美孚的102線利蘭奧林比安11米空調巴士（AL68，車牌號碼EZ1252）在旺角上海街被五名賊人騎劫駛往深水埗，途中警方與賊人有駁火，車身外留下不少子彈孔，大部分玻璃亦碎裂。巴士後來撞向一輛私家車。私家車司機下車理論時亦遭劫匪槍擊。最後劫匪在深水埗警署附近下車逃去。事後警方禁止於上海街行駛的另外三輛九巴（其中一部為行走1號線往竹園邨的利蘭奧林比安11米巴士（S3BL175，車牌號碼DR622）；其餘兩部為行駛3C線往慈雲山的丹尼士喝采型巴士（N149，車牌號碼CK788）及丹尼士巨龍11米空調巴士（AD1，車牌號碼EL5113））離開，並逐一檢查乘客。整宗劫案造成兩死19傷。（相關新聞片段（页面存档备份，存于））
- 1992年5月27日，早上八時半，當時正在落雨，路面濕滑。一輛行走43X線往荃灣碼頭總站的利蘭勝利二型（G189，車牌號碼CG7045）於荃錦交匯處與兩輛貨櫃車、一輛旅遊巴士及一輛私家車相撞，私家車上的英國籍司機死亡，巴士司機及旅遊巴上3名乘客受輕傷。
- 1992年10月21日，早上十一時許，一輛貨櫃車在屯門公路近深井因燃油耗盡而停在路旁，惟車尾露出公路慢線，其後兩輛貨櫃車因閃避慢線駛出車輛而相繼停下。此時一輛行走66M線的利蘭奧林比安（S3BL317，車牌號碼EB2620）閃避不及，從後撞向三輛貨櫃車，巴士整個左邊車頭被削去，造成1死12傷。巴士事後改用空調巴士的車嘴。
- 1992年11月28日，上午7時許，一架行走美林邨往觀塘碼頭的80線利蘭奧林比安12米巴士（3BL156，車牌號碼DJ3134）沿獅子山隧道的管道南行，駛到沙田入口管道與一輛行走70線的利蘭勝利二型（G344，車牌號碼CN4704）和一輛私家車相撞，造成3死5傷。（相關新聞片段（页面存档备份，存于））

### 1993年
- 1993年1月30日清晨，一輛行走員工接送車的丹尼士巨龍11米巴士（S3N45，車牌號碼DM8514）在屯門虎地迴旋處翻側，53人受傷。
- 1993年3月26日，一架空載的85K線丹尼士巨龍11米巴士（S3N221，車牌號碼EA2263），駛至沙田源禾路至沙田鄉事會路交界時，攔腰撞上一輛行走89線的利蘭奧林比安11米（S3BL13，車牌號碼DK8460），89巴士其後失控再撞向好運中心外牆，造成26人受傷，其中85K線車長被拋出車外。由於兩車底盤及油缸破裂，其中89巴士更受到二次撞擊，頭軸部件及樓梯崩裂，事後便不作修復，直接退役，車齡介乎5至7年。（相關新聞片段（页面存档备份，存于））
- 1993年4月23日，下午四時許，一輛行走1A線的利蘭奧林比安11米空調巴士（AL27，車牌號碼ET1852）抵達尖沙咀碼頭總站落客時，上層車尾突然起火焚燒，車長立即疏散仍在車上的乘客，消防員亦趕至撲滅火種，無人受傷，但巴士上層被燒光，上層地台部分位置亦被燒穿。消防在車上拾獲一個盛有火水的玻璃樽，懷疑火警是縱火造成。由於巴士底盤及車尾機件並沒有受損，九巴於1994年購入富豪奧林比安11米巴士時多買一套車身進行重建，並隨1995年出牌的新車一併重新投入服務。
- 1993年6月16日，中午十二時許，一輛行走32B線的利蘭勝利二型（G273，車牌號碼CK5591）抵達象山邨巴士總站落客時，旁邊的山坡發生山泥傾瀉，沙泥湧入巴士下層車廂，部份乘客走避不及被沙泥淹埋，事件造成1死5傷。
- 1993年7月25日，一輛行走荔景（南）至天水圍天瑞邨的69M線勝利二型雙層巴士（G305，車牌號碼CM2157）在天水圍洪天路右轉入屏廈路時全車翻側，車身後半部被壓穿，40人受傷。肇事巴士事後不作修復，直接退役。（相關新聞片段（页面存档备份，存于））

### 1994年
- 1994年2月10日，一輛行走87線的利蘭勝利二型（G477，車牌號碼CW5446）在南昌街白田街巴士站（現白田邨瑞田樓分站）撞向前面一輛行走86C線的丹尼士巨龍（S3N193，車牌號碼DX2813），35人受傷。
- 1994年5月8日，一架行走299線的丹尼士飛鏢型（AA3，車牌號碼FN1332），沿馬鞍山路往沙田行駛，駛至近富安花園時與一架私家車迎頭相撞，私家車上兩死一傷；巴士車頭嚴重損毀，車上亦有三人受傷。（相關新聞片段（页面存档备份，存于））
- 1994年5月28日晚上十一時許，一輛行走69M線往荔景（南）方向的利蘭奧林比安（S3BL288，車牌號碼DY9392）在青山公路—藍地段近泥圍遭一輛挖泥車吊臂擊中車頂，整個上層全毀，6人受傷。事後整副車架被更換（由富豪汽車代工），並改用空調巴士的車嘴，1995年復出。
- 1994年6月18日晚上十時左右，一輛行走52X線的利蘭勝利二型（G530，車牌號碼CY1048）於青山公路近青龍頭與一輛公共小巴相撞，小巴其後衝落山坡翻側，造成2死14傷。[9]
- 1994年9月19日早上八時許，一輛行走73X線的丹尼士巨龍（S3N245，車牌號碼ES6049）在城門隧道管道內突然冒煙著火，車尾嚴重焚毀，27人受傷。事後部份車身需要重建，1996年復出。
- 1994年12月13日上午，一輛行走九龍城碼頭至美孚的6C線丹尼士巨龍12米（3N106，車牌號碼DJ6989）在深水埗元州街及欽州街交界欄腰撞向一輛行走蘇屋往北角112線的中巴的利蘭珍寶（LF213，車牌號碼BR5378）的左邊車身，LF213失控，剷上路中心的安全島，3N106再撞向LF213的車尾。駕駛3N106的57歲九巴車長被拋出車外後再被無人駕駛的3N106輾過當場死亡，另一名九巴乘客於意外後13日亦告不治，另有12人受傷。（相關新聞片段（页面存档备份，存于））
- 1994年（日期不詳），一輛利蘭奧林比安（S3BL174，車牌號碼DR 889）發生火警，車身全毀，幸而沒有波及下層。由於巴士底盤及車尾機件並沒有受損，而原車牌亦已被拍賣，九巴其後將底盤送往廣州穗景客車公司重建車身，並以新車牌號碼GP7528於1995年重新投入服務。

### 1995年
- 1995年1月4日，晚上七時許，一輛行走203E線的三菱MK117J（車輛不詳）於蒲崗村道及鳳德道交界處，突遭尾隨旅遊巴士及公共小巴撞向車尾，巴士其後衝前撞向一輛學校私家小巴及一輛專綫小巴，引致6車相撞意外，造成39人受傷。
- 1995年1月15日，早上十一時許，一輛行走44線的都城嘉慕威曼（S3M165，車牌號碼EF8401）在葵涌道撞向前面一輛貨櫃車及的士，造成25人受傷。
- 1995年4月21日，一輛行走276線的三菱MK117J（AM64，車牌號碼EV3589）在新田公路高速撞向一輛貨櫃車拖架，底盤全斷並擱在拖架底盤上，整副龍骨向右邊車尾傾斜，前後軸崩裂飛脫，懸掛彈簧脫落。肇事巴士事後因全車解體而無法修復，直接拆解，成為第一輛退役的三菱MK117J巴士。由於九巴購買三菱扶桑MK巴士時，三菱扶桑的香港總代理環宇汽車向九巴提供10年保修期，而肇事巴士車齡只有3年10個月[10][11]，三菱扶桑事後根據條款協議以一輛MK218J巴士（AM184，車牌號碼GP5016）作為賠償。[12][13]
- 1995年5月17日，上午六時許，一名駕駛40線車長因不滿上司未有為他申請駕駛空調巴士後企圖自殺，在青衣車廠內駕駛一輛丹尼士巨龍非空調巴士（S3N136，車牌號碼DP6702）撞向其他四輛空調巴士（AL59，車牌號碼EY4052、AM90，車牌號碼EV7175、AN9，車牌號碼FP5902及ADS25，車牌號碼FU1098）後受傷。肇事車長於事發後一個月自殺身亡。（相關新聞片段 （页面存档备份，存于））
- 1995年6月14日，下午一時許，一輛行走73X線往荃灣碼頭方向的丹尼士巨龍（S3N210，車牌號碼DX4120）在青山公路—葵涌段遭一輛起重車的吊臂擊中車頂，6人受傷。
- 1995年7月12日早上，一輛行走兆康苑至旺角火車站的67X線丹尼士巨龍11米非空調巴士（S3N336，車牌號碼FZ7591）駛經屯門公路至近深井時因前方塞車而慢駛，卻遭尾隨一輛收掣不及的員工接送旅遊巴士撞及車尾，50人受傷。（相關新聞片段（页面存档备份，存于））
- 1995年7月25日，晚上十時許，一輛行走57M線的利蘭奧林比安（S3BL415，車牌號碼FB8568）在荔景（北）巴士總站開出時突然失控，衝向荔景山路對面線山坡，車長隨即扭軚閃避，掃毀約15米行人路鐵欄及燈柱，然後衝落山坡約30米撞向大樹始停下，造成9人受傷。肇事巴士翌日由吊臂車搬至路面後，再由九巴工程車拖回車廠。
- 1995年9月25日，下午五時許，一輛行走89B線的富豪奧林比安（AV99，車牌號碼GL3220）在龍翔道長麗樓巴士站撞向前面一輛準備離站、行走75X線的都城嘉慕威曼都城（S3M19，車牌號碼DL4898），之後被一輛行走211線的三菱MK（AM170，車牌號碼GJ3652）撞向右邊車身，13人受傷。
- 1995年11月9日晚上，一輛行走順利至新蒲崗的29M線利蘭奧林匹克9.5米（BL116，車牌號碼DG3155）在彩虹道近大有街，正在拆卸的利開工業大廈對出，被一塊塌下的大型磚牆擊中，擊毀上層車頂墮入車廂，造成乘客一死一傷。（相關新聞片段（页面存档备份，存于））
- 1995年11月18日晚上，一輛行走屯門市中心至佐敦道碼頭的60X富豪奧林比安11米雙層空調巴士（AV86，車牌號碼GH418），在屯門公路近小欖撞向前面一輛行走901R線的城巴利蘭奧林比安11米雙層空調巴士（192，車牌號碼FD7206），造成40人受傷。（相關新聞片段（页面存档备份，存于））
- 1995年11月24日晚上，一輛行走中秀茂坪至尖沙咀碼頭的1A線的利蘭奧林比安11米空調巴士（AL118，車牌號碼FF1819）在觀塘道坪石邨對面起火，車身大面積坍塌焚毀。由於巴士底盤及車尾機件並沒有受損，九巴於年底購入富豪奧林比安11米巴士時多買一套車身進行重建，並隨1997年出牌的新車一併重新投入服務。
- 1995年12月30日，下午一時許，一輛行走234X線的三菱MK117（AM2，車牌號碼EL9048）在長沙灣道近興華街巴士站撞向一輛行走238X的丹尼士長矛（AN7，車牌號碼FP3732），造成16人受傷。

### 1996年
- 1996年2月29日下午，一輛行走73A線往圓洲角方向的利蘭勝利二型（G427，車牌號碼CV1899）在大窩西支路近泰亨遭一輛行走公共小巴大埔至上水線的豐田Coaster（EW1501）撞及車尾，巴士其後衝前撞向前面一輛行走73線的同款巴士（G224，車牌號碼CH3299），23人受傷；時值九巴大量淘汰前置引擎巴士，G427事後直接除牌退役。
- 1996年3月3日深夜，一輛行走116號線往慈雲山(中）尾班車的九巴利蘭奧林比安12米（3BL82，車牌號碼DH5333）在灣仔堅拿道天橋近伊利莎伯大廈對開失控越過對面行車線，與一輛行駛相同路線往鰂魚涌尾班車的中巴丹尼士禿鷹12米巴士（DL13，車牌號碼EF7207）迎頭相撞，35人受傷。
- 1996年6月23日凌晨四時許，一輛行走員工接送車往錦田方向的利蘭勝利二型（G159，車牌號碼CG3026）在青山公路—潭尾段錯誤駛入一條高度3.5米的橋底，整個車頂被撞脫，事件中無人受傷，但一名到場調查的警員則不慎跌倒遭玻璃片割傷，需送院治理。時值九巴大量淘汰前置引擎巴士，肇事巴士事後除牌直接退役。
- 1996年7月9日，下午四時許，一輛行走51線的都城嘉慕威曼都城（M71，車牌號碼DH145）在錦田公路近石崗機場與一輛行走元朗至上村線的豐田Coaster（EJ6044）公共小巴相撞後，巴士再撞向前面一輛客貨車，小巴上一名女童死亡，另有6人受傷。
- 1996年7月24日中午，一輛行走上水至天水圍市中心的276P線丹尼士巨龍11米空調巴士（AD2，車牌號碼EU7058），在粉嶺公路近彩園邨附近故障停在慢線上等候工程車拖回車廠時，被一輛貨櫃車追撞車尾，整個引擎室完全損毀，54名乘客受傷。而AD2因底盤尾軸崩裂，直接退役，成為九巴車隊中首部退役的雙層空調巴士，車齡約5年。（相關新聞片段（页面存档备份，存于））
- 1996年12月21日，上午九時半，一輛行走70線的丹尼士喝采（N174，車牌號碼CL8753）在獅子山隧道管道內著火焚毀，車身嚴重焚毀。由於九巴大量淘汰前置引擎巴士，肇事巴士由於年事已高，順理成章地直接報廢。由於事件導致獅子山隧道管道的牆壁及裝置損毀，隧道管理公司其後以九巴疏忽為理由，向其索償十六多萬元。
- 1996年底（實際日期不詳）：一輛行走87D線的利蘭奧林比安（S3BL454，車牌號碼FV6105）在恆康街西失控撞向曾璧山中學巴士站，撞毀巴士站設施，6人受傷。（相關新聞片段（页面存档备份，存于））

### 1997年
- 1997年2月（日期不詳）早上約六時，一輛前往祥華邨巴士總站準備行走77K線的利蘭勝利二型（G183，車牌號碼CG6890）行駛途中行錯路，車長調頭駛回原路時撞向一條高度不能允許雙層巴士通過的天橋，車頭損毀，整個車頂爆破。時值九巴大量淘汰前置引擎巴士，肇事巴士順理成章地不獲修復，於同年3月退役。
- 1997年3月17日早上十時許，一輛行走98A線的斯堪尼亞N113（AS5，車牌號碼GV9197）在將軍澳寶琳北路被一輛泥頭車撞及車尾，12人受傷。
- 1997年4月24日，一輛行走690線的利蘭奧林比安（3BL74，車牌號碼DH5964）在將軍澳道及鯉魚門道交界疑因路面濕滑，車尾撞向將軍澳道橋躉。肇事巴士事後因車尾底盤及引擎室粉碎而不獲修復，直接退役。
- 1997年7月20日下午一時許，一輛行走86C線的都城嘉慕威曼都城（S3M239，車牌號碼EK1480）沿九龍塘窩打老道上斜，期間車尾突然起火，事件中無人受傷。
- 1997年7月22日早上八時許，一輛行走44線往青衣邨方向的利蘭奧林比安11米（S3BL19，車牌號碼DK9502）在荔枝角道遭尾隨行走過海隧巴118線的城巴丹尼士巨龍12米（829，南牌號碼GL4506）撞及車尾，9人受傷。[14]
- 1997年8月4日晚上七時許，一輛行走95M線的丹尼士巨龍（S3N62，車牌號碼DN605）在寶琳路康盛花園巴士站停站時，車長接獲乘客通知車尾冒煙，經檢查後疏散乘客及報警，再利用滅火筒救火。消防接報到場後將火救熄，經初步調查後懷疑機件過熱起火，事件中無人受傷。九巴工程經理潘強在同年8月8日的記者會中承認，意外是人為疏忽導致，已對沒有上緊油渣泵螺絲的工程人員作出紀律處分。
- 1997年9月2日晚上，一輛行走美孚至筲箕灣的102線的富豪奧林比安12米雙層空調巴士（3AV68，車牌號碼GN8326）在彌敦道與旺角道交界衝紅燈，導致一輛行走尖沙咀東至又一村的203線三菱MK117型巴士（AM97，車牌號碼EV9984）在彌敦道右轉入旺角道閃避該巴士時失控衝上行人路，並撞入一間糖果店內，1名途人死亡，12人受傷。（相關新聞片段（页面存档备份，存于））
- 1997年9月7日晚上十一時許，一輛行走93M線的丹尼士喝采（N286，車牌號碼CR2358）在寶琳路與一輛失控越線的私家車相撞，私家車司機受傷。
- 1997年9月16日晚上，一輛行走42線往順利方向的利蘭奧林比安（3BL21，車牌號碼DA6505）在界限街近基堤道疑天雨路滑下失控，撞毀鐵欄並衝上行人路，尾隨私家車撞向巴士車尾，無人受傷。[15]
- 1997年10月17日早上，一輛空載的丹尼士巨龍（S3N365，車牌號碼GA5685）在葵青路撞向石壆，再遭一輛運油車撞及車尾，兩車司機受傷。
- 1997年（日期不詳），兩輛行走N216線的丹尼士巨龍（ADS96，車牌號碼GT8645、ADS135，車牌號碼GU7519）在藍田迎頭相撞，車頭嚴重損毀。

### 1998年
- 1998年2月28日，一輛行走30X線的富豪奧林比安11米空調巴士（AV112，車牌號碼GW4866）在彌敦道撞向前面行走917線的城巴丹尼士巨龍12米空調巴士（862，車牌號碼HD953），15人受傷。
- 1998年3月3日，一輛行走74X往大埔中心的富豪奧林比安12米雙層空調巴士（3AV142，車牌號碼GX7569）駛至吐露港公路近白石角時，撞向一輛故障的貨櫃車，巴士車頭及整個左邊車身被削開，共造成17人受傷。（相關新聞片段（页面存档备份，存于））由於巴士底盤及車尾機件並沒有受損，事後九巴於訂購第一批富豪超級奧林比安時，額外購入一副後期版本的富豪奧林比安車身重建，並於1999年復出。
- 1998年3月25日下午，一名首次駕駛10線的車長，駕駛一輛丹尼士喝采（N185，車牌號碼CL9317）沿喇沙利道行駛至愛賓花園時，疑未有留意路邊一棵霸王樹伸出馬路，上層左邊車身撞到大樹並掀開車頂，車窗及座椅被樹枝撞毀。車長接獲乘客通知後停車，並由附近大廈保安員代為報警，意外中4名乘客受傷。時值九巴大量淘汰前置引擎巴士，肇事巴士已達17年車齡，因而順理成章地不獲修復，直接退役。
- 1998年4月14日早上，一輛行走5線的利蘭奧林比安（3BL56，車牌號碼DD4471）沿漆咸道南右轉入梳士巴利道，駛至新世界中心對出時，懷疑突然跣軚失控，衝上行人路，掃毀逾十米鐵欄，撞爛一個水桶及一個指示牌後，再鏟上路上一個兩呎高花槽上始停下。尾隨一輛行走208線的三菱MK117J（AM80，車牌號碼EV4952）收掣不及，撞向巴士車尾，意外導致208線巴士車上一名乘客被玻璃割傷。
- 1998年5月4日，上午十時許，一輛行走24線往旺角方向的富豪奧林比安（AV332，車牌號碼HM2593）在太子道西近新法書院疑太貼近路邊行車，左邊車身撞到一棵大樹枝幹，車頂部分約三米位置被劏開，兩名乘客被碎片割傷。
- 1998年5月16日，一輛行走42A線的富豪奧林比安（3AV121，車牌號碼GW5498）在彌敦道近永星里撞向前面行走過海隧巴104線的同款巴士（AV173，車牌號碼GZ3470），6名乘客受傷。
- 1998年6月15日，早上近八時，一輛行走48X線的利蘭奧林比安（S3BL15，車牌號碼DK8765）離開城門隧道後，到達荃灣方向出收費亭對開的轉車站時，車長從後鏡發現車尾冒出大量濃煙，同時車廂下層亦有乘客驚慌大叫發生火警。車長見狀立即將車停下開門疏散乘客，期間懷疑乘客爭相下車逃生，一名男乘客因逃生心切突然爬出車窗外跳下，落地時左腳不慎扭傷倒地，受傷送院。
- 1998年7月13日，接連有兩輛九巴當日發生意外。第一宗意外發生於凌晨零時許，一輛行走95線的丹尼士巨龍（3AD58，車牌號碼HL8725）在寶林路北行落斜時，因天雨路滑關係而「跣胎」失控，越過對面線撞向路邊鐵欄。此時南行線上斜的一輛的士收掣不及，撞向巴士車身及反彈撞向路邊石躉。的士上3人受傷，巴士上一名女乘客報稱不適，一同送院敷治。第二宗意外發生於早上七時許，一輛行走86B線的丹尼士喝采（N288，車牌號碼CR2478）沿大埔道行駛，駛至近郝德傑道交界時與對面線一輛因天雨路滑失控私家車相撞，私家車司機重傷。時值九巴大量淘汰前置引擎巴士，肇事巴士已達17年車齡，直接報廢。
- 1998年9月5日早上，一名入職僅7個月的後備車長駕駛一輛行走10線的丹尼士喝采（N258，車牌號碼CN6533）在彩雲巴士總站開出轉往清水灣道時失控衝上行人路及撞毀兩幅鐵欄，繼而衝向彩雲邨休憩處，最終撞向行人路上蓋始停下，意外中3人受傷。
- 1998年9月21日，早上8時許，一輛行走16M線的利蘭奧林比安（S3BL125，車牌號碼DN4042）沿連德道行駛，在藍田邨第五座外與一輛失控的私家車相撞，造成3人受傷。
- 1998年9月29日，上午十時許，一輛行走44線的都城嘉慕威曼都城沿荃灣路中線行駛時，前方一輛貨車因準備切線而慢駛，巴士同時減慢車速，尾隨巴士的貨櫃車突然收掣不及撞向巴士車尾，巴士其後衝前撞向貨車，造成19人受傷。
- 1998年10月9日，晚上七時許，一輛行走74X線的利蘭奧林比安（AL42，車牌號碼EX2907）在觀塘道近啟業邨撞向前面一輛行走259D線的丹尼士巨龍（AD126，車牌號碼FM5360），19人受傷。
- 1998年11月1日，一輛行走73X線的丹尼士巨龍（S3N230，車牌號碼ES5532）在大埔吐露港公路被尾隨一輛正在切線的七人車撞向車尾，私家車司機及乘客受傷。
- 1998年11月6日，一輛行走78K線的三菱MK117J（AM68，車牌號碼EV3417）駛至沙頭角公路及禾徑山路交界燈位時，懷疑巴士腳掣失靈，失控撞向前面一輛正等候轉燈的中型貨車車尾，造成19人受傷。
- 1998年11月7日，晚上七時許，一輛行走284線的丹尼士巨龍（ADS158，車牌號碼GZ7775）在大涌橋路近富豪花園行駛時，前面一輛803線小巴突然有乘客要求下車，小巴司機緊急停車，導致巴士閃避不及撞向小巴車尾，導致10人受傷。
- 1998年（日子不詳），一輛利蘭奧林比安9.9米巴士（BL9，車牌號碼DA316）在火炭路發生交通意外。肇事巴士事後因嚴重損毀而不獲修復，提早退役。

### 1999年
- 1999年2月2日下午，一輛行走59X線的富豪奧林比安11米（S3V2，車牌號碼GK2586）超速，在屯門龍門路撞向一輛正在路邊維修的泥頭車車尾，泥頭車其後衝前撞向吊臂車及貨車，釀成四車相撞，29人受傷。（相關新聞片段（页面存档备份，存于））
- 1999年2月22日，清晨六時許，一輛九巴都城嘉慕都城11米非空調巴士（S3M53，車牌號碼DP889）剛接載完員工後返回青衣車廠時，駛至青衣西路近油站失控，撞向一個燈箱及路中心石壆後向左翻側，車尾冒煙著火，無人受傷。
- 1999年2月23日，一輛行走86B線的都城嘉慕威曼都城（S3M183，車牌號碼EG1923）在大埔公路近積運街與一輛私家車相撞，巴士車長及三名乘客受傷送院。
- 1999年4月28日上午，一輛行走荃灣碼頭至觀塘麗港城的40線丹尼士巨龍11米（S3N123，車牌號碼DP6029），在觀塘道近牛頭角下邨的巴士站收掣不及，撞向前面一輛行走尖沙咀碼頭至中秀茂坪的1A線丹尼士三叉戟型12米（ATR1，車牌號碼HJ2127），ATR1再衝前撞向一輛行走機場至藍田的E22線城巴三叉戟（2203，車牌號碼HV6654），三車上共66人受傷。（相關新聞片段（页面存档备份，存于））
- 1999年5月7日，晚上九時許，一輛行走60X線的利蘭奧林比安（S3BL293，車牌號碼DY9913）在彌敦道近登打士街被尾隨一輛私家車撞向車尾，巴士車尾位置凹陷，車上一名乘客報稱不適，連同私家車二人一同送院治理。
- 1999年5月10日：一輛往行走3D線的都城嘉慕威曼都城（S3M193，車牌號碼EG5358）在蒲崗村道鑽石山火葬場巴士站停站時被尾隨一輛行走116線的新巴丹尼士三叉戟（1052，車牌號碼HX5851）撞向車尾，11人受傷。
- 1999年7月21日，中午十二時許，一輛行走299線的丹尼士巨龍（ADS34，車牌號碼GS5431）在大網仔路近大環與一輛漁農署專用的輕型貨車相撞，駕駛輕型貨車的農務助理死亡，6人受傷。警方在肇事的貨車發現尾軸使用「光頭胎」，加上當時天雨路滑，最終死因庭在2000年10月4日裁定死者死於意外。
- 1999年8月6日，晚上九時許，一輛行走112線九巴丹尼士三叉戟（ATR25，車牌號碼HW5600）在英皇道天后站對面遭尾隨行走106線的新巴同款巴士（1021，車牌號碼HW3545）撞向車尾，16人受傷。（相關新聞片段（页面存档备份，存于））
- 1999年8月28日，早上八時許，一輛行走63X線的丹尼士巨龍（AD89，車牌號碼FH2119）沿彌敦道慢線行駛時撞向前面一輛因準備駛入南京街及等候過路途人而減慢車速的旅遊巴士，旅遊巴士其後衝上行人路撞向一家電器店，造成11人受傷。
- 1999年10月14日晚上七時許，一輛行走49X線往青衣碼頭方向的丹尼士巨龍（3N118，車輛號碼DJ9553）在城門隧道公路近美林邨對開因前方交通擠塞慢駛，排在最後方一輛中型貨車收掣不及撞向一輛貨櫃車，貨櫃車其後衝前撞向前方巴士，造成37人受傷。
- 1999年10月17日，當日有兩輛九巴發生意外。第一宗意外發生於清晨6時30分，一輛行走6D線的丹尼士巨龍（S3N110，車牌號碼DP4964）在界限街與聯合道交界被尾隨一輛貨車撞向巴士車尾。52歲巴士劉姓車長、貨車司機及跟車工人同告輕傷送院治理。第二宗意外發生於早上十一時許，一名報稱首次駕駛15A路線的32歲梁姓車長駕駛一輛丹尼士巨龍（ADS136，車牌號碼GU8136）沿九龍灣宏照道駛至常悅道交界時並無按原定路線右轉，而此路線於常怡道上設有一個巴士站。肇事車長事後懷疑不依交通標誌，於宏照道與常怡道交界右轉時，與對面線一輛的士迎頭相撞，造成9人受傷。
- 1999年11月2日，晚上九時許，一名曾獲頒發安全司機獎的司機，駕駛一輛行走85線的富豪奧林比安（AV378，車牌號碼HN8007）時在九龍塘聯合道與聯福道交界因錯誤把油門誤當腳掣，撞斃一名正在橫過馬路的女護士後，衝前剷上行人路，掃毀十多呎鐵欄後，再衝前約50呎至聯合道300號香港國際浸信會教堂，撞毀門閘及花槽後停下。該名司機於2000年9月15日在新蒲崗裁判署被裁定「不小心駕駛」罪名成立，被判罰款$5,000。
- 1999年11月30日，一名司機駕駛一輛私家車在大埔公路行駛期間打瞌睡，與對面線一輛泥頭車及一輛行走86B線的都城嘉慕威曼都城（S3M152，車牌號碼EE9760）相撞，巴士車頭泵把和鬼面罩損毀，私家車司機受傷被困。

## 2000年代

### 2000年
- 2000年1月22日，一輛行走98C線的丹尼士三叉戟（ATR146，車牌號碼JC1248）在亞皆老街太平道巴士站撞向前面一輛行走2A線的斯堪尼亞N113（AS11，車牌號碼GW2033），2A線巴士上一名乘客受傷。警員為駕駛98C線路線車長進行首次酒精呼氣測試後，發現濃度超出標準，但返回警署作儀器測試時，因濃度回落至規定之內，只遭警員口頭警告後獲釋。
- 2000年2月2日，早上八時許，一輛行走259D線的巴士在屯門公路近掃管笏撞向前面一輛行走60線的巴士，兩輛巴士共24人受傷。其中一名未有受傷的乘客抵達藍田後感到不適，自行往聯合醫院求醫。
- 2000年3月23日，下午一時許，一輛行走66M線的丹尼士巨龍（AD4，車牌號碼EU7509）在屯門公路近屯門閣閃避切線貨車不及撞向其車尾，兩車司機均告受傷。
- 2000年6月9日，早上八時許，一輛行走73X線的丹尼士巨龍（S3N256，車牌號碼EU9848）駛經城門隧道管道內時，車長發現車尾引擎冒煙，隨即停車疏散乘客。隧道公司人員及消防員到場將火救熄，車尾沙板及下層後排座椅被焚燬，車長及4名乘車吸入濃煙不適送院。
- 2000年（日期不詳），一輛行走59X線的富豪奧林比安（S3V3，車牌號碼GK2671）在旺角火車站（今旺角東站）巴士總站撞向燈柱，車頭嚴重損毀。九巴其後採用小型的路線牌箱組件修復該車。

### 2001年
- 2001年1月12日，一輛行走215X線往藍田（廣田邨）的丹尼士巨龍11米雙層空調巴士（AD268，車牌號碼GR7017）在尖沙咀梳士巴利道行駛時，前方貨車及的士相撞，巴士則收掣不及撞向貨車車尾，6人受傷。
- 2001年3月12日，一輛行走N271線時因倒後鏡損毀而返回車廠的富豪奧林比安（3AV190，車牌號碼HD461），在大埔粉嶺公路近九龍坑以慢速行駛時被一輛運菜貨車撞向車尾，造成一死一傷。
- 2001年3月16日，一行走961線的富豪奧林比安（AV247，車牌號碼HH5793）在西區海底隧道巴士站撞向前面一輛行走A11線的丹尼士三叉戟（2149，車牌號碼HU269），15人受傷。
- 2001年4月8日，晚上六時許，一輛行走96R線的利蘭奧林比安（BL94，車牌號碼DG660）在西貢公路近白沙灣與一輛失控越線的私家車相撞，1死28人傷。
- 2001年4月11日中午，一輛行走馬鞍山利安邨至中環港澳碼頭的680線丹尼士三叉戟12米巴士（ATR244，車牌號碼JR9177），在大老山隧道往九龍方向的隧道內，撞向前面的污水收集車、旅遊巴士和另一輛行走馬鞍山市中心至紅磡碼頭的85C線的丹尼士巨龍11米雙層空調巴士（AD124，車牌號碼FM4674），共12人受傷，其中680線巴士的車長和坐在上層車頭的三名乘客被困，消防員用了近一小時才把680線巴士上全部被困的傷者救出。
- 2001年4月22日下午，一輛行走華貴至九龍灣的107線丹尼士三叉戟12米巴士（ATR77，車牌號碼HY1012），在香港仔田灣海傍道正在爬頭時，因乘客要求車長調較空調，以致車長分神，未能留意對面線一輛行走新巴43線的丹尼士三叉戟10.6米巴士（1611，車牌號碼JC6227），最後導致兩車迎頭相撞，事件中有10人受傷。[16]
- 2001年7月3日，早上十時許，一輛空載的都城嘉慕威曼都城（S3M252，車牌號碼EL8029）在九龍灣常怡道行駛時，撞向對面線一輛行走297線的富豪奧林比安（3AV168，車牌號碼GZ4066）。空載巴士其後剷入路旁一露天停車場（現址為Megabox），停車場有七輛私家車被撞毀，意外中兩人受傷。
- 2001年9月1日，早上七時許，一輛行走72線往奧運站方向的丹尼士巨龍11米（S3N40，車牌號碼DM9680）在大埔公路上斜時因減慢車速，遭尾隨的客貨車撞及車尾後，客貨車失控衝過對面線與一輛運魚貨車及運菜貨車相撞，客貨車司機死亡，另有6人受傷。
- 2001年9月8日下午，一輛行走馬鞍山市中心至紅磡碼頭的85C線的丹尼士巨龍12米雙層空調巴士（3AD7，車牌號碼HG7241），在大老山隧道往九龍方向的行車管道內，撞向前方一輛電單車、兩輛貨車及一輛往觀塘翠屏道的89C線富豪奧林比安12米雙層空調巴士（3AV296，車牌號碼HG2774），85C線巴士再把電單車推向前面貨車車底，電單車司機和乘客當場死亡，另17人受傷，包括85C線的巴士的車長和乘客。駕駛肇事巴士85C線的車長事後被裁定不小心駕駛罪名成立，判罰款$5,000及停牌9個月。
- 2001年11月3日，一輛行走71K線丹尼士巨龍非空調巴士在汀角路與頌雅路交界與一輛行走20K線的專綫小巴相撞，兩車共18名男女乘客及小巴司機受傷送院。
- 2001年11月13日，一輛行走80M線的丹尼士巨龍（ADS161，車牌號碼GZ9270）在窩打老道與一輛泥頭車、一輛24座保姆車及一輛私家車相撞，車長雙腿被夾，被困車頭，最後由消防到場救出送院，情況嚴重。
- 2001年12月10日，一輛行走61X線的富豪奧林比安在黃大仙蒲崗村道被一輛重型密斗貨車撞及車尾，巴士其後衝前撞向前面一輛泥頭車，導致重型貨車司機及8名巴士乘客受傷。
- 2001年12月15日，早上六時許，一輛行走6C線的富豪奧林比安（AV55，車牌號碼GE8007）在衛理道巴士站上落客時，尾隨的客貨車切線爬頭，卻遭鄰線行走過海隧巴102線的利蘭奧林比安（AL95，車牌號碼FD8977）撞向車尾，繼而將客貨車壓向巴士右邊車尾，1人受傷。

### 2002年
- 2002年6月3日，下午五時許，一輛行走42C線的富豪超級奧林比安（3ASV294，車牌號碼KJ5512）在龍翔道豐力樓巴士站撞向前面一輛行走86A線的利蘭奧林比安（S3BL148，車牌號碼DN8165），一名車長及21名乘客受傷。
- 2002年6月5日，凌晨零時，一輛行走N241線的丹尼士巨龍（ADS124，車牌號碼GU6963）在青衣西路左轉楓樹窩路時，車長報稱閃避切線車輛導致失控，掃毀路邊欄杆，再衝上約一米高的花槽，半邊車身擱在花槽上，意外中無人受傷。事後九巴派出工程車到場，工程人員認為巴士有翻側危險，先安排另一輛巴士泊在旁邊作依靠，然後召來吊臂車將巴士吊走。
- 2002年6月30日，一輛行走278K線的三菱MK117型巴士（AM103，車牌號碼EV9853）沿和睦路行駛至聯捷街交界，預備停靠上水宣道小學巴士站時車長疑因打瞌睡，巴士失控鏟上安全島，再撞向華潤超級市場大門外牆始停下，四人受傷。肇事巴士事後因車頭損毀嚴重而不獲修復，提早退役。
- 2002年7月7日，一輛行走278K線的三菱MK117型巴士（AM49，車牌號碼EU6804）在聯安街駛入聯和墟巴士總站時，有野狗突然從路邊跑出，車長閃避狗隻時失事撞毀欄杆後再剷上行人路，車長受輕傷。肇事巴士事後因車頭損毀嚴重而不獲修復，提早退役。
- 2002年7月26日，兩輛行走77K線的三菱MK117型巴士（AM4，車牌號碼EL9337和AM28，車牌號碼EM5783）於錦田公路近石崗軍營迎頭相撞，造成41人受傷。肇事兩輛巴士事後因嚴重損毀而不作修復，直接退役。(相關新聞片段（页面存档备份，存于）)
- 2002年7月29日，晚上七時許，一輛行走70X線的的丹尼士巨龍11米（AD130，車牌號碼FM5987）在龍翔道天馬苑巴士站停站時被鄰線一輛閃避前面發生交通意外的的貨車撞及車尾，尾隨一輛紅色公共小巴亦收掣不及撞向其右邊車身，導致6車連環相撞，造成17人受傷。
- 2002年8月16日，一輛行走251M線的富豪奧林比安在青山公路 – 荃灣段近愉景新城撞向前面一輛行走234X線巴士，造成六車相撞意外，六人受傷。
- 2002年9月8日，早上十時許，一行走59X線的富豪超級奧林比安（3ASV231，車牌號碼KF6343）在長沙灣道及東京街交界撞向前面一輛行走68X線的同款巴士（3ASV28，車牌號碼JF7040），68X線巴士其後衝前撞向前面一輛行走171線的城巴富豪奧林比安（327，車牌號碼HV7618），9人受傷。
- 2002年9月24日，下午三時許，一輛行走32M線的富豪奧林比安（AV202，車牌號碼HA7489）在葵義路轉出葵富路時因閃避一輛切線的私家車，失控撞向左邊行人路，掃毀兩個鐵欄，意外中無人受傷。
- 2002年9月27日，下午一時許，一輛行走68M線的Neoplan Centroliner（AP162，車牌號碼KS6592）在屯門公路近麗城花園對開撞向前面一輛正在慢駛的工程車，6人受傷。
- 2002年10月3日，下午三時許，一輛行走74X線的富豪奧林比安（3AV126，車牌號碼GX6663）在吐露港公路近廣福邨失控撞壆，左邊車頭嚴重損毀，15人受傷。
- 2002年10月16日，一輛行走員工接送車的三菱MK218J型巴士（AM184，車牌號碼GP5018）在興華街西與一輛運魚貨車撞及右邊車身後翻側。肇事巴士事後因右邊底盤及龍骨撞歪而不獲修復。雖然三菱扶桑的香港總代理環宇汽車向九巴提供10年保修期，而肇事巴士亦已出廠7年，[17]但九巴已不再購入三菱扶桑的產品，加上運輸署的配額制度，因此環宇汽車事後沒有向九巴賠償另一輛巴士。
- 2002年10月19日，早上七時許，一輛行走38A線的利蘭奧林比安（S3BL145，車牌號碼DN7665）在葵涌青山公路 – 葵涌段因有乘客按鐘示意，車長於國瑞路公園巴士站停站時撞向前面一輛行走42C線的丹尼士巨龍（3N165，車牌號碼DK5224），造成61人受傷；事後兩車均因嚴重損毀而不獲修復，提早退役。
- 2002年10月29日，晚上七時許，一輛行走58X線的富豪奧林比安（AV451，車牌號碼HT2286）在屯門公路近柏麗廣場因前面塞車慢駛，尾隨一輛屋邨巴士撞向巴士車尾，其後巴士衝前撞向前面另一輛屋邨巴士，釀成三車連環相撞，造成30人受傷。
- 2002年10月30日，下午二時許，一輛行走93A線的都城嘉慕威曼都城（S3M247，車牌號碼EL7295）在寶琳路近馬游塘村與一輛失控越綫的私家車相撞，私家車司機死亡，車上男乘客重傷。
- 2002年11月8日，中午十二時許，一輛行走58M線的丹尼士巨龍（3AD73，車牌號碼HM4056）在屯門公路近安定邨被一輛翻側的貨櫃車壓向車尾，4人受傷。
- 2002年11月13日，晚上八時許，一輛行走36B線的富豪超級奧林比安（3ASV458，車牌號碼KU541）在黃竹街及大南街交界與一輛紅色公共小巴相撞，小巴其後翻側，10人受傷。
- 2002年11月23日，上午十一時許，一輛行走36B線巴士在長沙灣道及欽州街交界撞向前面一輛行走44線的都城嘉慕威曼都城（S3M58，車牌號碼DP1848），13人受傷。
- 2002年11月27日，早上九時，一輛行走坑口（北）至中環交易廣場的692線丹尼士三叉戟12米雙層巴士（ATR6，車牌號碼HV6943）在東區海底隧道香港出口因乘客倒瀉易燃液體導致引擎著火焚燒，該巴士因嚴重受損無法修復而直接報廢，令該巴士成為九巴車隊中首部退役的超低地台巴士，車齡不過4年。（相關新聞片段 （页面存档备份，存于））
- 2002年12月20日，早上八時許，一輛空載的丹尼士巨龍（S3N171，車牌號碼DW6978）在聯合道轉入橫頭磡東道時與對面線一輛校巴相撞，校巴上8人受傷。肇事巴士事後因嚴重損毀而不獲修復，提早退役。
- 2002年12月23日，一輛行走269C線的Neoplan Centroliner（AP11，車牌號碼JD9374）在大欖隧道行駛時，車尾引擎突然冒煙及輕微爆炸，6名乘客不適送院。
- 2002年某日晚上九時許（日期不詳），一輛行走86K線往沙田火車站的利蘭奧林比安12米（3BL80，車牌號碼DH5045）在馬鞍山錦英路與一輛行走87D線往錦安苑的富豪奧林比安11米（AV354，車牌號碼HN611）迎頭相撞，3人受傷。[18]

### 2003年
- 2003年1月4日，早上十時許，一輛行走58X線的丹尼士三叉戟（174，車牌號碼HT5214）在屯門公路行駛期間，因最前面的貨櫃車急煞，巴士撞向前面一輛行走260X線的同款巴士（ATR320，車牌號碼KU8278），而巴士其後被另一輛貨櫃車撞及車尾，導致八車連環相撞意外，事件中造成10人受傷，而屯門公路事後嚴重受阻兩個多小時。
- 2003年1月26日，晚上六時許，一輛行走601線的丹尼士三叉戟（ATR228，車牌號碼JP5664）在北角英皇道被一輛東行電車撞及車尾，電車其後出軌，巴士其後衝往對面行車線與另一輛西行電車相撞，造成8名乘客受傷。
- 2003年2月19日，兩輛行走269B線的富豪超級奧林比安（3ASV332，車牌號碼KM7215）及富豪奧林比安在尖沙咀漆咸道南與柯士甸道交界相撞，7人受傷。
- 2003年3月9日，早上6時許，一輛行走67M線的利蘭奧林比安（S3BL466，車牌號碼FW2096）在屯門青山公路—新墟段何福堂書院停站時，被一輛私家車撞向車尾，私家車上三人受傷。
- 2003年3月12日，早上五時許，一輛行走42C線的丹尼士三叉戟（ATR385，車牌號碼KW9517）在青衣涌美路與一輛失控越過對面行車線之的士相撞，的士司機受傷。
- 2003年3月18日，早上十一時許，一輛行走87A線的丹尼士巨龍（AD319，車牌號碼HC553）在南昌街與巴域街交界撞向一輛行走9M線的專綫小巴，5人受傷。
- 2003年4月24日，早上九時許，一輛行走234B線的丹尼士巨龍9.9米（ADS198，車牌號碼JC570）在青山公路—汀九段近汀九橋橋底與一輛行走元朗至佐敦的公共小巴相撞，3人受傷。
- 2003年5月1日，早上七時許，一輛行走59A線的丹尼士巨龍（S3N302，車牌號碼FY3401）在葵涌道荔景邨巴士站停站時遭尾隨一輛私家車撞向車尾，私家車司機受傷兼涉嫌酒後駕駛被警方拘捕。
- 2003年5月6日，晚上十時許，一名女車長駕駛一輛三菱MK117J（AM110，車牌號碼EW1568）行走212線當日往黃埔花園的尾班車，駛經深旺道時突遭一名假扮乘客的獨行匪徒從後箍頸及用硬物指嚇，要求借用巴士往新界接載十多名「人蛇」，遭女車長拒絕。匪徒因而揮拳毆打車長，並用尼龍繩把其手腳綑綁，蒙頭置於巴士後座。匪徒其後盜駕巴士接應同黨，當巴士駛至觀塘敬業街時將車長財物掠空後逃走，女車長最後由途人協助報警將其送院。[19]
- 2003年6月11日深夜，一輛往筲箕灣的102線富豪超級奧林比安12米雙層空調巴士（3ASV397，車牌KR2394），在銅鑼灣告士打道近記利佐治街的交通燈口起動時，同時上層一名42歲女乘客準備下車時在樓梯懷疑失足滑倒，頭部撞向下層輪椅停放處重傷昏迷，送院搶救後，至翌日上午不治。
- 2003年7月6日，早上十一時許，一輛行走296C線的Neoplan Centroliner（AP6，車牌號碼JB319）在將軍澳隧道冒煙，事件中無人受傷。
- 2003年7月9日下午，一輛行走沙田愉翠苑至上水彩園邨73A線的丹尼士巨龍11米雙層巴士（S3N125，車牌號碼DP4806）在大埔廣福路與南運路交界疑因車長誤認燈號，在十字路口攔腰撞向一輛中型貨車。巴士車頭被貨車勾住而削開，整個路線牌燈箱飛脫，上層前排三名乘客更連同座椅被拋出車外受傷；肇事巴士事後不獲修復，直接退役。
- 2003年7月10日早上，一輛行走葵涌麗瑤邨至天水圍天恆邨之265M線的Neoplan Centroliner雙層巴士（AP69，車牌號碼JU4667）在屯門公路被一輛貨櫃車撞至欄杆後，不久即從高達60米山坡墮下，車長及20名乘客死亡，另造成20名乘客受傷。肇事巴士直接報廢，其後停放在龍運小蠔灣車廠，以便警方進行調查工作，直至2008年底才在廠內拆毀。（參見：屯門公路雙層巴士墮坡事故）
- 2003年7月14日，早上九時許，一輛行走59M線的Neoplan Centroliner（AP106，車牌號碼JX6040）在皇珠路近友愛邨對開車尾突然冒煙著火，無人受傷。
- 2003年7月27日，下午一時許，一輛行走59M線的猛獅24.310（AMN30，車牌號碼JV2400）在屯門公路近屯門閣撞向前方一輛因前方道路工程由四線減至兩線而正在切線的吊臂車，巴士車長受傷。
- 2003年8月5日，一輛行走59A線的丹尼士巨龍（S3N300，車牌號碼FY2726）在屯門公路近深井因前面塞車而收慢車速，尾隨的一輛16座屋邨巴士撞向巴士車尾，意外造成8人受傷。
- 2003年10月18日下午，一輛行走屯門山景邨至灣仔（會展）之961線的富豪奧林比安11米雙層空調巴士（AV253，車牌號碼HH9138），在西九龍公路近奧海城二期對出失事撞向中央分隔石壆後全車翻側，並架在石壆上，車長及36名乘客受傷。[20]由於頭軸底盤斷裂，事後九巴要求富豪車廠額外生產一台新底盤以作修復，並將原有零件轉移至新底盤，在2005年完成驗車程序後復出。肇事巴士是為數不多於修復時採用Transbus（甚至後繼的亞歷山大丹尼士）零件的同款巴士。

### 2004年
- 2004年1月11日，晚上十一時許，一輛行走35A線的丹尼士巨龍（AD233，車牌號碼GM7971）在彌敦道行駛時因煞車系統失靈失控，撞毀鐵欄後衝上行人路，然後撞毀一棵樹及一個電話亭，3名女途人受傷。
- 2004年2月25日，清晨六時許，一輛行走106線的富豪超級奧林比安（3ASV102，車牌號碼JV2966）在木廠街及九龍城道交界與一輛運魚車相撞，運魚車繼而翻側，4人受傷。
- 2004年3月2日，早上六時許，一輛行走93A線的都城嘉慕威曼都城（S3M226，車牌號碼EH3349）在寶琳路近茅湖仔與一輛失控越線的客貨車相撞後撞向山坡，客貨車司機死亡，巴士上四人受傷。肇事巴士事後因嚴重損毀而不作修復，提早退役。
- 2004年7月5日，早上九時許，一輛行走968線的富豪超級奧林比安（3ASV22，車牌號碼JF6914）在長青隧道遭尾隨一輛行走城巴962線的丹尼士三叉戟（2242，車牌號碼HW2377）及一輛旅遊巴士撞向車尾，造成26人受傷。
- 2004年7月27日，晚上七時許，一名患感冒的車長駕駛一輛行走73X線的丹尼士三叉戟（ATR356，車牌號碼HN2195）駛至大埔廣福邨迴旋處時因身體不適感到頭暈，將巴士駛往路邊停車時突然休克，巴士於無人駕駛情況下撞向路邊防撞欄並滑行約100米才停下，無人受傷。
- 2004年8月28日，晚上近七時，一輛行走67X線的富豪奧林比安（AV302，車牌號碼HL6542）於長沙灣道麗新商場對開巴士站撞向前面一輛行走102線的城巴富豪奧林比安，造成27人受傷。
- 2004年10月2日，早上十一時許，一輛行走11X線的都城嘉慕威曼都城（S3M250，車牌號碼EL7793）在庇利街及馬頭圍道交界撞向一輛紅色小巴車尾，7人受傷。
- 2004年11月9日，早上八時許，一輛行走73X線往富善邨方向的丹尼士三叉戟（ATR357，車牌號碼HN3158）在大埔公路 – 沙田段撞向前方一輛故障的私家車後，再遭尾隨旅遊巴及私家車撞及車尾，事件導致41人受傷。
- 2004年12月3日凌晨，一輛停泊在屯門市中心巴士總站的富豪超級奧林比安12米雙層巴士（3ASV1，車牌號碼JE1053）被一名九巴維修技工及朋友偷駕，巴士行走10公里後在青田路左轉震寰路時失控鏟上路旁草地後再衝上路中心花槽，撞毀10米鐵欄、一條燈柱及一棵樹後始停下。而涉嫌偷巴士的青年被尾隨的的士司機截獲，事後交由警方處理。[21]
- 2004年12月7日，早上十時許，一輛行走271線的富豪奧林比安在彌敦道及西貢街交界與一輛七人車及的士相撞，3人受傷，七人車司機事後逃去。

### 2005年
- 2005年1月22日，下午六時許，一輛行走69M線往葵芳地鐵站方向的丹尼士巨龍（AD253，車牌號碼GR3633）在青山公路—荃灣段及西樓角路交界與一輛屋村巴士相撞，造成20人受傷。
- 2005年2月1日，一輛行走57M線往屯門山景的猛獅24.310 12米雙層巴士（AMN43，車牌號碼KR7254），在屯門公路行駛期間，誤將一個交通「雪糕筒」捲入車底而緊急煞停，尾隨貨櫃車亦須緊急煞停，但後面另一輛貨櫃車則收掣不及，從後推撞貨櫃車及巴士，意外中11人受傷。
- 2005年2月27日，一輛行走269D線的丹尼士三叉戟（ATR194，車牌號碼JM7830）在博愛迴旋處駛入元朗公路時失控，鏟上左面石壆並掃毀九米鐵欄，車身傾側擱在石壆。事件中車長及一名乘客受傷。
- 2005年3月29日，早上六時許，一輛行走68X線的富豪超級奧林比安（3ASV44，車牌號碼JG3533）在旺角彌敦道與太子道西交界時與一輛拖車相撞後，再撞向路中心鐵欄，直至撞向燈柱後停下，意外中兩車司機及巴士上七名乘客受傷。
- 2005年4月4日，一輛行走277X線的富豪奧林比安（3AV32，車牌號碼GC1425）在吐露港公路近康樂園撞向一輛貨車，14人受傷。
- 2005年4月8日，一輛行走269D線的丹尼士三叉戟12米巴士（ATR193，車碼號碼JM7829）在天水圍天秀路懷疑衝紅燈，與一輛輕鐵相撞，巴士事後衝入輕鐵路軌，車長及四名輕鐵乘客受傷送院。
- 2005年4月9日凌晨，一輛行走N281線的富豪奧林比安11米雙層巴士（AV398，車牌號碼HR1490）於沙田大涌橋路與火炭路交界與一部的士相撞，造成3死2傷，意外原因懷疑是其中一方衝紅燈肇禍。
- 2005年4月19日，清晨五時許，一輛空載的丹尼士巨龍（ADS25，車牌號碼FU1098）沿啟福道行車天橋行駛，至建造業訓練中心對開與一輛七人車相撞，七人車司機傷重不治，車長受輕傷。
- 2005年4月25日，一輛行走260C線的猛獅24.310（AMN12，車牌號碼JM3689）在屯門公路近深井撞向一輛行走居民巴士NR725線的居民巴士，17人受傷。
- 2005年5月3日，一輛行走44線的丹尼士巨龍（AD167，車牌號碼GJ4622）在青衣擔杆山迴旋處行駛時，一輛私家車突然衝出，巴士收掣不及撞向私家車車頭，然後撞毁一列鐵欄及燈柱才停下，事件中5人受傷。
- 2005年6月23日，一輛利蘭奧林比安（S3BL317，車牌號碼EB2620）在荔枝角車廠附近發生交通意外，肇事巴士事後因嚴重受損而不獲修復，提早退役。
- 2005年7月12日，凌晨約三時許，一輛行走N237線的三菱MK117（AM127，車牌號碼FG1189）在葵福路與興芳路交界停紅燈時，對面線一輛正前往執勤的警車與沿興芳路行駛的的士相撞，的士撞向葵福路一支交通燈後再撞向巴士，而警車則撞向路中石壆後停下。意外中的士司機傷重不治，警車上三人受傷。
- 2005年8月10日早上，一輛貨車在城門隧道公路近城隧沙田出口，停在路旁整理車斗上擋雨帆布，尾隨兩輛重型貨車、一輛空載40X線巴士（AD35，車牌號碼EW6225）、一輛往沙田廣源邨的49X線巴士（AD266，車牌號碼GR6753）及一輛貨櫃車因天雨路滑收掣不及，六輛車連環首尾碰撞，76人受傷。該兩輛肇事巴士事後皆不作任何修復，直接退役。
- 2005年10月3日早上，一輛行走元朗西至大埔墟站之64K線的丹尼士三叉戟10.6米雙層巴士（ATS78，車牌號碼KD1490）在林錦公路近凌雲寺上斜時，前方的貨車與對面線的貨櫃車相撞，因貨櫃車載有重物，並且落斜行駛，相撞時衝力甚猛，將貨車推後14米後，再撞向尾隨的巴士。巴士事後橫亙路面，左尾轆懸空在斜坡上幾乎墮下20米下山坡，車頭嚴重損毀。事件中造成8人受傷，而林錦公路當天因此封路9小時。（相關新聞片段（页面存档备份，存于））
- 2005年10月26日，晚上七時許，一輛行走269D線的Neoplan Centroliner（AP119，車牌號碼JZ2946）駛至屯門公路近麗城花園時車尾着火冒煙，肇事巴士車尾嚴重焚毀[22]。
- 2005年11月10日，一輛行走276A線往太平方向的Neoplan Centroliner（AP22，車牌號碼JR3092）在新田公路撞向前面一輛運魚貨車，3人受傷。
- 2005年11月15日，下午五時許，一輛行走69X線的丹尼士巨龍（3AD123，車牌號碼HS481）駛至彌敦道與文明里交界時，有乘客發現巴士車尾冒煙，車長停車取出滅火筒救火不果，消防接報到場將火救熄，事件中車長在擊碎玻璃取出滅火筒時被玻璃割傷。

### 2006年
- 2006年1月18日上午，一輛行走沙田圍至觀塘裕民坊之89B線的富豪奧林比安11米雙層巴士（AV239，車牌號碼HH1412）駛至獅子山隧道管道時，因前面塞車停下，尾隨的私家車、客貨車、空載泥頭車和一輛行走大埔中心至旺角（柏景灣）之72X線的富豪奧林比安12米雙層巴士（3AV237，車牌號碼HE2610）收掣不及，五輛車連環首尾碰撞，13人受傷。
- 2006年1月23日，一輛行走42C線的丹尼士三叉戟（ATR162，車牌號碼JD4183）在青衣擔桿山路交匯處撞向泥頭車，車頭嚴重損毀。
- 2006年2月19日，下午三時許，一輛行走960線的丹尼士三叉戟（ATR258，車牌號碼JS7285）在西九龍快速公路撞向一輛工程車，4人受傷。
- 2006年2月25日下午，一輛76K線往元朗（西）方向的丹尼士巨龍11米（AD311，車牌號碼HB9242）在青山公路 – 米埔段被一輛懷疑天雨路滑而跣胎的工程車撞向巴士右邊車身，其後巴士鏟上行人路至一個路牌前面才告停下，造成12人受傷。
- 2006年3月8日，一輛行走258D線的丹尼士巨龍12米空調巴士（3AD116，車牌號碼HR9165）在皇珠路撞向前面兩輛私家車，之後更被尾隨的貨車及旅遊巴撞向巴士車尾，釀成5車相撞意外，造成32人受傷。
- 2006年3月24日，一輛校巴在香港仔隧道收費廣場附近疑閃避切線的私家車時失控，撞向一輛在巴士站上落客的城巴富豪奧林比安12米巴士（613，車牌號碼HR3194），城巴其後再撞向前面一輛行走171線往海怡半島的九巴丹尼士三叉戟12米巴士車尾（ATR347，車牌號碼KW746），造成27人受傷。[23]
- 2006年4月10日，上午十一時許，一輛行走260X線的猛獅24.310（AMN26，車牌號碼JV1055）在屯門公路行駛期間，尾隨的一輛運泥車收掣不及撞向一輛運魚貨車，運魚貨車翻側撞向巴士車尾，釀成五車相撞意外，事件中造成3人受傷，而屯門公路當天需封路三小時清理現場。
- 2006年6月21日，一輛往行走68X線的富豪B9TL（AVBW5，車牌號碼MC2475）在深水埗黃竹街及大南街交界與一輛客貨車相撞，三人受傷。
- 2006年7月11日，一輛行走268C線的Neoplan Centroliner 12米巴士（AP151，車牌號碼KR9862）在龍翔道行駛時撞及左邊防撞欄，車長未有察覺車頭被防撞欄插入，扭軚時將整條防撞欄扯脫，然後斷開的防撞欄將巴士推向右邊石壆，意外中8人受輕傷。
- 2006年7月17日，一輛行走旺角火車站至屯門兆康苑67X線的丹尼士三叉戟12米雙層巴士（ATR101，車牌號碼HZ6751，樣板車）沿葵涌道往屯門方向行駛時，撞向一輛拋錨停下的貨櫃車，之後更被尾隨的貨櫃車撞及車尾，整個車頭連同整個左邊車身被削開，上層地台部分位置坍塌，多組座椅外露、跌落下層甚至飛脫，上層前排3名乘客被拋出車外墮地重創，造成1死15傷。肇事車長事後於2007年4月11日被荃灣裁判法院裁定危險駕駛引致他人死亡罪名成立，判囚18個月及停牌5年。雖然肇事巴士嚴重損毀，但沒有傷及底盤及引擎室，因而得到重建，於2008年4月完全修復，並以新車牌號碼NG6783重新投入服務。而ATR101亦是最後一輛於九巴屯門車身裝嵌廠進行全車車身重建的巴士（相關新聞片段（页面存档备份，存于））
- 2006年7月22日，一輛煞車系統失靈的貨櫃車在和宜合道近和宜合道運動場撞向一輛行走36A線的丹尼士巨龍11米非空調巴士（S3N236，車牌號碼ES5348），其後36A巴士再撞向前面一輛行走278X線的丹尼士巨龍12米空調巴士（3AD51，車牌號碼HL2226），兩輛巴士上共12人受傷。
- 2006年8月11日凌晨，一輛行走旺角火車站至屯門良景邨58X線丹尼士三叉戟12米（ATR331，車牌號碼KV6817）在屯門公路近麗城花園撞向一輛拋錨停下的貨櫃車，巴士車頭嚴重損毀，9人受傷。
- 2006年9月9日，晚上七時許，一輛行走49X線的丹尼士巨龍（AD19，車牌號碼EV5814）在小瀝源路撞向前面一輛行走182線的城巴丹尼士三叉戟及一輛行走804線的豐田Coaster專線小巴，20人受傷。
- 2006年9月15日，下午四時許，一輛行走3B線的富豪超級奧林比安（3ASV57，車牌號碼JH3006）在紅磡馬頭圍道與民裕街交界因閃避一輛突然切線的私家車而失控衝上路中安全島，撞毀一列鐵欄，其中一截鐵枝飛過對面行車線，打中一輛行走新巴796X線巴士車身。肇事巴士右邊車頭撞毀，意外中無人受傷。
- 2006年9月18日，中午十二時許，一輛行走98C線的丹尼士巨龍（3AD147，車牌號碼HS2358）在秀茂坪道行駛期間因腳掣故障，車長安排乘客轉搭其他巴士期間，巴士於無人駕駛情況下突然溜前，撞向山坡後停下，無人受傷。
- 2006年9月23日，一輛行走43X線的丹尼士巨龍（AD335，車牌號碼HC1409）在大涌橋路近濱景花園遭一輛行走801線的專綫小巴撞向車尾，八人受傷。
- 2006年10月3日凌晨，一輛行走葵芳站至安蔭邨的235M線富豪奧林比安11米雙層巴士（AV114，車牌號碼GW5789）在葵涌葵義路轉彎時，與一輛中型貨車相撞，造成6人受傷。該車因底盤及龍骨崩裂而不獲修復，已於同年11月2日正式除牌退役。[24]
- 2006年10月9日，下午五時許，一輛行走42C線的丹尼士三叉戟（ATR160，車牌號碼JD3231）在青荃橋往長安迴旋處支路遭鄰線失控撞向石壆傾側的貨車壓向巴士右邊車身，一名乘客受輕傷。
- 2006年10月17日，一名車長駕駛一輛行走九龍站至上水的270A線的富豪超級奧林比安12米空調巴士（3ASV378，車牌號碼KP4535）在窩打老道45號對開時突然感到肚痛，巴士失控撞斷交通燈及欄杆，衝上行人路並撞入滙達中心之騎樓底。巴士整個車頂被大厦陽台底部削去，上層扶手設施等被折斷，玻璃完全粉碎。1名路過的DHL速遞員被捲入車底死亡，12人受傷。肇事車長事後於2007年9月14日被裁定危險駕駛引致他人死亡罪名不成立。肇事巴士於2008年3月12日修復並重新投入服務並沿用舊車牌號碼，但於車禍中受損的扶手、地板及電牌都未有更換，滿佈車禍痕跡；有巴士迷隨後以上述情況容易令乘客勾起對車禍的傷痛回憶為由向東方報業集團投訴；[25]因此九龍巴士已於同年3月20日將該車領取新車牌號碼NG1941。（相關新聞片段）
- 2006年10月29日早上，一輛行走263M線的丹尼士巨龍（AD333，車牌號碼HC1365）在青山公路撞向前方一輛行走265M線的Neoplan Centroliner（AP91，車牌號碼JV8208）車尾，2人受傷。
- 2006年11月20日晚上，一輛行走208線的三菱MK117J（AM131，車牌號碼FG2479）在廣播道巴士總站開出不久後車長發現機件出現故障而停在路旁時，巴士於無人駕駛狀態下突然失控溜前，撞向兩輛電單車，繼而撞毀鐵欄、停車咪錶及路牌，再撞毀一輛私家車的倒後鏡，繼而把另一輛停在路邊的私家車推前，最後兩車剷上行人路後才停下，意外中無人受傷。肇事巴士其後因損毀嚴重而不獲復修，已於2007年1月26日正式除牌退役。
- 2006年12月9日，一輛行走269C線的丹尼士巨龍（3AD112，車牌號碼HP2083）在呈祥道與大埔道交界撞向私家車、電單車及貨車，導致電單車及私家車上6人受傷。
- 2006年12月25日，一輛行走筲箕灣至美孚之102號線富豪B9TL（AVBW25，車牌號碼MH7271）在油麻地加士居道被尾隨旅遊巴撞向車尾，而巴士其後撞向前面的私家車和的士，造成28人受傷。(相關新聞片段（页面存档备份，存于）)
- 2006年12月30日，晚上六時許，一輛行走47X線的丹尼士巨龍（AD7，車牌號碼EU7919）在沙田城門隧道公路近香港文化博物館因閃避前方故障貨車而停下時遭尾隨一輛貨櫃車撞及車尾，6人受傷。肇事巴士因損毀嚴重而不作復修，已於2007年2月退役。

### 2007年
- 2007年1月4日，晚上六時許，一輛行走40X線的丹尼士巨龍（AD68，車牌號碼FD4715）在大涌橋路被一輛專綫小巴撞及車尾，16人受傷。
- 2007年1月5日，晚上八時許，一輛行走52X線的Neoplan Centroliner（AP73，車牌號碼JU6126）在青山公路—深井段與一輛失控越線、懷疑超載的私家車迎頭相撞，私家車上六人與一名巴士女乘客受傷。
- 2007年1月26日，一輛行走905線的九巴富豪B9TL（AVBW55，車牌號碼MM3904）在大角咀晏架街行駛時，一輛貨車未有在讓線位看清路面情况下從橡樹街駛出，巴士收掣不及撞向貨車車尾，貨車然後失控撞及兩輛停泊在路旁咪表位的中型貨車，貨車司機及巴士一名乘客受傷。
- 2007年1月27日，凌晨四時，一輛行走N241線的富豪超級奧林比安在楓樹窩路行駛期間，被一輛腳掣失靈、從青衣西路駛出的私家車撞向左邊車身，私家車上一名女乘客受傷送院。
- 2007年2月17日（農曆除夕），一輛行走天水圍天瑞邨至葵芳站69M線的富豪奧林比安12米雙層空調巴士（3AV86，車牌號碼GP6441），在大欖隧道往荃灣方向的收費亭前，撞向前面的一輛貨櫃車尾。巴士前半截左邊車身被撞穿，部分座椅外露，上層更有坐椅飛脫。兩名上層的乘客被拋出車外，造成1死13傷。由於巴士底盤及車尾機件並沒有受損，因此被換上由亞歷山大丹尼士代工生產的車架，2008年復出。肇事車長事後於2007年9月17日被裁定不小心駕駛罪名成立，判罰款港幣5000元及停牌一年。（相關新聞片段（页面存档备份，存于））
- 2007年2月20日凌晨，一輛行走40線往麗港城方向的富豪奧林比安11米空調巴士（AV358，車牌號碼HN4534）在觀塘開源道迴旋處失控撞向路邊鐵欄後，再撞向觀塘站通風槽柱躉，巴士車長及一名乘客受傷，肇事巴士車頭嚴重損毀。[26][27]肇事巴士事後於換上亞歷山大丹尼士零件後復出行駛，直至退休。
- 2007年6月10日早上，一輛行走9線往尖沙咀碼頭方向的富豪超級奧林比安（3ASV385，車牌號碼KP6560）在彌敦道近加連威老道撞向前面行走1A線的同款巴士（AVW100，車牌號碼MA5811）及203線的三菱MK117J（AM139，車牌號碼FG6084），2名車長受傷。
- 2007年7月17日，凌晨五時許，一輛行走N260線的富豪奧林比安（AV493，車牌號碼HT8193）在屯門公路撞向前方一輛貨櫃車，5人受傷。
- 2007年7月31日，早上近11時，一輛行走46X線的丹尼士巨龍（AD128，車牌號碼FM5652）在大圍道中綫準備埋站時，因閃避客貨車而與停泊慢線的泥頭車發生碰撞，巴士左邊車身一列玻璃窗碎裂，四名乘客被玻璃碎濺傷。
- 2007年8月22日晚上，一輛行走43B線的丹尼士巨龍（S3N330，車牌號碼FZ7219）在涌美路左轉入青衣鄉事會路時遭一輛高速行駛的私家車失控撞及車尾，造成一死一傷。
- 2007年8月27日，下午五時許，一輛行走42線往的利蘭奧林比安（S3BL464，車牌號碼FW614）在汝州街碰到一個架置於騎樓外牆的伸縮簷篷，車頭擋風玻璃和車身車窗連環被支架掃毀，7人受傷。
- 2007年9月5日：早上八時許，一名入職18個月的車長駕駛一輛利蘭奧林比安（AL108／FE7245）由豐石街駛入秦石總站時撞倒一名老婦並捲入車底，老婦當場證實死亡。事後路政署在盛田街近半圓形彎位建了入站口，巴士從此可由該道路直接進入總站並由豐石街離開總站，解決了巴士進出均要經豐石街的問題。
- 2007年9月14日，早上八時許，一輛行走61X線的丹尼士巨龍（AD207，車牌號碼GM2543）在屯門公路遭尾隨的一輛客貨車、一輛私家車及一輛貨櫃車撞及車尾，4人受傷。
- 2007年9月14日晚上，一輛行走尖沙咀東至青衣長安邨的41A線富豪B9TL（AVBW63，車牌號碼MP7866）於葵青交匯處失控撞向路中石壆，24名乘客受傷。
- 2007年9月15日早上，一輛行走元朗東至荃灣（如心廣場）的53線三菱MK117型巴士（AM80，車牌號碼EV4952）於荃灣青山公路閃避另一輛因漏油而停下，行走錦上路站至青衣站的251M線丹尼士巨龍11米空調雙層巴士（AD74，車牌號碼FD5735）時失控撞向車尾，12名乘客受傷送院。肇事單層巴士（AM80）事後因為17年車齡而不獲修復，直接退役。
- 2007年10月14日，下午一時許，一輛行走104線的富豪B9TL（AVBE23，車牌號碼MT1969）在西環德輔道西威利麻街巴士站離站時被一輛東行電車（編號41）撞及車尾，巴士其後衝前撞向前面一輛行走城巴10線的巴士，意外中電車上8名乘客受傷。
- 2007年10月20日晚上，一輛行走尖沙咀碼頭至荔枝角的6A線丹尼士巨龍11米雙層巴士（S3N358，車牌號碼GA5505），在長沙灣元州街與東京街交界與一輛專線小巴相撞，小巴被撞至翻側，16人受傷，部分小巴乘客被拋出車外，一名小巴女乘客更被拋下明渠重傷。（相關新聞片段（页面存档备份，存于））
- 2007年11月10日，凌晨零時許，一輛高速行駛的的士在粉嶺公路往新田交匯處支路懷疑行錯路，轉線時撞向一輛拖車，拖車閃避該的士時撞向鄰線一輛行走N76線的三菱MK117J（AM163，車牌號碼FP5496）。的士其後撞向左邊石壆後再撞向巴士，的士司機死亡，巴士車長及拖車車長受傷。[28]
- 2007年12月11日，晚上十時許，一輛行走66線的丹尼士巨龍（S3N291，車牌號碼FX9694）在屯門公路近大欖被尾隨旅遊巴撞向車尾，旅遊巴司機受輕傷。

### 2008年
- 2008年1月15日，一輛行走N170線的丹尼士三叉戟（ATR72，車牌號碼HY2252）在香港仔隧道收費廣場巴士站懷疑天雨路滑失控，撞向前面兩輛正在上落客、分別行走N72和N90線的城巴富豪奧林比安（987，車牌號碼HT4739及475，車牌號碼GM6785），造成14人受傷。
- 2008年1月18日，凌晨12時許，一輛行走273A線的富豪超級奧林比安（3ASV262，車牌號碼KH2728）在粉嶺置福圍行駛時，因天雨路滑導致巴士跣軚失控，撞向一輛停泊路旁的貨櫃車，巴士車頭嚴重損毀，車長及兩名乘客受傷。
- 2008年2月2日下午，一輛行走82X線往黃大仙的富豪奧林比安11米空調巴士（AV182，車隊編號GZ8642）在大老山隧道南行管道內車尾突然著火，五人受傷。
- 2008年2月22日，一輛行走73X線的利蘭奧林比安（AL102，車牌號碼FE3626）於城門隧道行駛期間發生交通意外，肇事巴士事後不獲修復，直接退役。
- 2008年3月4日晚上，一輛行走駿景園至顯徑的88K線富豪超級奧林比安12米巴士（3ASV350，車牌號碼KN3745）在紅梅谷路右轉往田心街時疑因車長誤認燈號，與對面線一輛行走九龍城碼頭至火炭(山尾街)的85線超級奧林比安12米巴士（3ASV141，車牌號碼JZ6467）相撞，造成25人受傷。[29][30]
- 2008年3月31日，凌晨一時，九巴在天水圍天柏路（鄰近天慈邨）的露天停車場，有10輛雙層巴士起火，火勢猛烈，多次傳出爆炸聲，消防員出動5條喉將火救熄，認為起火原因無可疑，相信是1輛亞歷山大丹尼士Enviro 500巴士（ATE180，車牌號碼LN5481）電線短路引致機件過熱引起，事件中無人受傷。傳聞事故發生時火場附近有多輛巴士，由廠務人員駛離火場，其中2輛富豪超級奧林比安12米巴士（KH3743及JZ5727）因太接近火場無法駛走，不過損毀輕微；然而其餘8輛因大面積受損（甚至全車解體）而直接報廢，並於7月3日取消車輛登記、8月上旬由工作人員移走或拆卸全部殘骸，事件後有8輛丹尼士巨龍11米雙層空調巴士（AD4、AD5、AD6、AD8、AD10、AD13、AD15、AD18）因此獲得續牌。至於2輛事後獲翻新的巴士，基於政府制訂歐盟柴油非專營巴士退役限期，最終亦於2019年內報廢。（相關新聞片段（页面存档备份，存于））

事件中的巴士和受損情況：
| 原掛牌線 | 車牌   | 車隊編號 | 車型                                          | 受損情況 |
| -------- | ------ | -------- | --------------------------------------------- | --- |
| 276A     | KH3743 | 3ASV263  | 富豪超級奧林比安12米，ALX500車身              | 輕微損毀，部分車身被燻黑，復出後繼續行駛，最終於2019年11月19日除牌，並於翌年10月29日按照「巴士再生夢」計劃，捐贈予天水圍循道衛理中學作教學用途。 |
| 69X      | JG5355 | 3ASV49   | 富豪超級奧林比安12米，ALX500車身              | 車廂嚴重燒毀，骨架燒至扭曲變形，直接報廢。 |
| 269D     | HX7649 | ATR54    | 丹尼士三叉戟型12米，Duple Metsec DM5000車身   | 避震彈簧嚴重燒毀，車身傾側，車廂損毀，直接報廢。                                                                                                 |
| 69X      | LP771  | AVW55    | 富豪超級奧林比安12米，Wright Explorer 車身    | 車廂被炸毀，僅部分車頭可以辨認外，車身嚴重燒毀，直接報廢。                                                                                       |
| 264M     | JK6249 | ATS36    | 丹尼士三叉戟型10.6米，Duple Metsec DM5000車身 | 車廂完全焚毀，全車只剩餘一堆車身支架、座椅支架，底盤嚴重損毀，直接報廢。                                                                         |
| 68X      | LN5481 | ATE180   | 亞歷山大丹尼士Enviro 500                      | 相信為起火源頭，車廂完全焚毀，全車只剩餘一堆車身支架、座椅支架，底盤嚴重損毀，直接報廢。                                                         |
| 68X      | HR8939 | ATR358   | 丹尼士三叉戟型12米，ALX500車身                | 車廂完全焚毀，全車只剩餘一堆車身支架、座椅支架，底盤嚴重損毀，直接報廢。                                                                         |
| 269D     | JM8323 | ATR195   | 丹尼士三叉戟型12米，Duple Metsec DM5000車身   | 車廂被炸毀，只有車頭部分尚算完整，車身骨架及車廂嚴重燒毀，車身傾側，直接報廢。                                                                   |
| 63X      | KK2883 | 3ASV311  | 富豪超級奧林比安12米，ALX500車身              | 車廂嚴重燒毀，車身右邊有八成被燒光，直接報廢。                                                                                                   |
| 276A     | JZ5727 | 3ASV140  | 富豪超級奧林比安12米，ALX500車身              | 輕微損毀，部分車身被燻黑，復出後繼續行駛，最終於2019年4月2日按照「巴士再生夢」計劃，捐贈予天水圍循道衛理中學作教學用途。                         |

- 2008年6月18日，早上七時，一輛行走70K線的丹尼士巨龍（AD160，車牌號碼GJ3965）在和睦路及和泰街交界因交通燈失靈，與一輛公共小巴相撞，8人受傷。
- 2008年7月21日，一輛空載的利蘭奧林比安（AL112，車牌號碼FE9366）在屯門公路近安定邨發生交通意外，車頭嚴重損毀。肇事巴士事後因為17年車齡而不獲復修，提早退役。
- 2008年7月23日，早上八時許，一輛行走279X線的丹尼士巨龍（AD215，車牌號碼GM4460）在汀九橋撞向前面一輛空載的城巴丹尼士三叉戟（2288，車牌號碼HZ2879），六人受傷。
- 2008年8月28日，早上十時許，一輛行走276A線往天恆邨的Neoplan Centroliner（AP22，車牌號碼JR3092）沿新田公路行駛，期間因前方一輛客貨車慢駛，排在客貨車與巴士之間的貨櫃車煞掣不及，撞向客貨車車尾；巴士同樣收掣不及猛撼貨櫃車，將貨櫃車推至衝上路中心石壆，造成5人受傷。
- 2008年9月18日上午，一名入職僅一個月的車長駕駛一輛行走12號線的丹尼士巨龍9.9米雙層空調巴士（ADS94，車牌號碼GT7822），在大角咀櫻桃街準備左轉往大角咀道時疑因車速過高，失控掃毀右邊長5米石壆後彈向左邊，鏟上行人路撞向多名在巴士站候車的乘客，再撞向海桃灣地盤的石柱，造成14人受傷，其中一名女生被捲入車底重傷。肇事巴士因底盤崩裂而不獲修復，已於同年10月24日正式除牌退役。[31]
- 2008年10月25日晚上，一輛停泊在紅磡站巴士總站的丹尼士巨龍（3AD79，車牌號碼HN770）車尾突然冒煙起火，車尾嚴重焚毀。
- 2008年10月29日，下午一時許，一輛行走21線的富豪奧林比安（AV118，車牌號碼GW7052）在馬頭圍道近家維邨遭尾隨一輛九龍專綫小巴8號線的豐田Coaster（HE7132）撞及車尾，15人受傷。
- 2008年11月3日，早上九時許，一名入職三個月的司機駕駛一輛行走29M線的丹尼士三叉戟（ATS126，車牌號碼KP2734）在景泰街左轉太子道東時因閃避切線的士，失控鏟上行人路，撞向一間中學的外牆，車上上一對年老夫婦受輕傷送院。
- 2008年12月10日早上，一輛行走彩虹至堅尼地城的113號線富豪B9TL（AVBW29，車牌號碼MJ6852）駛至灣仔皇后大道東時，車尾突然冒煙著火，司機事後疏散70名乘客，隨後火蔓延至車廂中。救熄後，車廂座位被燒至熔化，車窗亦受熱爆裂，全車燒剩支架，事後AVBW29已於2009年9月29日直接除牌退役。（相關新聞文章及相片 相關新聞片段（页面存档备份，存于））
- 2008年12月16日，一輛行走276A線的富豪超級奧林比安（3ASV51，車牌號碼JG5696）在寶石湖路行駛期間車底一條喉管突然爆裂並漏出大量油渣，導致一輛行走73線的丹尼士巨龍（S3N338，車牌號碼FZ7935）駛經上述路段時跣胎失控撞向路旁欄杆，無人受傷。
- 2008年12月27日，早上10時37分，一輛40呎長貨櫃車沿屯門公路往屯門方向行駛，途經麗城花園對開時，因前方車輛慢速而減速，而一輛行走佐敦匯翔道至天瑞的69X線的丹尼士巨龍12米雙層空調巴士 （3AD46，車牌號碼HJ8388）因收掣不及，撞向貨櫃車車尾，由於巴士底盤崩裂及油缸爆破而不獲修理，已在2009年3月直接退役。[32]同日晚上9時，一輛紅色小巴於青山公路與和宜合道交界衝紅燈，與一輛行走佐敦匯翔道至梨木樹36B線的富豪超級奧林比安12米巴士（3ASV391，車牌號碼KR598）相撞，造成31人受傷，其中2名司機重傷，小巴及巴士車頭損毀。
- 2008年12月29日，凌晨零時許，一輛行走40X線的丹尼士巨龍（車輛不詳）在葵益路右轉興芳路時與一輛公共小巴相撞後，小巴衝過對面線，意外中有7人受傷。
- 2008年12月30日，早上十時許，一輛行走2A線的斯堪尼亞N113（AS16，車牌號碼GW2556）在觀塘道遭尾隨的一輛公共小巴撞及車尾後，小巴再撞向巴士車頭，兩名小巴女乘客受傷。

### 2009年
- 2009年2月9日，一輛紅色小巴在元州街違例在馬路中線上落客，尾隨一輛行走2F線的富豪超級奧林比安10.6米巴士（ASV58，車牌號碼KX3566）收掣不及，撞向前面紅色小巴，其後紅色小巴再撞向一輛行走411線的綠色專線小巴及一輛的士後翻側，意外造成8人受傷。
- 2009年4月9日，早上7時許，一輛空載的富豪奧林比安（AV25，車牌號碼GD7147）在震寰路與青田路交界與一輛專綫小巴相撞，小巴上3人受傷。
- 2009年4月14日，早上七時許，一輛行走265M線的Neoplan Centroliner（AP119，車牌號碼JZ2946）於青朗公路發生火警，巴士車尾引擎及上層車廂尾端的天花板損毀。肇事巴士曾於三年間兩度在行車期間發生火警（另一宗意外發生於2005年10月26日），兩宗意外均是由車尾首先起火。
- 2009年3月1日，晚上六時許，一輛旅遊巴士沿窩打老道落斜時煞掣系統失靈，在與聯合道交界燈位撞向一輛行走2F線的富豪奧林比安（AV301，車牌號碼HL6522）。旅遊巴士其後再撞向多輛私家車及的士，意外總共涉及13輛車，16人受傷。
- 2009年2月11日，下午五時許，一輛行走3C線的富豪超級奧林比安（AVW53，車牌號碼LP1113）在蒲崗村道撞向前面一輛行走5C線的富豪奧林比安（AV427，車牌號碼HT524），4人受傷。
- 2009年4月14日，當日有兩輛九巴發生意外。第一宗意外發生於早上九時許，一輛行走40X線的丹尼士巨龍（AD109，車牌號碼FK5072）在沙安街行駛時懷疑因為閃避途人，失控撞毀一列鐵欄，車長受輕傷。第二宗意外發生於下午三時許，一輛空載的富豪奧林比安（AV56，車牌號碼GE6568）在小瀝源支路落斜時失控撞山，司機受傷。肇事巴士因損毀嚴重而不獲復修，提早退役。
- 2009年4月16日，晚上九時許，一輛行走271線的富豪超級奧林比安（3ASV278，車牌號碼KJ622）抵達尖沙咀（廣東道）巴士總站後，車長因便急，要求駕駛前面巴士的同事代將車泊好，豈料巴士於無人駕駛情況下失控剷上行人路，無人受傷。
- 2009年4月18日早上，一輛行走70X線的利蘭奧林比安11米空調巴士（AL135，車牌號碼FH1887）在獅子山隧道公路撞向前面一輛泥頭車及一輛私家車，7人受傷。肇事九巴因為17年車齡而不獲修復，直接退役。
- 2009年6月4日，一輛行走263線的富豪奧林比安12米巴士（3AV2，車牌號碼GB3493）駛至屯門公路近大欖時，鄰線貨櫃車突然切線導致巴士收掣不及，撞向貨櫃車車尾，意外造成14人受傷。
- 2009年6月12日晚上，一輛由旺角開往落馬洲的專線小巴，高速由西洋菜南街轉彎駛出旺角道，一輛九巴超級奧林比安12米Wright Explorer 車身12米空調巴士（AVW95，車牌號碼LZ9484）駛至收掣不及，猛烈撞及小巴車頭，小巴繼而衝上行人路，撞倒多名正在巴士站候車的途人，最後撞及一間便利店後始停下。事件造成2死7傷。（相關新聞片段（页面存档备份，存于））
- 2009年6月14日，一輛行走93K線的富豪超級奧林比安（3ASV463，車牌號碼KU4709）在觀塘道定富街巴士站因閃避一輛切線的士，失控撞向一輛行走259D線的猛獅24.310（AMN14，車牌號碼JM4317），兩人受傷。
- 2009年7月10日，一輛跨境直通巴士在九龍塘窩打老道右轉往歌和老街時懷疑誤認燈號，與一輛行走182線（往愉翠苑方向）之亞歷山大丹尼士Enviro 500（ATE31，車牌號碼KZ9022）相撞，13人受傷。[33]
- 2009年7月20日早上，接連有2輛行走49X線之丹尼士巨龍11米冷氣巴士於接近城門隧道往沙田方向之出口外發生車禍。早上6時左右，第一部肇事的丹尼士巨龍11米冷氣巴士（AD269，車牌號碼GR7513）撞向一部屬於中華電力的亞歷山大丹尼士Enviro 500員工巴士（319，車牌：NV6750），事件中有13人輕傷。約5小時後，即早上11時左右，另一部丹尼士巨龍11米冷氣巴士（AD91，車牌號碼FH2202）亦於同一條公路上發生車禍，撞毀石壆並衝前60米才告停下，事件中有8人受傷，AD91事後因為17年車齡而不作修復，同年9月15日直接除牌退役。
- 2009年10月16日，早上九時，一部貨車於昌榮路南行，懷疑因制動系統失靈，撞向前面十多部車輛，其中包括兩部丹尼士三叉戟型12米巴士（ATR201，車牌號碼JN912，行走往荃灣方向的48X線，以及ATR361，車牌號碼HS8237，行走往荃灣方向的73X線）及兩部的士，車禍中共有8人受傷。現場一段昌榮路南行一度封閉，交通擠塞。
- 2009年11月9日，凌晨零時左右，一輛行走692線往坑口（北）方向的丹尼士巨龍9.9米巴士（ADS174，車牌號碼HB691）在將軍澳寶順路左轉唐明街時疑車速過高，全車向右翻側，右邊上層壓在花槽上，造成2死34傷。（參見：將軍澳迴旋處雙層巴士翻側事故）（相關新聞片段（页面存档备份，存于））肇事九巴因為底盤及右邊龍骨全斷而不獲修復，已於2010年3月18日直接退役。肇事車長事後於2011年1月31日被裁定危險駕駛導致他人死亡罪名成立，判入獄4年8個月及吊銷駕駛執照三年，其後上訴得直獲減刑至監禁4年。
- 2009年11月15日，上午十時許，一輛行走260X線的富豪超級奧林比安（3ASV353，車牌號碼KN4207）在暢運道及紅磡繞道交界與一輛私家車相撞後，私家車撞向欄杆並漏出燃油，6人受傷。
- 2009年12月30日，早上十時許，一輛行走42A線的富豪超級奧林比安（3ASV404，車牌號碼KR3384）在彌敦道近加士居道巴士站埋站時失控撞向前面的95線巴士，八人受傷。

## 2010年代

### 2010年
- 2010年2月16日（年初三）中午，一輛私家車在城門隧道內拋錨，一輛73X線（3AV56，車牌號碼GN2984）隨尾駛至停車，但尾隨一輛278X線（3AD98，車牌HN8024）收掣不及撞向已打燈號的九巴車尾，撞擊力猛烈，兩車分別頭尾盡毀，25人受傷。
- 2010年3月17日，早上十一時許，一輛行走16線的富豪奧林比安（3AV216，車牌號碼HD9250）在觀塘道停站時遭一輛行走九龍專綫小巴63線的豐田Coaster撞及車尾，13人受傷。
- 2010年3月24日凌晨，一輛市區的士在大埔南運路及廣福道交界疑誤認燈號，與一輛接載九巴員工往上水車廠的富豪奧林比安12米巴士（3AV280，車牌號碼HF3094）相撞，巴士其後衝落路邊斜坡傾側，險墮行人隧道。而市區的士其後失控逆線撞向南運路的兩輛新界的士及一輛專綫小巴，的士司機死亡，8人受傷。[34]
- 2010年4月11日，一輛行走15線的富豪奧林比安（3AV196，車牌號碼HD7443）在土瓜灣道與浙江街交界與一輛行走115線的同款巴士（AV298，車牌號碼HL1990）相撞，14人受傷。
- 2010年4月19日晚上，一輛由屯門市中心往佐敦匯翔道方向的60X線的Neoplan Centroliner雙層巴士（AP135，車牌號碼KP7401）在屯門公路近黃金海岸落斜時撞向一輛貨櫃車拖架，共造成6人受傷，巴士下層車頭嚴重損毀。[35][36]
- 2010年5月16日，凌晨四時許，一輛停泊於鑽石山公共交通交匯處的富豪奧林比安（AV155，車牌號碼GY6588）遭三名巴士迷盜駕，巴士行駛約500米後於龍蟠街失控撞向路邊一輛正等候乘客的的士，涉案三名少年其後逃去。[37]
- 2010年5月19日，一輛行走278K線的丹尼士長矛（AN2，車牌號碼FP3934）行駛途中時冒出白煙，導致機件被燒壞。肇事巴士事後因17年車齡而不獲修復，提早退役。
- 2010年6月4日，下午四時許，一輛行走960線的丹尼士三叉戟（ATR266，車牌號碼JS8378）在青葵公路遭對面線一輛零件飛脫的貨櫃車所脫落的車輛零件擊中巴士上層右邊車窗，三扇車窗分別被擊穿及碎裂，兩名巴士乘客受傷。
- 2010年6月22日，早上十時許，一輛行走B1線的富豪B9TL在落馬洲新田公路交匯處天橋撞向前方的貨車，貨車其後衝前撞向前方泥頭車，釀成三車相撞意外，意外中泥頭車及貨車司機受傷。
- 2010年7月4日，上午7時許，當大欖隧道進行緊急事故演習封路期間，一輛往元朗方向的68X線（ATR342，車牌號碼KV8252）懷疑沒有煞車，撞向前方已停定的兩輛九巴269C線（AP126，車牌號碼JZ3859）及 69M線（3AD63，車牌號碼HL9742），造成29人受傷。[38]同日晚上，一輛行走46X線往顯徑的利蘭奧林比安11米雙層空調巴士（AL116，車牌號碼FF1304），離開城門隧道後懷疑腳掣失靈，以時速大約90公里，沿城門隧道公路高速俯衝落斜，至新城市廣場外停下，期間撞向兩輛私家車，僅兩名私家車司機輕傷。[39]
- 2010年7月23日，晚上十一時許，一輛行走2E線的丹尼士三叉戟（ATR79，車牌號碼HY4956）在大埔道近南昌街撞向一輛貨車，車頭損毀。
- 2010年7月26日，早上八時許，一輛行走43C線的丹尼士巨龍非空調巴士（S3N286，車牌號碼FX7494）在青康路及涌美路交界與一輛正在右轉入涌美路、行走新界專綫小巴88D線的豐田Coaster攔腰相撞，12人受傷。
- 2010年9月25日，一輛行走2F線的富豪超級奧林比安10.6米巴士（ASV8，車牌號碼JY458）在雲華街準備右轉崇華街時被一輛行走37M線的專綫小巴撞及車尾，小巴司機及乘客共9人受傷。
- 2010年9月26日：一輛行走258D線的丹尼士巨龍12米空調巴士（3AD116，車牌號碼HR9165）在屯門公路小欖段接載一輛因為發生故障而停下的58X線九巴的乘客時，遭尾隨的工程車撞及車尾，7人受傷。
- 2010年9月29日下午，一輛行走良景邨至旺角東站的58X線的富豪奧林比安11米雙層空調巴士（AV288，車牌號碼HL1366），在葵涌道近瑪嘉烈醫院對開撞向一部拋錨停下的貨車，造成11人受傷。[40]
- 2010年10月23日，早上八時許，一輛行走60M線的的猛獅24.310（AMN21，車牌號碼JU3416）在屯門公路撞向一輛撞向山邊的私家車後，再遭尾隨的兩輛貨櫃車、一輛搬屋貨車和一輛密斗貨車撞及車尾，三人受傷。
- 2010年11月6日，晚上八時許，一名車長駕駛一輛空載的斯堪尼亞K230UB（ASC5，車牌號碼NW1496）返回上水車廠期間，在大窩西支路錯誤駛入大窩東支路一條限高三米的火車橋底導致巴士被困。
- 2010年11月9日，一輛行走276P線的丹尼士三叉戟12米巴士（ATR207，車牌號碼JN1566）在元朗新田公路近新田交匯處與一輛切線的貨車相撞，並衝出鄰線撞毀石壆，滑行十多米始停下，尾隨的另一輛密斗貨車則於閃避時撞斷燈柱後翻側，意外造成13人受傷。

### 2011年
- 2011年1月13日，晚上十時許，一名車長駕駛一輛行走271線的丹尼士三叉戟（ATR344，車牌號碼KV8948）在獅子山隧道近沙田出口約200米突然休克昏迷，巴士在無人駕駛情況下撞向隧道牆壁，然後挨着牆壁磨擦前行30米，撞跌近10支燈管後，在隧道出口撞向左邊石壆始停下，8人受傷。
- 2011年1月22日，下午約一時，一輛行走269D線的丹尼士三叉戟在青山公路 – 元朗段與大棠路交界懷疑失控剷上行人路，1名女途人及巴士上5名乘客受傷。
- 2011年2月20日，晚上十一時許，一輛行走13X線的富豪超級奧林比安（3ASV472，車牌號碼KU7530）在秀茂坪道轉入曉光街時，疑因閃避途人而失控衝上行人路，撞毀一列欄杆再衝向山邊，左前輪懸空於懸崖之上；事件中無人受傷。
- 2011年4月22日，凌晨零時許，一輛行走42M線的富豪奧林比安（3AV75，車牌號碼GP4618）進入長安巴士總站時失控撞毀一列防撞欄，一名女途人受傷。
- 2011年4月23日，早上八時許，一輛空載的的丹尼士飛鏢（AA50，車牌號碼GU1278）在匯翔道右轉入廣東道時失控鏟上行人路，繼而再鏟上石壆，撞倒一支燈柱後停下，車長受傷。肇事巴士因損毀嚴重而不獲復修，已於於同年6月15日正式除牌退役。
- 2011年6月18日，下午四時許，一輛行走86B線的丹尼士巨龍（AD164，車牌號碼GJ4309）在荔枝角青山道與一輛正駛出油站的私家車相撞後，私家車失控鏟上行人路撞向人群，4人受傷。
- 2011年7月2日晚上，一輛行走58X線的丹尼士巨龍11米空調巴士（AD175，車牌號碼GJ5319），在旺角東巴士總站內正進行修理時，巴士於無人駕駛的情況下突然向前溜動剷上行人路，撞毀部份鐵欄，並撞向附近旺角東站C出口外的石屎簷篷，上層車頭嚴重損毀，無人受傷。[41]
- 2011年7月11日，下午一時許，一輛行走34線的富豪超級奧林比安（ASV97，車牌號碼LS6379）在荃灣西鐵路站對開的小巴總站失控撞向路邊鐵欄及小巴站簷篷，一名女乘客輕傷。
- 2011年7月26日，早上八時許，一輛行走98C線的丹尼士巨龍（3AD163，車牌號碼HS9661）在觀塘繞道與一輛切線的私家車相撞，10人受傷。
- 2011年9月13日凌晨，九巴有3輛雙層巴士在慈雲山（南）巴士總站起火，火勢猛烈，多次傳出爆炸聲，消防員出動2條喉將火救熄，認為起火原因有可疑，警方已列作巴士縱火案處理。除3ASV75（車牌JP5720）於同年10月初復出外，另外兩輛因嚴重受損無法修復而直接報廢，並於同年10月14日正式除牌退役。基於政府制訂歐盟二型柴油非專營巴士退役限期，3ASV75最終亦於2018年報廢。經過警方深入調查，證實一羣童黨縱火焚燒一輛停泊在此總站的其中一部富豪超級奧林比安巴士（3ASV181，車牌KD4129），其他停泊在旁的巴士亦受波及，加上事發後有懷疑涉案少年把案發時的照片上傳至Facebook，故此警方事後不久便拘捕5名年約13至14歲的青少年。[42]（相關新聞文章及相片（页面存档备份，存于））

事件中的巴士和受損情況：
| 原掛牌線 | 車牌   | 車隊編號 | 車型                             | 受損情況                                                                                        |
| -------- | ------ | -------- | -------------------------------- | ----------------------------------------------------------------------------------------------- |
| 3D       | HE8161 | 3AV269   | 富豪奧林比安12米雙層空調巴士     | 車廂嚴重焚毀，右邊車身及車頂有近七成被燒光，車架崩塌，直接退役。                                |
| 3D       | JP5720 | 3ASV75   | 富豪超級奧林比安12米，ALX500車身 | 上層右邊較後位置燻黑，玻璃爆裂，損毀輕微修復後返回3D線行駛，至2018年4月17日達至18年車齡而退役。 |
| 3D       | KD4129 | 3ASV181  | 富豪超級奧林比安12米，ALX500車身 | 首先起火的巴士，全車完全燒毀，車架及底盤完全扭曲變形，直接退役。                                |

- 2011年10月6日早上，一輛行駛260X線的丹尼士巨龍12米空調巴士（3AD80，車牌號碼HN1537）於往屯門方向之屯門公路上突然冒煙。司機疏散乘客後不久，該車迅即陷入火海，全車燒通頂，骨架完全崩裂，只餘車尾機件及底盤尚能辨認，肇事車輛因全車解體而直接報廢，並於同年11月20日正式除牌退役。
- 2011年11月8日，一輛行走76K線的富豪奧林比安11米（AV26，車牌號碼GD7748）在青山公路—新田段與一輛失控越線的士迎頭相撞，的士司機死亡，另有3名巴士乘客受傷。
- 2011年11月22日，早上近十一時，一輛富豪超級奧林比安（3ASV161，車牌號碼KC7800）返回顯徑總站時，疑因車長將油門當腳掣而失控，鏟上行人路撞毀燈柱、兩個電話亭和一棵八米高樹木，幸無人受傷。
- 2011年11月26日下午，一輛行駛968線往元朗方向的亞歷山大丹尼士Enviro 500 12米空調巴士（ATE23，車牌號碼KZ4755）在元朗公路往博愛交匯處的入口撞向前方的開斗貨車，巴士下層車頭嚴重損毀並凹入車廂，車長重傷被困，要由消防員救出，送院後不治，另有兩名巴士乘客受輕傷。
- 2011年11月28日，一輛行走2D線的丹尼士飛鏢（AA23，車牌號碼GD3852）於喇沙利道與蘭開夏道交界與對面線一輛專線小巴相撞。肇事巴士事後因17年車齡而不獲復修，已於同年12月20日正式除牌退役。
- 2011年11月29日，下午三時許，一名車長駕駛一輛丹尼士巨龍（AD137，車牌號碼GH5874，發生意外前被發現倒後鏡損毀）離開車廠時在下城門道交界迴旋處錯誤駛入沙田嶺路並沿着斜路上斜，在彎位時擬掉頭折回時因彎位狹窄，位置不足令巴士掉頭而被困，前轆騎上石壆，車尾則撞毀路邊十米鐵欄，途人發現後報警。

### 2012年
- 2012年2月1日下午，一輛行駛690線的富豪超級奧林比安12米空調巴士（3ASV304，車牌號碼KJ6035）在寶琳北路近翠林突然冒煙著火，事後巴士全毀，車窗亦受熱粉碎，只燒剩車架，幸無人受傷。肇事車輛因嚴重受損無法修復而報廢，並於同年4月10日正式除牌退役。
- 2012年2月26日，下午二時許，一輛行走64K線的丹尼士三叉戟（ATS2，車牌號碼JH5684）在錦上路與一輛失控越線的客貨車相撞，兩車司機及巴士上三名乘客受傷。
- 2012年2月29日，早上十時許，一輛行走258D線的Neoplan Centroliner（AP60，車牌號碼JU2409）在青朗公路與一輛城巴富豪奧林比安（640，車牌號碼HT8675）及一輛客貨車相撞，9人受傷。
- 2012年3月5日，早上九時左右，一輛行走89D線的Enviro500（ATE78，車牌號碼LE427）在觀塘道與一輛私家車相撞，私家車翻側，兩車司機及兩名乘客受傷。
- 2012年3月16日，早上七時許，一輛行走98A線的富豪奧林比安（AV40，車牌號碼GE2852）在秀茂坪道遭一輛貨車撞向車尾。肇事巴士其後因17年車齡而不獲復修，提早退役。
- 2012年4月16日下午，一輛停站85K線的富豪奧林比安11米空調巴士（AV111，車牌號碼GL8202）在亞公角街沙田醫院因乘客突然要求停站落車，車長急剎，但尾隨一輛89D線（3AD154，車牌HS9071）收掣不及撞向車尾，兩車分別頭尾盡毀，61人受傷。AV111事後因為17年車齡而不作修復，已於同年6月7日正式除牌退役。
- 2012年4月21日，早上九時許，一輛行走46線的富豪超級奧林比安（ASV73，車牌號碼KZ7576）在旺角彌敦道左轉荔枝角道時，因閃避切線私家車而失控，撞向右邊行人路，掃毀6米長鐵欄，再撞塌行人過路燈，3人受傷。
- 2012年5月13日，早上七時許，一輛行走36A線的斯堪尼亞N113（AS7，車牌號碼GW1272）在長沙灣道與一輛貨車相撞，巴士上4人受傷。
- 2012年6月3日下午，一輛行駛59M線往荃灣方向的富豪奧林比安11米雙層空調巴士（AV443，車牌號碼HT1541），駛至屯門龍門路龍門站附近準備停站時，患高血壓的車長疑突然失去知覺，全車剷上巴士站，撞倒三男三女候車乘客，其中一名41歲女子捲入車底，送院後不治，其餘傷者情況穩定。肇事車長涉嫌危險駕駛導致他人死亡被捕，[43][44]其後於2013年7月31日在屯門裁判法院被裁定罪名不成立，當庭釋放。[45]
- 2012年6月14日，一輛行走6D線的丹尼士巨龍（AD131，車牌號碼GG8659）在九龍城太子道東與一輛校巴及46線專綫小巴相撞後，小巴翻側，10人受傷。
- 2012年7月2日清晨，一輛空載的富豪奧林比安11米雙層空調巴士（AV265，車牌號碼HJ7145）在青衣路近天廚工業中心對開時失控越過對面行車線，撞毀四支鐵柱及一支路牌後，再撞向路邊山坡，巴士車頭及車尾嚴重損毀。[46]
- 2012年7月4日，下午3時許，一輛行118路線往深水埗（東京街）的丹尼士三叉戟12米巴士（ATR3，車牌號碼HU5515）在東區走廊近健康中街對上時，撞向一輛貨車，2人受傷，巴士車頭損毀。[47]
- 2012年7月8日，早上九時許，一輛行走60X線的富豪B9TL（AVBWU247，車牌號碼RH7476）在長沙灣道與一輛正預備左轉入興華街的私家車相撞，4人受傷。
- 2012年7月12日，早上九時許，一輛行走261線的富豪B9TL（AVBWU274，車牌號碼RJ7414）在元朗新田公路近逢吉鄉被鄰線的一輛貨櫃車撞及車身，車長輕傷。
- 2012年7月18日，一輛行走91M線的富豪奧林比安（AV137，車牌號碼GX7960）在清水灣道撞向正轉入避車處的泥頭車，9人受傷。
- 2012年7月25日上午，一輛行走265M線的Neoplan Centroliner12米巴士（AP90，車牌號碼JV7964）在元朗公路十八鄉迴旋處撞向前方一輛因路面積水而減速行駛的貨櫃車拖架，車頭嚴重損毀，司機被困駕駛室內，要由消防員救出送院治理。
- 2012年7月27日，凌晨一時許，一輛空載的富豪B9TL（AVBWU177，車牌號碼PY3244）在彌敦道近快富街巴士站撞向前面一輛行走68X線的丹尼士三叉戟（ATR313 車牌號碼KU6605），5人受傷。
- 2012年8月6日，早上十一時許，一輛空載的富豪奧林比安（AV159，車牌號碼GY7128）在屯門公路近皇珠路因路面正進行工程而減速，卻遭尾隨一輛旅遊巴撞及車尾，造成18人受傷。
- 2012年8月11日，一輛行走278K線的富豪B7RLE（AVC14，車牌號碼PF7166）由和睦路左轉入粉嶺樓路時撞向停在路邊的政府外判修樹工程車，5人受傷。
- 2012年9月22日，一輛行走59X線往旺角東站的富豪超級奧林比安12米雙層空調巴士（3ASV218，車牌號碼KF5771）在屯門公路撞向前面一輛行走龍運巴士E33P線的丹尼士三叉戟12米（204，車牌號碼HT8353）的車尾。
- 2012年10月8日，一輛行走258D線的丹尼士巨龍12米空調巴士（3AD118，車牌號碼HR9507）在鳴琴站外撞向前面一輛的士及港鐵工程車，4人受傷。
- 2012年10月29日，上午七時許，一輛行走32M線的丹尼士巨龍（AD344，車牌號碼HC2033）在青山公路—葵涌段近大窩口撞向前方兩輛分別行走31線和73X線的丹尼士三叉戟（ATR295，車牌號碼JU5927及ATR334，車牌號碼KV7798），意外中有6人受傷。
- 2012年11月9日，凌晨一時許，一輛行走279X線的Enviro500（ATE90，車牌號碼LE8548）在青衣西路遭尾隨的一輛的士撞及車尾，的士司機受傷。
- 2012年11月11日，中午十二時許，一輛行走59X線的Enviro400（ATSE5，車牌號碼RT4306，事發當日是該車正式出牌後第二天載客行走）在屯門龍門路富健花園巴士站撞向前面一輛行走59A線的富豪B9TL（AVBWU57，車牌號碼PS9552）。
- 2012年11月19日，上午11時許，一輛行走新巴8號線往灣仔碼頭的亞歷山大丹尼士Enviro 500 11.3米巴士（4026，車牌號碼PD9406）駛至柴灣道近阿公岩道交界時，車長疑病發突然暈倒，巴士於無人駕駛情況下先與兩輛在燈號前等候的私家車相撞，再衝向對面行車線，與一輛的士和行走118線往小西灣藍灣半島的亞歷山大丹尼士Enviro 500 12米巴士（ATEU32，車牌號碼PY5968）相撞，的士被夾在兩輛巴士之間，的士上3人（司機及兩名乘客）被困約1至2小時始被救出，無一生還，另有56人受傷。[48]
- 2012年11月27日晚上，一輛行駛115路線往九龍城碼頭的新巴丹尼士三叉戟12米巴士（1051，車牌號碼HX5473）駛至灣仔菲林明道及譚臣道交界準備停站時，撞向兩輛正停靠菲林明道近譚臣道巴士站，行走101往觀塘的富豪雙層九巴（一輛為超級奧林比安型，（3ASV238，車牌號碼KG2775），另一輛為富豪B9TL（AVBWU132，車牌號碼PX5152），造成三車連環相撞，共造成55人受傷。[49]
- 2012年12月6日，早上九時許，一輛行走58M線的丹尼士巨龍（3AD79，車牌號碼HN770）在屯門公路近屯門公路轉車站對開與一輛切線的私家車車相撞後，掃毀路旁10多個工地水馬，意外中無人受傷。
- 2012年12月15日，早上八時許，一輛行走62X線的丹尼士巨龍（3AD54，車牌號碼HL7245）在龍翔道龍翔官立中學巴士站準備停站時被尾隨的一輛客貨車撞向巴士右車尾。客貨車扭右軚閃避時鄰線兩輛貨車及一輛房車閃避不及，引致五車相撞。另外兩輛貨車及一輛私家車從後駛至時疑閃避不及收掣撞向前面車輛，釀成八車連環相撞，三人受傷。
- 2012年12月18日，一輛行走87K線的Enviro500（ATE89，車牌號碼LE4456）在馬鞍山市中心總站駛入坑位時失控撞向一條石柱，車頭損毀嚴重，車長手部受傷。

### 2013年
- 2013年2月6日，一輛行走73X線的丹尼士三叉戟（ATR345，車牌號碼KV9033）在荃灣青山公路近關門口街撞向前面一輛小巴，兩車司機及一名巴士女乘客受輕傷。
- 2013年2月10日（大年初一），下午三時許，一輛行走58X線的Enviro500（ATE252，車牌號碼MH139）在屯門公路近紅橋被的士撞及車尾，的士上的3名乘客受傷。
- 2013年2月23日，下午四時許，一輛行走66線的丹尼士巨龍9.9米（ADS224，車牌號碼JC3914）在屯門公路近汀九橋撞向一輛輕型客貨車，貨車失事翻側，車上4人受輕傷。
- 2013年3月2日，早上十時，一輛往行走251A線的富豪B7RLE（AVC33，車牌號碼PJ7262）在錦上路金錢圍對開遭尾隨的一輛爬頭的私家車撞及車頭，巴士車長受傷。
- 2013年3月5日，一輛行走265M線的亞歷山大丹尼士Enviro 500型12米巴士（ATE179，車牌號碼LN5477）在荔景麗祖路與聯接街交界與一輛小巴相撞，意外導致8人受傷。
- 2013年3月20日下午，一輛行駛40路線往麗港城的丹尼士三叉戟12米巴士（ATR393，車牌號碼HN9036），駛至葵涌葵涌道與大連排道交界時，與一輛貨車相撞，貨車被巴士撞至翻側，巴士車頭嚴重損毀，2人受傷。[50]
- 2013年3月22日下午，一輛行駛66X路線往大興邨的富豪超級奧林比安巴士（AVW2，車牌號碼LF5502），駛至屯門皇珠路近友愛邨時，撞向一輛拋錨停下的貨櫃車，之後更被尾隨的另一部行走961線往山景的富豪超級奧林比安巴士（AVW49，車牌號碼LN7682）撞及車尾，巴士車頭嚴重損毀，共造成27人受傷。[51]
- 2013年3月30日下午，一輛行走284線往濱景花園的丹尼士巨龍9.9米空調巴士(ADS44，車牌號碼GS6072)準備離開沙田市中心巴士總站時，失控剷上行人路，再撞毀一條通往商場的扶手電梯，造成兩人受傷。[52]同日晚上，一輛專綫小巴沿粉嶺公路行駛，駛至彩園邨對開時撞向一輛私家車車尾，私家車被推前撞向一輛行走279X線的的富豪超級奧林比安（3ASV32，車牌號碼JF8754），同時鄰綫的一輛私家車亦失事撞向該輛巴士，造成14人受傷。
- 2013年3月31日晚上，一輛行走70X線的丹尼士三叉戟12米巴士（ATR91，車牌號碼HZ673）在獅子山隧道公路因閃避路中石塊，失事衝落往大圍的支路，撞毀路牌及交通燈後，再剷上花槽石壆，車身傾斜險告翻側，4人受傷。
- 2013年4月25日中午，一輛行走98D線往坑口（北）的富豪超級奧林比安12米巴士（3ASV256，車牌號碼KG5873）在將軍澳寶順路左轉寶康路時失控撞向石壆，8人受傷。
- 2013年4月29日，上午十時許，一輛行走2F線的富豪超級奧林比安（ASV11，車牌號碼JY3693）在石硤尾南昌街近歌和老街交界燈位撞向前面的電單車、客貨車及貨車，5人受傷。
- 2013年5月12日，下午三時許，一輛行走70X線的富豪超級奧林比安（3ASV400，車牌號碼KR4304）在大窩西支路近南華莆巴士站與一輛失控越線的八人私家車相撞，私家車上一名5歲女童死亡，另有4人受傷。
- 2013年5月20日，一輛行走41線的Enviro400（ATSE47，車牌號碼RW5453）在彌敦道及旺角道交界被一輛切線的小巴撞向車尾，一名男乘客受傷。
- 2013年5月21日中午，一輛行走269D線的丹尼士三叉戟12米巴士（ATR398，車牌號碼HS7215）在城門隧道往沙田方向管道內撞向一輛行走47X線的富豪奧林比安11米巴士（AV145，車牌號碼GY2583）車尾，造成13人受傷。[53]
- 2013年5月30日中午，一輛行走682線的新巴丹尼士三叉戟（1099，車牌號碼HY6092）在大老山公路往沙田圍路支路撞向前面行走680線的富豪B9TL12米巴士（AVBWU270，車牌號碼RJ7114），造成18人受傷。[54]
- 2013年6月7日，早上八時許，一輛行走234A線的富豪奧林比安（AV186，車牌號碼GZ8858）在屯門公路近深井交匯處失控跌落慢綫旁邊工地路坑。
- 2013年6月8日，早上八時許，一輛行走7M線的富豪B7RLE（AVC21，車牌號碼PG8628）在馬仔坑道迴旋處撞向一輛翻側的凍肉貨車，事件中無人受傷。
- 2013年6月13日早上，一輛行走龍運巴士E42線的亞歷山大丹尼士Enviro 500 12米巴士（8528，車牌號碼RK6404）在青衣西路撞向前面行駛九巴42C線往長亨的富豪B9TL（AVBWU22，車牌號碼PJ6316），造成9人受傷。
- 2013年6月19日早上，一輪行走215X線往藍田(廣田邨)的富豪奧林比安12米雙層空調巴士（3AV59，車牌號碼GN4230）在油麻地柯士甸道西與雅翔道迴旋處撞向一輛貨車，貨車左邊車身剷上路壆花槽，貨車司機受傷送院。[55]肇事巴士因為17年車齡而不作修復，已於同月28日正式除牌退役。
- 2013年6月22日，兩輛行走67M線的巴士（Neoplan Centroliner AP104，車牌號碼JX5383和富豪奧林比安 AV373，車牌號碼HN7542）在青山公路屯門醫院巴士站相撞。
- 2013年7月19日晚上，一輛空載的富豪奧林比安11米雙層空調巴士（AV187，車牌號碼GZ9025）在大埔公路行駛途中，車長錯誤駛入只准許私家車及專線小巴行駛的徑口路，在徑口路27號對開避開水務署工場地時，被一棵大榕樹的支幹撞穿上層左邊車身和車頭，無人受傷。[56]
- 2013年7月17日，凌晨零時許，一輛空載的丹尼士三叉戟（ATR17，車牌號碼HW3472）在九龍灣宏光道燈位停車等候時被尾隨一輛的士撞及車尾，的士司機受傷。
- 2013年8月1日下午，一輛行走2A線往樂華的富豪B9TL12米巴士（AVBE53，車牌號碼MZ3101）在振華道上斜時，引擎突然冒煙起火，無人受傷，巴士車尾嚴重損毀。
- 2013年8月2日凌晨，一輛由石籬邨巴士總站駛往荔枝角車廠的富豪超級奧林比安巴士（3ASV169，車牌號碼KC6994），在石籬邨巴士總站內失控撞向石柱，巴士司機受傷。[57]
- 2013年8月12日早上，一輛行走277X線往平田的富豪奧林比安12米雙層空調巴士（3AV237，車牌HE2610），在大老山隧道收費廣場附近撞向2部輕型客貨車和4輛私家車，共造成19人受傷。[58]
- 2013年8月30日，下午二時許，一輛行走80M線的丹尼士巨龍（ADS49，車牌號碼GS5068）在獅子山隧道公路因應交通情況減速時，遭尾隨收掣不及的運載雪糕貨車撞及車尾，10人受傷。
- 2013年9月8日中午，一輛私家車、一輛行走74X往大埔中心的富豪奧林比安12米雙層空調巴士（3AV167，車牌號碼GZ3832）和一輛行走75X往富善邨的富豪奧林比安12米雙層空調巴士（3AV67，車牌號碼GN7836）沿吐露港公路往新界方向行駛，駛至松濤閣對開時，私家車突然減速，排在最後的一輛75X九巴懷疑收掣不及，從後撞向另一輛行走74X的九巴和一輛私家車，共造成28人受傷。[59]肇事兩部巴士因為17年車齡而不作修復，已於同月24日正式除牌退役。
- 2013年9月14日，上午9時，一輛行走98A線往坑口(北)的富豪超級奧林比安巴士（3ASV60，車牌號碼JH4035）沿將軍澳道行駛，轉入秀茂坪道支路時車尾突然冒煙起火，車長及時疏散車上25名乘客，事件中無人受傷。[60]
- 2013年9月28日，晚上十時許，一輛空載的富豪奧林比安（AV160，車牌號碼GY7215）在海珠路右轉友愛（南）時與一輛私家車相撞後，私家車再撞向防撞欄，無人受傷。
- 2013年10月22日，一輛行走行走968線的Neoplan Centroliner（AP23，車牌號碼JR3544）於青葵公路近瑪嘉烈醫院與5輛車輛相撞，意外中四人受傷。
- 2013年11月4日，下午約五時，一輛行走89D線的富豪奧林比安（3AV308，車牌號碼HG3782）在馬鞍山錦英路撞向前面一輛空載的龍運巴士Enviro500（8425，車牌號碼PF6764），3人受傷。
- 2013年11月5日凌晨，一輛運魚貨車沿屯門公路行駛，駛至油柑頭附近因爆胎停在路旁等待拖車期間，尾隨的一輛行走N260線往美孚的亞歷山大丹尼士Enviro 500 MMC 12米巴士（ATENU135，車牌號碼SH2747）從後撞向運魚貨車並將它撞翻在路旁，之後更被兩輛貨車撞及巴士車身和車尾，共造成13人受傷。[61]
- 2013年11月9日，一輛行走268C線的Enviro500 MMC（ATENU111，車牌號碼SG793）在黃大仙龍翔道近天馬苑被尾隨一輛旅遊巴士撞及，無人受傷。
- 2013年11月10日晚上，一輛私家車沿龍翔道東行，駛至新光中心對開時懷疑收掣不及，撞向前面一部行走258D線往藍田站的丹尼士三叉戟12米巴士（ATR424，車牌號碼HT4619），共造成9人受傷。[62]
- 2013年11月18日，凌晨三時許，一輛行走N241線的富豪B9TL（AVBWU231，車牌號碼RG2617）在尖沙咀漆咸道南及柯士甸道交界撞向前面兩輛的士，其中一輛的士司機及乘客不適送院。
- 2013年11月20日，早上時份，一輛行走九巴28線的丹尼士三叉戟10.6米 (ATS39 車牌號碼JN2804)  在馬頭圍道與農圃道交界的燈位被尾隨行走新巴116線的丹尼士三叉戟12米 (3028 車牌號碼HZ3150) 追尾 九巴上層車尾脱落 新巴擋風玻璃損毀 事件中沒有人受傷
- 2013年12月14日，晚上九時許，一輛行走690線的九巴富豪奧林比安（3AV214，車牌號碼HD9113）在將軍澳隧道公路與一輛行走296D線往尚德方向的同款巴士（3AV200，車牌號碼HD8214）、一輛小巴、兩輛的士及一輛貨車相撞，9人受傷。
- 2013年12月16日中午，一輛行走龍運A43線的亞歷山大丹尼士Enviro 50012米巴士（8425，車牌號碼PF6849）在大欖隧道往九龍方向管道內撞向一輛貨車及一輛行走68M線的亞歷山大丹尼士Enviro 500 MMC 12米巴士（ATENU132，車牌號碼SH2502），5人受傷。[63]
- 2013年12月26日，晚上十一時許，一輛行走43線的富豪超級奧林比安（3ASV338，車牌號碼KM7093）離開荃灣西鐵路站巴士總站後，在大河道撞向路邊一列鐵欄及地盤外多條工字鐵，導致左邊車頭嚴重損毀。事件中三名乘客輕傷送院。

### 2014年
- 2014年1月6日早上，一輛行走268C線的丹尼士巨龍12米巴士（3AD140，車牌號碼HS1889）在元朗公路撞向兩部貨車及一輛私家車，造成4車相撞。其中一名貨車司機被困，要趕至消防員救出，另外20名巴士乘客受傷。[64]
- 2014年1月20日下午，一輛行走104線的亞歷山大丹尼士Enviro 50012米巴士（ATE197，車牌號碼LP3786）在灣仔杜老誌道及鴻興道交界與一輛貨車相撞，巴士車頭損毀。[65]
- 2014年2月2日晚上，一輛行走59A線的富豪奧林比安11米巴士（AV429，車牌號碼HT714）在長沙灣道及東京街交界與一輛行走新巴702線的丹尼士三叉戟12米巴士（1028，車牌號碼HX217）相撞，兩名乘客受傷。[66][67]
- 2014年2月9日一下午四時半，一輛行走271線的Enviro500 MMC（ATENU112，車牌號碼SG945）在窩打老道與一輛行走機場快綫穿梭巴士K5綫的豐田Coaster（LK6279）及一輛私家車 （SL8758） 相撞，事件中無人受傷。
- 2014年2月19日，晚上十一時許，一輛行走52X線的富豪超級奧林比安（3ASV328，車牌號碼KL5420）在青山公路—青龍頭段近浪翠園第四期撞向一部停泊在避車處內的平治房車，房車其後衝前撞向四部停泊在前面的私家車，意外中平治女乘客及巴士上一名女乘客受傷送院。
- 2014年2月20日，晚上十一時許，一輛行走70K線的丹尼士巨龍（ADS155，車牌號碼GZ7314）在馬適路閃避一輛平治房車時失控撞向安全島鐵欄後，再撞向一輛的士及另一輛私家車，房車則撞向花槽石壆，3人受傷。
- 2014年3月3日，凌晨一時許，一輛行走36B線的Enviro500（ATE250，車牌號碼MF4415）在汝州街右轉欽州街期間，懷疑車長沒留意轉彎空間不足，令巴士失控撞向路中央分隔鐵欄，右邊車身一塊約2米長的鐵皮，如開罐頭般被扯開，事件中無人受傷。
- 2014年3月14日，早上六時許，一輛行走員工接送車的富豪B9TL（AVBWU286，車牌號碼RK3412）在旺角新填地街右轉旺角道時撞向前面一輛行走16線的富豪奧林比安（3AV216，車牌號碼HD9250），車長受傷送院治療。
- 2014年3月25日，下午三時許，一輛行走42C線的富豪B9TL（AVBWU24，車牌號碼PJ8677）在龍翔道天馬苑對開因一輛中型貨車拋錨停在路邊，與前方另一輛貨車一同停下時遭尾隨另一輛中型貨車撞及車尾，19人受傷。
- 2014年4月9日，晚上十一時許，一輛行走92線的富豪超級奧林比安（ASV87，車牌號碼LR6271）在利安道右轉新清水灣道時與一輛行走公共小巴觀塘至西貢線的豐田Coaster相撞，4人受傷。
- 2014年5月4日，早上九時許，一輛行走27線的富豪超級奧林比安（3ASV205，車牌號碼KE8231）在太子道西太子鐵路站巴士站停站時撞向前面一輛行走42線的丹尼士巨龍（3AD70，車牌號碼HM3075），兩車車長與一名女童受傷。
- 2014年5月9日凌晨，一輛駛往元朗車廠的丹尼士三叉戟10.6米巴士（ATS114，車牌號碼KL9510）在元朗宏達路與屏會路交界與一輛的士相撞，兩名司機受傷。[68]
- 2014年5月7日，下午一時許，一輛行走52X線的Neoplan Centroliner（AP62，車牌號碼JU2541）在長沙灣欽州街與一輛行走265B線的同款巴士（AP54，車牌號碼JT5333）發生碰撞，無人受傷。
- 2014年5月12日，一輛行走74X線往大埔中心方向的亞歷山大丹尼士Enviro 500 MMC 12米巴士（ATENU272，車牌號碼SP8738）在彩虹道與彩頤里交界撞向一部客貨車後，再撞向一部專線小巴，巴士左邊車頭及右邊車身損毀。
- 2014年5月16日，一輛行走11D線往觀塘碼頭方向的富豪B9TL 12米巴士（AVBWU134，車牌號碼PX5284）在啟業邨巴士站被一部專綫小巴時撞到，巴士右邊車身及車尾損毀，右邊車身玻璃亦碎裂。
- 2014年5月22日，接連有4輛九巴於當日發生車禍。凌晨零時許，一輛空載的富豪奧林比安11米巴士（AV451，車牌號碼HT2286）在皇珠路駛入往海皇路支路時，失控撞向天橋石壆及欄杆，並越過對面行車線，車長手部擦傷，巴士下層右邊車頭嚴重損毀。[69]約九小時後，即早上九時許，一輛行走3B線往慈雲山中方向的丹尼士三叉戟12米巴士（ATR45，車牌號碼HX6880）在彩虹道撞向前方的一輛隸屬渠務署的八座位汽車及一輛旅遊小巴，七人受傷送院。[70]約四小時後，即下午大約一時許，一輛行走43B線往荃灣西站的富豪超級奧林比安12米巴士（3ASV338，車牌號碼KM7093）在大河道準備進入荃灣西站巴士總站時失控剷上路邊花槽，車頭損毀。約四小時後，即下午五時許，一輛行走47X線的亞歷山大丹尼士Enviro 500 12米巴士（ATEU24，車牌號碼PK662）離開沙田市中心巴士總站時與一輛行走28K線的豐田Coaster專線小巴（LY9044）相撞，8名乘客受傷。[71]
- 2014年5月23日，早上七時許，一輛行走58M線的丹尼士三叉戟（ATR260，車牌號碼JS7632）在青山公路—葵涌段國瑞路公園巴士站停站時遭一輛紅色公共小巴撞向車尾，小巴司機受傷送院。
- 2014年5月26日，一部行走員工接送車的富豪B9TL 12米巴士（AVBWU138，車牌號碼PX5598）在屯門青雲路近仁濟醫院第二中學撞向前面一部空載的丹尼士巨龍9.9米巴士（ADS212，車牌號碼JC3845），無人受傷。
- 2014年6月21日，早上九時許，一輛行走11X線的富豪奧林比安（3AV342，車牌號碼HD3999）在新柳街及漆咸道北交界遭一輛隸屬捷輝汽車的三菱Rosa撞及車尾後撞欄。
- 2014年6月13日，一輛行走268C線的Enviro500 MMC（ATENU225，車牌號碼SL4301）駛至黃大仙龍翔道近龍翔官立中學時與尾隨車輛發生五車相撞意外，兩人受傷。
- 2014年7月1日下午，一輛行走960線的亞歷山大丹尼士Enviro 500 MMC12米巴士（車隊編號ATENU101，車牌號碼SF4894）於德輔道中近西港城撞向一輛行走113線的新巴丹尼士三叉戟12米巴士（車隊編號1091，車牌號碼HX7048）。肇事巴士車頭嚴重損毀，意外中有17人受傷。[72]
- 2014年7月5日晚上，一輛行走960線的亞歷山大丹尼士Enviro 500 MMC12米巴士（車隊編號ATENU9，車牌號碼SA4463）在中環德輔道中近雪廠街與一輛西行往堅尼地城的電車（#79）相撞，意外中有2人受傷。[73]
- 2014年7月10日，接連有3輛九巴於當日發生車禍。早上十時許，一輛行走15線的富豪奧林比安12米巴士（車隊編號3AV206，車牌號碼HD8854）在紅磡紅鸞道近華信街失控撞向左邊石壆並剷上花槽，意外中有3人受傷。[74]差不多同一時間，一輛空載的Neoplan Centroliner 12米巴士（AP116，車牌號碼JZ2801）在青山公路青山灣段近龍成花園對開時，左邊中軸輪胎位置突然爆裂後起火，一名途人被碎片擊中受傷。[75]另外，一輛行走113線的新巴亞歷山大丹尼士Enviro 500 MMC 12米巴士（車隊編號5527，車牌號碼PT9446）在彩虹巴士總站倒車時撞向後面一輛富豪超級奧林比安12米巴士（AVW39，車牌號碼LM1517）。
- 2014年7月18日，下午二時許，一輛行走243M線的富豪B9TL（AVBW3，車牌號碼MC1981）在青衣涌美路左轉入青衣鄉事會路時，失控剷上路中分隔石壆，車頭更離地擱起約1米，左前轆懸空，造成12人受傷。
- 2014年7月29日，晚上十時許，一輛行走66X線的富豪B9TL（AVBWU48，車牌號碼PS8816）在屯門公路近掃管笏撞向前面一輛因機件故障而停下的客貨車，5人受傷。
- 2014年8月2日凌晨，一輛行走46X線往顯徑方向的丹尼士三叉戟12米雙層空調巴士（車隊編號：ATR83，車牌號碼：HY5883），駛至葵芳站公共運輸交匯處時因轉彎車速太快而導致車輛失控，撞毀路邊鐵欄及一條石柱，造成一名途人及一名乘客受傷，涉事巴士左邊車頭損毀。[76][77][78]肇事車長事後被判不小心駕駛罪成，遭扣5分及罰款$900。是次意外肇事車長其後於2018年2月10日涉及872線於大埔滘近大埔尾巴士站時因高速駕駛失控翻側，釀成19死66傷慘劇的交通意外，詳見大埔公路雙層巴士翻側事故。[79]同日下午6時許，一輛行走44M線的富豪超級奧林比安（3ASV130，JX7814）在大窩口道及上角街交界右轉時，撞向一輛行走89A線的專綫小巴，小巴上3名乘客受傷。
- 2014年8月22日，一輛行走12A線的丹尼士三叉戟（ATR93，車牌號碼HZ1852）在界限街近書院道撞向前面2輛小巴，意外中共有4名小巴乘客受傷。
- 2014年9月5日，下午四時許，一輛行走40線的丹尼士三叉戟（ATR456，車牌號碼HS3639）在龍翔道與三輛客貨車相撞，兩人受傷。
- 2014年9月7日，早上8時許，一輛行走276線的斯堪尼亞K230UB（ASB10，車牌號碼NV4082）在天慈邨巴士總站落客期間被一輛行走新大嶼山巴士B2P線的青年JNP6122G（YM23，車牌號碼SE7941）撞及車尾，車長扭傷頸部送院治理。
- 2014年9月23日晚上，一輛行走58X線的富豪超級奧林比安12米巴士（AVW32，車牌號碼LL4063）在屯門公路近深井遭尾隨行走城巴962X線的亞歷山大丹尼士Enviro 500（8257，車牌號碼RP7795）撞向車尾，27人受傷。[80]
- 2014年10月5日，晚上十一時許，一輛行走81線的丹尼士三叉戟12米巴士（ATR370，車牌號碼KW8531）在大埔公路近六合村與一輛失控越線的私家車相撞，私家車司機死亡。
- 2014年10月15日下午，一輛行走107線的富豪B9TL（AVBW37，車牌號碼MK8215）在九龍灣啟祥道與宏照道交界與一輛消防車相撞，巴士車頭嚴重損毀，事件中四人受傷。[81][82]
- 2014年10月23日早上，一輛正行走95M線的富豪超級奧林比安10.6米巴士（ASV17，車牌號碼JY6520）沿寶琳路上斜，駛至馬游塘村附近時與鄰線一輛私家車相撞，私家車失控打轉，繼而全車逆轉翻側。肇事私家車上兩人並無受傷，惟巴士車長則感到不適，需送院治理。[83][84]
- 2014年10月28日中午，一輛行走95M線的丹尼士三叉戟10.6米巴士（ATS40，車牌號碼JN3194）在觀塘道近港鐵牛頭角站外因閃避切線的輕型貨車失控，撞向港鐵牛頭角站外牆。[85][86]
- 2014年10月31日，上午十一時許，一輛行走63X線的Enviro500（ATE108，車牌號碼LF4063）在屯門公路近深井撞向旅遊巴車尾，巴士擋風玻璃碎裂毀爛，兩名車長受傷。
- 2014年11月5日晚上，一輛行走40X線的丹尼士巨龍12米空調巴士（3AD71，車牌號碼HM3147）在城門隧道往荃灣方向管道內突然冒煙著火，車長見狀停車疏散乘客，消防員接報到場將火救熄，無人受傷，肇事巴士車尾嚴重焚毀；[87]肇事九巴因為17年車齡而不作修復，已於2015年1月9日直接除牌退役。
- 2014年11月6日早上，一輛行走961線的亞歷山大丹尼士Enviro 500 MMC12米巴士（ATENU68，車牌號碼SE3909）在屯門青雲路及興才街交界與一列行走610綫的輕鐵列車（1053）及一輛貨車（FK8893）相撞，肇事巴士左邊車頭損毀。[88]
- 2014年11月10日，上午9時許，一輛行走269C線的丹尼士三叉戟（ATR430，車牌號碼HN8553）在大欖隧道八鄉入口發生交通意外，右邊車頭遭削去。
- 2014年11月13日，一輛行走208線的斯堪尼亞K230UB（ASB1，車牌號碼NT8619）在尖沙咀梳士巴利道及彌敦道交界與一輛旅遊巴（SD6021）迎頭相撞，兩車車頭嚴重損毀，造成兩人受傷。
- 2014年11月19日，早上十時許，一輛行走21線的富豪超級奧林比安（ASV14，車牌號碼JY5249）在馬頭圍道近北拱街撞向前面一輛因閃避減速貨車而慢駛、行走41線的丹尼士巨龍（AD303，車牌號碼HB8579），4人受傷。
- 2014年12月12日，早上七時許，一名車長駕駛一輛行走270A線的富豪超級奧林比安（AVW24，車牌號碼LL3578）駛至吐露港公路時突然感到頭暈不適，減速準備停於路肩時失去知覺，巴士失控衝前數十米擦撞防撞欄後停下，事件中無人受傷。
- 2014年12月4日，下午三時許，一輛行走6F線的丹尼士巨龍（3AD44，車牌號碼HJ8202）在油麻地彌敦道停站時遭尾隨行走112線的新巴丹尼士三叉戟（3012，車牌號碼HY3075）撞向車尾，兩名車長及7名乘客受傷。
- 2014年12月16日下午，一輛行走74K線往三門仔方向的丹尼士巨龍（AD357，車牌號碼HC2291）在汀角路撞向前方一輛工程車。肇事巴士因17年車齡而不獲修復，提早退役。

### 2015年
- 2015年1月7日，晚上十時許，一輛行走59X線的富豪超級奧林比安（3ASV223，車牌號碼KF6224）在弼街左轉洗衣街時，左邊車身剷上行人路並撞毀路邊一列鐵欄，無人受傷。
- 2015年1月17日，下午一時許，一輛行走6號線的斯堪尼亞K310UD（ASU4，車牌號碼PC2853）在彌敦道慢線與一輛違規切線之的士相撞後，的士失控剷上行人路，撞向馬會投注站外牆始停下，兩車司機及兩名途人受傷送院，的士司機事後因涉嫌危險駕駛被捕。
- 2015年1月19日傍晚，一輛行走47X線的富豪奧林比安11米巴士（AV277，車牌號碼HL 659）在沙田大涌橋路轉右往沙角街時疑因車長誤認燈號，與對面一輛往大圍方向的的士（JU267）相撞，的士失控再撞向一輛行走803線的專線小巴（EM2416）及一輛私家車，專線小巴其後鏟上路中石壆及撞毀鐵欄；另一輛行走85A線的丹尼士三叉戟（ATR241，車牌號碼JR8532）的擋風玻璃被欄杆碎片打中損毀。的士司機傷重不治，19人受傷。駕駛47X線的巴士車長其後涉嫌危險駕駛導致他人死亡被捕。[89]
- 2015年1月22日，晚上7時，一輛行走42C線的丹尼士三叉戟12米 空調巴士（ATR98，車牌號碼HZ6550）在龍翔道近天馬苑時乘客發現車尾冒煙着火，車長將巴士駛至天馬苑巴士站疏散乘客後巴士發生爆炸，巴士車身完全爆破，車窗玻璃粉碎，底盤燒至扭曲變形，只剩下部分車架，零件散滿一地。[90]肇事九巴因全車解體而不獲修復，已於同年7月6日直接除牌退役。
- 2015年2月11日，早上十時許，一輛行走57M線的富豪超級奧林比安（AVW82，車牌號碼LY7610）在屯門旺賢街左轉入石排頭路時，車長疑將油門誤當腳掣導致巴士失控，掃毀行人路鐵欄後，衝上行人路，撞毀鐵絲網，最後剷入一個山坡內，無人受傷。同日下午五時許，一輛行走36M線的富豪奧林比安（AV219，車牌號碼HB1972）在國瑞路遭一輛尾隨由昌榮路迴旋處轉入上斜、行走新界專綫小巴94線的豐田Coaster（DH1268）撞向車尾，16人受傷。肇事巴士事後因接近18年車齡而不作復修，已於2015年2月16日正式除牌退役。
- 2015年2月22日，下午六時許，一輛行走75K線的丹尼士三叉戟（ATR373，車牌號碼KW9112）在大埔鄉事會街右轉寶鄉街時失控撞向左邊行人路的行人過路燈及防撞鐵欄，車長因涉嫌酒後駕駛被警方拘捕。
- 2015年3月11日，一輛行走61X線的富豪超級奧林比安（3ASV240，車牌號碼KG3036）駛入屯門市中心巴士總站撞向連接平台及總站的一條樓梯。
- 2015年3月13日，晚上十一時許，一輛行走75X的富豪B9TL（AVBWU312，車牌號碼SP8931）在土瓜灣道右轉往新碼頭街時與一輛私家車（LG317）相撞，巴士將七人車夾在安全島和巨型電燈柱中間，七人車司機受傷被困。[91]
- 2015年3月31日，下午二時許，一輛行走31M線的Enviro400（ATSE49，車牌號碼RW5782）在葵涌道近港鐵葵芳站對開撞向前面一輛正進行路線訓練時鏟上石壆的九巴Enviro500（ATE218，車牌號碼LS4896）。
- 2015年4月13日早上，一輛行走B1線的亞歷山大丹尼士Enviro 50012米巴士（ATEU22，車牌號碼PJ5733）於新田公路與近落馬洲撞向前面一輛泥頭車，12名乘客受傷。[92]
- 2015年6月1日早上，一輛垃圾車（PU9581）在龍翔道近豐力樓因機件故障停下，適時一部行走290線的亞歷山大丹尼士Enviro 500 MMC（ATENU464 ，車牌號碼TG306）駛至上址時撞向垃圾車，25人受傷。[93]
- 2015年6月12日，凌晨零時50分，一輛空載的富豪奧林比安11米巴士（AV448，車牌號碼HT1936）駛至龍翔道近牛池灣彩虹邨對開上天橋時懷疑閃避一輛切線車輛時失控，巴士撞向路中石壆後全車向右翻側。肇事九巴因為17年車齡而不獲修復，已於同年7月31日正式除牌退役。[94]
- 2015年6月13日早上，一輛行走83A線專綫小巴的豐田Coaster（LX209）在葵涌青山公路與一輛與混凝土車相撞後，再撞向前面一輛正在健全街巴士站停車、行走278X線的丹尼士巨龍12米巴士（3AD51，車牌號碼HL2226），11人受傷。[95]肇事九巴因為17年車齡而不獲修復，已於同年8月3日正式除牌退役。
- 2015年7月5日下午，一輛行走26M線的富豪奧林比安11米巴士（AV481，車牌號碼HT6962）準備停靠順利邨利康樓分站時收掣不及，撞向前方一輛行走29M線的丹尼士三叉戟10.6米巴士（ATS129，車牌號碼KP3805），造成16人受傷。[96]
- 2015年7月12日早上，一輛行走85線的富豪奧林比安11米巴士（AV528，車牌號碼HU9385），途經九龍城迴旋處時，撞向前方一輛行走75X的亞歷山大丹尼士Enviro 500 MMC（ATENU278，車牌號碼SR8990），造成14人受傷。[97]
- 2015年7月31日晚上，一輛行走68M線的Neoplan Centroliner（AP54，車牌號碼JT5333）駛至青朗公路近港鐵錦上路站時失控撞向前方石屎泵車，車頭嚴重損毀，造成15人受傷。[98]
- 2015年8月3日，晚上7時許，一輛行走224X線的富豪B9TL（AVBWU137，車牌號碼PX5589）沿加士居道天橋近伊利沙伯醫院撞向前面兩輛的士，10人受傷。
- 2015年8月30日，一輛行走276B線的富豪超級奧林比安（AVW8，車牌號碼LJ8652）駛至天水圍聚星樓附近時疑因天雨路滑關係剷上花槽。
- 2015年10月6日，一輛行走268C線的Enviro500 MMC（ATENU35，車牌號碼SC6295）沿大欖隧道行駛時撞向前面因貨櫃車失事打轉而緊急煞車的968線同款巴士車尾（ATENU146，車牌號碼SH7509），意外導致24人受傷。
- 2015年10月11日，早上六時許，一輛行走99線的丹尼士三叉戟（ATS16，車牌號碼JJ6076），由普通道經迴旋處轉往西貢警署站時失控，越過對面線撞毀行人路欄杆，再壓毀西貢大會堂外牆的鐵欄，事件中無人受傷。
- 2015年11月17日，一輛行走6D線的富豪B9TL（AVBW16，車牌號碼MG971）駛至太子道西「喇沙利道」巴士站時疑因機件過熱而起火，車長緊急疏散車上60名乘客，無人受傷。
- 2015年12月6日，下午3時55分，一輛行走67M線的富豪超級奧林比安（3ASV391，車牌號碼KR598）在葵涌道國瑞路公園巴士站撞向前面行走73X線巴士，無人受傷。
- 2015年12月9日，早上七時許，一輛行走81線的亞歷山大丹尼士Enviro 500（ATEU25，車牌號碼PK2463）在大埔公路近六合村與一輛失控越線的跑車相撞，跑車司機死亡，巴士車長及8名乘客受傷。
- 2015年12月18日，下午四時許，一輛貨車駛至錦上路西行至東匯路交界處時，疑未有遵守交通燈號，從十字路口突然駛出。一輛由東匯路北行駛出，準備右轉往錦上路、行走64K線的丹尼士三叉戟10.6米巴士（ATS60，車牌號碼KC7551）及時剎停。而一輛行走新界專綫小巴608線的豐田Coaster小巴（LT3691）沿東匯路行駛時因被巴士遮擋視線，繼續以高速駛過路口期間被貨車撞及右邊車尾，小巴衝前10米撞向路邊鐵欄後翻側，有乘客被拋出車外，造成5人死亡、13人受傷，警方以涉嫌危險駕駛導致他人死亡拘捕貨車司機。

### 2016年
- 2016年1月11日，下午五時許，一輛行走82P線的丹尼士三叉戟（ATR55，車牌號碼HX7885）於大老山隧道往新界方向管道內撞向前面一輛私家車，巴士車頭嚴重損毀。
- 2016年1月30日，早上六時許，一輛行走2E線的丹尼士三叉戟（ATR304，車牌號碼KU5428）駛至大角咀道與博文街交界時，與一輛密斗貨車迎頭相撞，貨車被撞至向左翻側，事件造成巴士上兩名乘客受傷。
- 2016年2月2日，上午十一時許，一輛行走89X線的富豪B9TL（AVBE85，車牌號碼NG2227）駛入觀塘站巴士總站時收掣不及，撞向一輛行走601線的新巴亞歷山大丹尼士Enviro 500 MMC（5650，車牌號碼TR6750），無人受傷。
- 2016年2月8日（年初一），下午2時許，一輛空載的Neoplan Centroliner 12米巴士（AP91，車牌號碼JV8208）沿元朗福喜街右轉入福宏街時疑車速過高，失控向左翻側，壓毀燈柱及圍欄，巴士車頭嚴重損毀，擋風玻璃爆裂。
- 2016年2月20日，早上八時許，一輛食環署外判清潔公司的客貨車，在百和路粉嶺鐵路站巴士站上落客後離開時，與一輛正準備進站、行走273A線的富豪超級奧林比安（3ASV53，車牌號碼JH1860）相撞，客貨車繼而鏟上行人路，撞向在巴士站內候車的人群，再反彈到路中心始停下。事件造成客貨車上2人及8名候車乘客受傷，候車亭亦受損。
- 2016年3月19日下午，一輛行走72A線的富豪B7RLE（AVC11，車牌號碼PF2531）駛至大埔工業邨大昌街和大貴街交界時，車長突然失去知覺，巴士於無人駕駛情況下失控撞向大埔污水處理廠的圍牆。車長送院搶救後不治，另有3名乘客受傷。[99]
- 2016年4月14日，晚上十時許，一輛行走75K線的富豪超級奧林比安（3ASV444，車牌號碼KT5421）在大埔鄉事會街右轉寶鄉街時懷疑機件故障導致失控，撞向路中安全島後鏟上行人路，然後撞向寶鄉邨地盤牆身，3人受傷。
- 2016年4月22日，早上九時許，一輛行走98D線的富豪超級奧林比安（3ASV251，車牌號碼KG4463）在將軍澳隧道撞向前面一輛泥頭車，12人受傷。
- 2016年4月23日，早上十時許，一輛行走264R線的富豪B9TL（AVBWU46，車牌號碼PK4024）在吐露港公路近林村交匯處行駛時，因前面的巴士突然減速，導致後面一輛密斗貨車收掣不及撞向其車尾。車長受傷被困，另外貨車上兩人受傷。
- 2016年4月27日，清晨約5時18分，一輛行走N271線的Enviro500 MMC（ATENU322，車牌號碼SW4640）在沙田正街近新城市廣場3期失控衝上行人路，車長及2女1男乘客受輕傷，送院治理。
- 2016年5月24日，下午二時許，一輛行走30線的丹尼士三叉戟10.6米巴士（ATS139，車牌號碼KS1014）在荃威花園巴士總站落客後，車尾突然冒煙起火，隨後火勢蔓延至車廂中，下層車廂嚴重焚毀。
- 2016年6月3日，早上十時許，一輛行走59X線的富豪B9TL（AVBWU333，車牌號碼SW8471）在長沙灣道近興華街巴士站撞向前面一輛行走66X線的富豪B9TL（AVBWU262，車牌號碼RJ5099）之車尾。66X其後衝前撞向前面兩輛分別行走171線及905線的Enviro 500 MMC（ATENU1010，車牌號碼UC2535及ATENU744，車牌號碼TS3302），釀成四車首尾相撞意外。事件中，一名車長及車上三名乘客受傷，需送院治理。
- 2016年7月8日，下午四時許，一輛行走211線的Enviro200 Dart（AAU4，車牌號碼PV4758）駛至鵬程苑時車尾突然起火，巴士車尾熏黑，無人受傷。
- 2016年8月12日，早上七時許，一輛行走61X線的丹尼士三叉戟（ATR337，車牌號碼KV8478）在土瓜灣馬頭角道和九龍城道交界與一輛接載中國遊客的旅遊巴士相撞，旅遊巴車上4名乘客受傷。
- 2016年8月16日，上午十一時許，一輛行走63X線的Enviro500 MMC（ATENU146，車牌號碼SH7509）在西九龍走廊近大角咀撞向前面一輛旅遊巴士，旅遊巴士其後衝前撞向七人車，導致三車連環相撞意外，共15人受傷。
- 2016年9月1日，下午二時許，一輛行走40X線的丹尼士三叉戟（ATR155，車牌號碼JC8084）在葵益路右轉興芳路時失控，撞到路邊鐵欄並鏟上行人路，無人受傷。
- 2016年9月8日晚上，一輛行走74X的富豪B9TL12米巴士（AVBW33，車牌號碼MJ8161）在大老山公路近碩門邨撞向一部工程車，12人受傷。肇事巴士左邊車頭嚴重損毀。[100]
- 2016年9月12日，早上九時許，一輛空載的富豪超級奧林比安（3ASV296，車牌號碼KJ6092）在荃灣西站旁支路駛出大河道時與一輛行走290A線的Enviro500 MMC（ATENU739，車牌號碼TS1543）相撞，無人受傷。
- 2016年9月18日，上午5時許，一輛行走286M線的富豪超級奧林比安（ASV9，車牌號碼JY2958）駛至恆泰路一個T字路口時因交通燈故障，巴士為了閃避私家車而失控鏟上路邊花槽及行人路，撞斷一棵大樹及撞倒一支交通指示牌，巴士車頭嚴重損毀，一名巴士車長及車內一名男乘客受傷送院。
- 2016年9月29日，早上六時許，一輛行走1A線的亞歷山大丹尼士Enviro 500 MMC 12米雙層巴士（ATENU886，車牌號碼TW9632）沿彌敦道北行駛過尖沙咀海防道口時，車長疑突然失去知覺，巴士於無人駕駛情況下衝上行人路，撞向尖沙咀站A1出入口工程的水馬，一名在行人路上的26歲女子被撞倒死亡。有6項案底包括盜竊、藏毒和駕駛時使用手提電話等罪的42歲司機事發後向警員認為吃了含有芝士的漢堡包駕車感暈眩嘔吐。法官指司機明知身體嚴重不適仍繼續駕駛，罔顧他人安危，駕駛態度遠遜一個合格和謹慎的駕駛者。被告案發後患創傷後遺症。經審訊後被裁定危駕致他人死亡罪成，判囚20個月、停牌5年及需自費完成駕駛改進課程。[101]
- 2016年10月22日早上，一輛空載的的富豪B9TL（AVBWU147，車牌號碼PX8537）在窩打老道近美國國際學校對開突然冒煙起火，車尾嚴重焚毀。
- 2016年11月8日早上，一輛行走75X線的富豪奧林比安12米（AVW99，車牌號碼MA5684）在樂富聯合道近樂富廣場撞向對面行車線一輛私家車後剷上行人路，私家車其後被巴士推向行人路旁邊花槽，7人受傷。
- 2016年11月12日中午，一輛行走68X線的富豪B9TL（AVBWU197，車牌號碼PZ8722）在青山公路與喜利徑交界與一輛行走居民巴士NR93線的巴士相撞，九巴車長及兩名乘客受傷。
- 2016年12月12日，下午四時許，一輛行走57M線的猛獅24.310（AMN34，車牌號碼KR1850）在屯門公路冒煙起火，車尾嚴重焚毀。
- 2016年12月13日，早上八時許，一輛行走59A線的Enviro500 MMC（ATENU16，車牌號碼SB5072）在皇珠路與一輛電單車及私家車相撞，電單車司機及一名私家車乘客受傷。
- 2016年12月16日，上午11時38分，一輛富豪超級奧林比安（3ASV33，車牌號碼JF8911）在九巴屯門南車廠內撞向一輛正在倒車泊位的Neoplan Centroliner（AP147，車牌號碼KR7723），兩車車頭損毀、擋風玻璃甩脫。
- 2016年12月20日中午，一輛行走91M線的丹尼士巨龍9.9米（ADS223，車牌號碼JC3752）沿清水灣道上斜，駛至打鼓嶺新村附近撞向前面一輛屬龍威旅運旗下的富豪B7RLE旅遊巴士（PL1311），巴士左邊車頭損毀。肇事九巴因為17年車齡而不作修復，已於翌年1月12日正式除牌退役。
- 2016年12月22日早上，一輛行走81線的亞歷山大丹尼士Enviro 500 MMC 12米雙層巴士（ATENU900，車牌號碼TX5648）在大埔公路近九龍水塘與一輛失控越線的私家車相撞。意外中私家車上一對男女及巴士3名女乘客受傷。[102]
- 2016年12月30日，上午11時許，一輛行走38線的富豪超級奧林比安12米巴士（AVW33，車牌號碼LL4101）於呈祥道壞車，尾隨貨車疑收掣不及撞向巴士車尾，貨車乘客經搶救後證實不治。
- 2016年12月24日：一輛行走269B線往天水圍市中心方向的富豪B9TL（AVBWU173，車隊編號PY3231）在青朗公路往元朗方向近爾巒與一輛貨車相撞，巴士車長及兩男兩女乘客受傷。

### 2017年
- 2017年1月13日中午，一輛行走B1線往天慈邨方向的雙層巴士在青山公路－屏山段水邊村站落客時，一名86歲鄧姓老婦右腳未及下車車門便已關上，將事主衣服夾住。老妇失平衡倒地，再遭拖行，巴士車輪又將其左腳輾傷，事後須進行截肢手術及留醫5個月。精神科醫生指事主意外後情緒持續沮喪及抑鬱。[103]51歲女巴士司機稱工作職責須在指定時間完成一個循環，時間緊迫，壓力甚大，被告及後被控危險駕駛導致他人身體受嚴重傷害罪，惟法官考慮被告曾獲好市民獎及做義工，由10個月刑期減至判囚9個月，另停牌3年。[104][105]
- 2017年1月15日，上午11時許，一輛行走85X線往紅磡碼頭方向的富豪超級奧林比安（3ASV491，車牌號碼KV8663）在馬鞍山恆德街近恆信街一個巴士站時剷上行人路，撼毀巴士站頂蓋並撞上停靠前方行走新巴682線的亞歷山大丹尼士Enviro 500 MMC 12米巴士（車隊編號5644，車牌號碼TR3947）。新巴其後衝前撞向前面一輛行走九巴87D線的亞歷山大丹尼士Enviro 500 MMC12米巴士（ATENU638，車牌號碼TN6619）。九巴車長及新巴上兩名女乘客受傷。[106]
- 2017年1月16日，下午2時許，一輛行走30X線往黃埔花園方向的亞歷山大丹尼士Enviro 500 MMC12米巴士（ATENU457，車牌號碼TF7913）駛至荃灣路近永健工業大廈對出撞向前方一輛因應交通情況收慢、俗稱「排卡」的拖掛車尾部，致車頭擋風玻璃碎裂凹陷，巴士車長及5名男女乘客受輕傷送院。由於拖掛車上的挖土機伸縮臂凸出車尾超過2米，警方調查是否有人違反《道路交通（交通管制）條例》。[107]
- 2017年1月23日，下午6時許，一輛行走2B線往竹園邨方向的富豪超級奧林比安10.6米巴士（ASV34，車牌號碼JZ9232）駛至長沙灣青山道近280號準備埋站時，撞塌行人路頂一幅面積6米×4米的木製假天花板，假天花板墜落行人路，6女1男走避不及被壓中受傷，其中1名女子頭破血流躺卧地上。[108]
- 2017年2月18日，下午一時許，一輛行走64K線往大埔墟站方向的丹尼士巨龍9.9米雙層巴士（ADS206，車牌號碼JC2777）在林錦公路，駛至近寨乪村時被一輛泥頭車撞及車尾，巴士司機及三名乘客受傷。[109]肇事巴士翌日於沙田車廠內被一輛拖車拖往維修坑期間撞向停泊在廠內的一輛富豪B9TL（AVBE28，車牌號碼MU4857），事後九巴車輛JC2777因車齡已屆17年而不作修復，並於同年3月3日遭正式除牌。
- 2017年2月20日，早上七時許，一輛行走258D線的Enviro500 MMC（ATENU1069，車牌號碼UD6159）在龍翔道遭一輛七人車撞及車尾，無人受傷。
- 2017年3月8日，下午一時許，一輛行走101線往堅尼地城方向的新巴亞歷山大丹尼士Enviro 500（5517，車牌號碼NH9684）在牛頭角道近淘大花園被一輛豐田Coaster小巴（車牌號碼：LA5176）從其及一輛行走13X線往尖沙咀東方向的富豪超級奧林比安（3ASV384，車牌號碼KP6551）之間罅隙穿過；小巴與新巴發生碰撞後再撞向慢線九巴，致車頭嚴重損毀，共16人受傷。[110][111]
- 2017年3月12日，早上8時許，一輛行走214線的Enviro500 MMC（ATENU1110，車牌號碼UG4464）在新清水灣道近新順街橋底撞向前面一輛停泊在路邊的工程車，巴士左邊車頭損毀，無人受傷。
- 2017年4月8日，晚上十一時許，一輛行走279X線的Enviro500 MMC在百和路與置福圍交界迴旋處時與的士相撞，的士剷上路邊撞塌一個路牌始停下，巴士車長受傷送院。
- 2017年4月12日晚上，一輛行走265M線往天恆邨的Neoplan Centroliner雙層巴士（AP23，車牌號碼JR3544）於元朗公路近博愛交匯處因應前面一輛44號專線小巴減速而煞車，但尾隨一輛行走967X線往天恩邨的亞歷山大丹尼士Enviro 500 MMC12.8米（車隊編號6320，車牌號碼UA3546）則收掣不及撞向九巴，九巴車輛再被推前撞向小巴，70人受傷；[112][113][114]肇事九巴事後因為17年車齡而不作修復，提早退役。
- 2017年4月15日，一輛行走59X線的Enviro500 MMC（ATENU792，車牌號碼TU2188）駛至兆禧苑站時，一輛的士涉阻礙巴士前進，更於巴士前方急停，巴士最後收掣不及撞向的士，7人受傷。
- 2017年4月18日，下午5時許，一輛行走81K線的丹尼士三叉戟10.6米（ATS73，車牌號碼KC8489）沿沙田正街轉右彎入橫壆街時，被一輛停泊在該處的貨車尾板劏開1米多的裂縫，事件中無人受傷。
- 2017年5月11日晚上，一輛行走215X線的富豪B9TL（AVBWU492，車牌號碼US9301）離開九龍站公共交通交匯處時失控撞向石柱，巴士車頭嚴重損毀，車長被困駕駛室內，另有兩名乘客受傷。
- 2017年5月30日，晚上約九時半，一輛行走85A線的富豪超級奧林比安（AVW34，車牌號碼LL4132）在獅子山隧道公路世界花園對開與一輛的士相撞。渉事的士相撞後翻側，車內司機和一名乘客一度被困，救出時輕傷送院。
- 2017年6月8日，晚上七時許，一輛掛P牌私家車在沙田獅子山隧道公路近紅梅谷路行駛途中，因應交通情況收慢，導致尾隨的一輛九巴正在收車的丹尼士三叉戟12米（ATR219，車牌號碼JP1528）、一輛行駛281A線往廣源方向的丹尼士三叉戟12米（ATR295，車牌號碼JU5927）和一輛收掣不及的私家車造成4車連環相撞。[115][116]肇事兩輛巴士因為17年車齡而不作修復，分別於同月22日及9月12日正式除牌退役。
- 2017年6月15日，早上九時五十分，一輛行走106線的Enviro500 MMC（ATENU365，車牌號碼TC4852）在馬頭角道欣榮花園站駛出後，被一輛突然駛前的殷輝旅運斯堪尼亞K280IB（PC2658）旅遊巴士撞到左邊車頭，旅遊巴再衝前撞倒兩名途人並拖行20米始停下。兩名被撞途人傷重死亡，巴士上一名男乘客右腳受傷送院。旅遊巴司機事後於翌年7月16日被判危險駕駛導致他人死亡罪成，判監16個月及停牌5年。
- 2017年6月23日，下午三時許，一輛行走3B線的Neoplan Centroliner（AP16，車牌號碼JE140）駛至寶其利街時，車尾突然冒煙。消防接報到場，開喉向車尾射水降溫。肇事巴士事後不獲修理，提早退役。
- 2017年6月29日，當日兩輛九巴接連發生意外。第一宗意外發生於上午6時許，一輛行走69M線從天水圍市中心開出往葵芳站的Neoplan Centroliner（AP45，車牌號碼JT890）駛至大欖隧道南行管道內撞向前方一輛行走龍運巴士E34B線從元朗開出往機場、懷疑機件發生故障而停下的亞歷山大丹尼士Enviro 500巴士（8511，車牌號碼RA1121）車尾，20人受傷，其中E34B巴士上層有乘客衝離座位，頭部撼爆擋風玻璃浴血，意外導致大欖隧道南行在早上繁忙時間大塞車逾2小時；[117][118]肇事九巴事後因為17年車齡而不作修復，提早退役。約一小時後，一輛行走3D線的富豪超級奧林比安（3ASV108，車牌號碼JV4186）駛至觀塘道近定富街時車長懷疑頭暈不適，失控撞向右方燈柱及鐵欄，上層車頭座椅飛脫。巴士車長及一名乘客受傷送院。肇事巴士事後因17年車齡而不獲修復，已於同年7月27日正式除牌退役。
- 2017年7月12日，一輛行走67M線的富豪超級奧林比安（3ASV57，車牌號碼JH3006）駛至屯門公路近深井時被一輛貨車撞及車尾，兩人受傷。肇事巴士事後因17年車齡而不獲修復，已於同年於8月17日正式除牌退役。
- 2017年7月14日，下午2時許，一輛行走3D線往觀塘（裕民坊）的富豪超級奧林比安12米巴士（3ASV193，車牌號碼KE6728）在斧山道近斧山道游泳池時因故障、拋錨而停在路邊。尾隨一輛由聯和墟開往藍田站的277X線亞歷山大丹尼士Enviro 500 MMC巴士（ATENU304，車牌號碼SU3504）收掣不及撞向前者，其中277X巴士上下層擋風玻璃全毀。27人受傷，其中277X巴士車長和一名女傷者情況嚴重。[119]其中一輛巴士（3ASV193）事後因車尾引擎室撞毀及車齡關係而不作修復，直接退役。
- 2017年7月27日，早上八時許，一輛行走21線的Enviro500（ATE140，車牌號碼LJ5724）離開坪石公共運輸交匯處時，失控撞向清水灣道分隔石壆，巴士車頭嚴重損毀，整個石壆被撞塌飛出馬路，幸意外中無人受傷。警方接報到場調查，將清水灣道往龍翔道一段路面封閉，受意外影響上址交通嚴重受阻。
- 2017年8月7日，下午二時許，一輛行走277E線的Enviro500 MMC（ATENU316，車牌號碼SW4191）在大埔吐露港公路行駛近廣福邨撞向前面一輛屬永利旅運巴士，12人受傷。
- 2017年8月10日，一輛丹尼士三叉戟10.6米巴士（ATS20，車牌號碼JK1534）於屯門南車廠內發生交通意外，車頭損毀。肇事巴士事後因17年車齡而不獲修復，已於同月17日正式除牌退役。
- 2017年8月11日，晚上十一時許，一輛行走61M線的猛獅24.310（AMN14，車牌號碼JM4317） 在光輝圍埋站時被尾隨一輛行走302線專線小巴撞及車尾，6名小巴乘客受傷。肇事巴士事後因17年車齡而不作修復，提早退役。
- 2017年8月12日，下午2時許，一輛行走98D線往坑口（北）的富豪超級奧林比安12米巴士（3ASV454，車牌號碼KT6491）在啟福道九龍灣國際展貿中心巴士分站上下客期間，突遭一輛泥頭車猛撞右邊車身，車斗上泥漿登時傾瀉而出，巴士右邊車窗被掃毀，泥漿亦滿佈巴士右邊車身和灌進車廂內，濺到幾名乘客。泥頭車司機自稱事發前一刻暈眩及曾患腦痙攣。[120][121]
- 2017年8月13日，晚上八時許，一輛行走B1線的Enviro500 MMC（ATENU213，車牌號碼SK7938）駛至天柏路及天湖路交界時撞倒一名踏單車男子並捲入車底，然後剷上安全島撞毀欄杆及交通燈，騎單車男子重傷送院治理。其後警方調查意外期間，發現傷者涉及一宗審理中的藏毒案，懷疑有人違反法庭的保釋條件被通緝，隨即將傷者拘捕。
- 2017年8月20日，凌晨1時許，荃灣路北行近環宇海灣有兩輛私家車發生輕微碰撞，警方安排拖車準備拖走其中一輛私家車時，一輛行走過海隧道巴士N368線的九巴亞歷山大丹尼士Enviro 500 MMC12米巴士（ATENU142，車牌號碼SH6730）撞向處理車禍現場內的警車，警車其後衝前撞向前面私家車和拖車，站在警車旁的警員及時跳開，而一輛私家車的司機走避不及被彈飛約10米下橋底重傷命危，巴士司機涉嫌危險駕駛被警方拘捕。[122][123]被撞24歲私家車司機終身殘障及失去工作能力，47歲女巴士司機被裁定危險駕駛引致他人身體嚴重受傷罪罪成，判監15個月及停牌3年。[124]
- 2017年8月21日，一輛行走66M線的Neoplan Centroliner（AP125，車牌號碼JZ3858）發生交通意外，車頭嚴重損毀。肇事巴士事後因損毀嚴重及17年車齡而不獲修復，已於同年10月17日正式除牌退役。
- 2017年9月8日，下午2時許：九巴屯門總修中心一輛被拆去6個車軚的亞歷山大丹尼士Enviro 500 MMC（ATENU157，車牌號碼SH9283），懷疑是撐起該車輛等待修理的千斤頂折斷，導致巴士向右翻側，擱在黑色工具車上，無人受傷。九巴職員權益工會理事長李國華表示意外較罕見，相信是承托巴士的工具出問題所致。九巴回覆強調重視工業安全，有適當措施保障員工在工程進行期間的安全。至於事件起因，仍有待了解。[125][126]
- 2017年11月2日，中午12時許，一輛行走1A線的Enviro500 MMC在彌敦道駛近奶路臣街切入慢線準備埋站時被另一輛九巴富豪B9TL（AVBWU153，車牌號碼PX9118）撞向車身，下層車窗爆裂，一對老夫婦手部受傷送院治理。
- 2017年11月16日，下午4時許，一輛行走81C線的Enviro500（ATE171，車牌號碼LM9661）在彌敦道半島酒店對開懷疑失控鏟上安全島，撞向對面一輛行走271線的富豪B9TL（AVBWU388，車牌號碼TE4351）。
- 2017年11月23日，晚上9時11分，一輛行走268X線的Enviro500（ATEU28，車牌號碼PV7695）沿長沙灣荔枝角道中線行駛至近泓景臺對出時，前面化糞車撞向由慢線切至中線的七人車，巴士撞向化糞車，導致三車首尾相撞。巴士車頭玻璃碎裂，意外導致16名巴士乘客受輕傷，另巴士司機亦報稱不適送院。
- 2017年11月28日，下午3時13分，一輛行走270A線的Enviro500（ATE60，車牌號碼LB8594），在彌敦道與柯士甸道交界與一輛私家車相撞。巴士右邊車頭及私家車左邊車頭損毀，私家車司機一度被困車內，其後已被救出送院。
- 2017年12月6日，晚上九時許，一輛行走271線的Enviro500 MMC（ATENU414，車牌號碼TE3947）駛至太和路與安祥路交界十字路口與一輛行走新界專綫小巴25K線的豐田Coaster相撞，並撞毀路中交通燈，兩車車頭損毀，4人受傷。
- 2017年12月18日，下午一時許，一輛行走86線的Enviro500（ATE32，車牌號碼KZ9147）在長沙灣道駛離興華街巴士站後切出快線時撞向前面一輛行走的52X線的Enviro500 MMC（ATENU224，車牌號碼SL4174），兩女一男受傷送院。
- 2017年12月19日，早上11時許，一輛行走74K線的富豪超級奧林比安12米巴士（3ASV362，車牌號碼KN8476）沿三門仔路行駛至漁安街路口時，與一輛準備右轉漁安街的田螺車迎頭相撞，兩車車頭均嚴重損毀，田螺車司機一度被困，與巴士車長相繼送院。肇事巴士事後不作收復，直接退役。[127]

### 2018年
- 2018年1月6日晚上，一輛空載的亞歷山大丹尼士Enviro 500 MMC（ATENU1201，車牌號碼UR3644）在安秀道撞向停泊路邊的旅遊巴，肇事巴士車頭及左邊車身嚴重損毀。
- 2018年2月18日（年初三），晚上十時許，一名59歲車長駕駛一輛行走260X線的富豪B9TL（AVBWU757，車牌號碼VF5237）途經田景路與鳴琴路交界撞到路旁鐵欄，車身輕微損毀。車長繼續行駛約2.3公里，駛入寶田總站時撞向通風槽的柱躉，車頭損毀，上下層擋風玻璃爆裂。意外中兩名女乘客受輕傷，毋須送院。
- 2018年2月10日，傍晚6時許，一輛行走872線的富豪超級奧林比安12米巴士（AVW78，車牌號碼LX9991）往大埔中心方向期間，駛至大埔公路大埔滘段近大埔尾分站時失控翻側，造成19死66傷，傷者中多人危殆。肇事巴士於扶正後底盤完全移位，引擎室損壞，懸掛彈簧鬆脫，龍骨向右傾側崩裂。由於肇事九巴因為年事已高而不作修復（2004年出廠，2005年5月25日首次登記），2020年7月從警方發還給九巴後便直接退役。（參見：大埔公路雙層巴士翻側事故）
- 2018年2月19日下午，一輛行走276A線的Neoplan Centroliner（AP52，車牌號碼JT1993）停泊於天恆邨公共運輸交匯處時疑因機件過熱，車尾突然起火冒煙，消防接報到場灌救並迅速將火救熄，無人受傷。九巴其後召來拖車把涉事巴士拖走，但拖車在總站出口斷勾，令巴士總站運作一度癱瘓近半小時。而肇事巴士則因接近18年車齡而不獲復修，已於同年3月8日直接退役。
- 2018年2月27日，晚上十一時許，一輛行走88K線的Enviro500 MMC（ATENU715，車牌號碼TR5596）在樂景街及火炭路交界等候燈號時，一輛在火炭路左轉的樂景街私家車與尾隨的客貨車相撞。私家車失控打「白鴿轉」，衝向安全島撞毀燈箱及指示牌後，再撞向巴士車身，碎片飛濺擊破下層玻璃，意外中僅客貨車一名乘客受傷。
- 2018年3月8日，傍晚6時許，一輛行走3M線的亞歷山大丹尼士Enviro 500 12米巴士（ATE212，車牌號碼LR5088）在清水灣道近牛池灣對開與一輛的士相撞，車長報稱頸傷送院，而該名車長正正就是工聯會汽車交通運輸業總工會九巴分會副主任黎兆聰。他在本年2月的大埔公路雙層巴士翻側事故後曾表示，巴士車長不時遭乘客指罵，承受很大壓力，希望市民包容。意外發生前，他曾不點名批評發起九巴薪酬調整工潮的車長行為「白痴」、「一人罷工」。[128][129]同日晚上8時許，一輛行走46X線的富豪B9TL（AVBW44，車牌號碼MM2801）沿荔景山路上斜，駛至近清麗商場時，車長聞到燒焦味後立刻將車停在車站查看，發現車尾冒煙。隨即疏散車上乘客及報警求助。消防到場後開喉將火救熄，車長取出滅火筒時，不慎被玻璃割傷手指，由救護車送院治療。
- 2018年3月13日，早上7時許，一輛行走14D線的富豪超級奧林比安（ASV58，車牌號碼KX3566）沿藍田德田街上斜，至康逸苑對開燈位準備左轉時，巴士突然失去動力並溜後，車長見狀即時向左扭軚，巴士順勢鏟上左邊行人路，撞毀路邊鐵欄及花槽，撞向護土牆始停下。當時巴士滿載乘客，但未有受傷，而車長事後報稱頸痛及腰部不適，送院檢查。
- 2018年3月19日，早上七時許，一輛空載的Enviro500 MMC（ATENU885，車牌號碼TW9623）駛至荔寶路近海麗邨時突然撞向路中風琴式防撞欄，車頭損毀，車長頸部及手部受傷送院治理。
- 2018年5月4日，晚上9時許，一輛行走277X線的亞歷山大丹尼士Enviro 500 MMC 12米巴士（ATENU274，車牌號碼SP9007）駛經大老山公路往馬鞍山方向近沙田醫院對開時爆胎，車長安排乘客轉乘另一部巴士離開。九巴其後派出技工到場檢查，惟巴士車尾突然冒煙起火，火勢猛烈，全車陷入火海焚毀，車架變形，玻璃受熱粉碎。事件中九巴技工報稱受傷，由救護車送院治理，[130][131]肇事巴士因底盤變型而無法修復，提早退役，成為全港首輛退役的Enviro 500 MMC及歐盟五型巴士，車齡約4年。
- 2018年5月7日，早上6時許，一輛行走89線的亞歷山大丹尼士Enviro 50012米巴士（ATE164，車牌號碼LM5924）在獅子山隧道公路及大涌橋路交界，與一輛往廣源邨方向的新界區專線小巴804線豐田Coaster（車牌號碼HF3820）相撞，最少10人受傷；警方調查方向包括是否有人看錯燈號肇事車禍。[132]
- 2018年5月15日，下午1時許，一輛行走54線的丹尼士三叉戟三型12米巴士（ATR276，車牌號碼JT2256）在錦田公路往大埔方向在羅屋村附近與滿載沙石的重型泥頭車迎頭相撞，九巴右邊車頭近駕駛室全毀，泥頭車司機搶救後不治，巴士女車長及3名乘客受傷。[133][134]肇事九巴事後因為車齡接近法定18年上限而不作修復，直接除牌退役。
- 2018年5月22日，凌晨2時許，一輛九巴亞歷山大丹尼士Enviro 500（ATE106，車牌號碼LF3614）在樂富巴士總站被盜駕，一小時後在葵涌貨櫃碼頭南路5號迴旋處對開失控剷上路中花槽石壆，車頭損毀。[135]肇事巴士事後因底盤損毀而不獲修復，提早於同年6月26日正式除牌退役。
- 2018年6月7日，下午5時許，一輛行走75K線的富豪超級奧林比安12米巴士（3ASV413，車牌號碼KR7546）在汀角路往大埔墟站方向行駛至露輝路時，撞向一輛因應交通燈號減速停下的客貨車車尾，將客貨車撞至180度打轉，再撞毀交通燈及剷上對面線的行人路，再撞向山坡，3名巴士乘客及車長受輕傷。[136]
- 2018年6月12日，下午五時許，一輛行走61M線的猛獅24.310（AMN28，車牌號碼JV2129）在青山公路近咖啡灣撞向前面一輛因閃避私家車而緊急停車、行走港鐵巴士K51線的富豪B9TL（377，車牌號碼UY4870）。AMN28事後因17年車齡而不獲修復，提早退役。
- 2018年6-7月，先後發生多宗插針等破壞事件。[137]
- 2018年7月3日下午，一輛行走64K線的Enviro400（ATSE4，車牌號碼RT4011）在大埔安慈路與一輛私家車相撞，下層車頭損毀。
- 2018年7月13日，晚上8時許，一輛行走過海隧巴978線的富豪B9TL 12米巴士（AVBWU270，車牌號碼RJ7114）在德輔道中往粉嶺華明方向行駛至利源東街時，路面一塊面積約1米×0.5米、厚約30厘米水泥突然彈起並擊穿巴士下層地板，下層一排座椅飛脫，2人受傷。現場有市民稱事發路面早前曾經維修，維修後由全石屎地變成半石屎、半瀝青地。[138][139]
- 2018年8月3日，凌晨1時許，一輛返回青衣車廠的亞歷山大丹尼士Enviro 500 MMC 12米巴士（ATENU460，車牌號碼TF9480）沿青衣西路往青衣方向行駛，駛至長青公路交界時失控撞向路邊一安全島，並撞毀30米欄杆、燈柱及交通燈，車長受傷。[140]同日早上十時許，一輛行走269D線的Enviro500 MMC（ATENU595，車牌號碼TM5315）在城門隧道轉車站準備埋站時被尾隨一輛貨車撞向車尾，貨車司機及巴士上一名女乘客受傷。
- 2018年8月12日，凌晨三時許，一輛停泊於粉嶺銘賢路的富豪超級奧林比安（AVW54，車牌號碼LP1651）被人盜駕，巴士沿林錦公路往大埔方向行駛至寨乪村對開失控，鏟上行人路並撞向四個屬於中電及電訊公司的電箱、一輛的士及一輛私家車，然後在來回行車線停下，巴士車頭及車身嚴重損毁。警方將案件列為「擅自取去交通工具及交通意外無人受傷」調查，暫時未有人被捕。
- 2018年8月17日，下午一時許，一輛行走978線的Enviro500 MMC（3ATENU175，車牌號碼VP533）於西區海底隧道港島出口與三輛的士及一輛私家車相撞，四人受傷。
- 2018年9月8日，晚上近8時，一輛行走13M線的Enviro500 12米（ATE243，車牌號碼MF341），駛至近曉光街路口及祥和苑巴士站之間懷疑失控鏟上行人路及撞毀路邊欄杆，肇事巴士車長報稱受傷。
- 2018年9月13日，接連有兩輛九巴當日發生意外。第一宗意外發生於早上8時許，一輛行走87D線的Enviro500（ATE168，車牌號碼LM8813）沿彌敦道慢線行駛至麼地道交界時，一輛沿快線行駛的的士突然違例切線，巴士失控攔腰撞向的士，的士繼而鏟上行人路，撞毀欄杆和路牌。意外中兩車的男司機及三名巴士女乘客受傷，其中一名老婦送院後證實不治。的士司機涉嫌危險駕駛導致他人死亡罪被捕。該名的士司機事後承認該罪，2019年10月14日被判監15個月、停牌3年。第二宗意外發生於晚上11時許，一輛行38線往葵盛（東）的亞歷山大丹尼士Enviro 500 MMC 12米巴士（ATENU355，車牌號碼TB2082）在青山公路華員村巴士站上落客後，懷疑機件故障未能著車。當車長要求所有乘客下車改乘另一輛巴士離開時，巴士在無人駕駛的情況下突然溜前撞毀100米鐵欄，再衝向100米撞向前方一輛停泊在避車處的旅遊巴，旅遊巴其後撞毀路邊大樹後被推上行人路後撞毀山坡鐵欄，並衝前翻側形成45度角。而肇事九巴其後再鏟上行人路，撞到一棵樹後才停下。[141]
- 2018年9月22日，下午二時許，一輛行走268C線的Enviro500 MMC（ATENU1018，車牌號碼UC3778）在元朗公路近博愛醫院被一輛貨車撞及車尾，巴士右邊車尾損毀，5人受傷。
- 2018年9月28日，早上十時許，一輛行走46X線的富豪B9TL（AVBWU609，車牌號碼UY3453）在美田路迴旋處與一輛481B線豐田Coaster專綫小巴（MR640）相撞，6人受傷。
- 2018年10月15日，上午十時許，一輛行走82X線往濱景花園方向的Enviro500（ATE217，車牌號碼LS2216）駛至銀城街愉田苑對開時，遭尾隨行走專綫小巴804線的豐田Coaster（LS9106）撞及車尾，小巴上8人受傷。
- 2018年10月23日，上午9時許，一輛行走276B線的丹尼士三叉戟（ATR312，車牌號碼KU6514）駛經天水圍濕地公園路近天葵路時失控剷上左邊路邊花槽，巴士半邊車身擱在花槽上，無人受傷。
- 2018年10月28日，晚上十一時許，一輛行走51線的Enviro200 Dart（AAU18，車牌號碼PY3697）在荃錦公路近大橋村與一輛失控越線私家車相撞，巴士被撞後失控剷上左邊路壆，之後越過對面行車線，撞向路邊一個垃圾站始停下；私家車其後與對面線另一輛私家車相撞，2人受傷。由於51線班次疏落（每60分鐘一班），部份居住意外現場附近村民使用私家車義務接載巴士乘客前往港鐵荃灣站。
- 2018年10月30日，下午五時許，一名車長駕駛一輛行走960線的Enviro500 MMC（ATENU813，車牌號碼TV3120）駛至屯門公路近深井交匯處時突然不適眩暈，巴士失控撞向石壆，2人受傷。
- 2018年11月17日，晚上七時許，一輛行走新界專綫小巴801線的豐田Coaster（LZ7145）由樂信徑右轉出樂景街時，遭一輛行走88K線的富豪超級奧林比安（3ASV161，車牌號碼KC7800）撞到車尾，小巴繼而失控衝前撞毀路邊鐵欄。涉事兩車車頭損毀，擋風玻璃碎裂。肇事巴士事後因17年車齡而不獲復修，提早退役。
- 2018年11月21日，下午約5時04分，一部行走九巴71K線巴士駛經榮暉花園巴士站上落客後，上層左方碰到伸出路面的樹幹令上層左邊玻璃爆裂，約十名乘客受輕傷，須送大埔那打素醫院治理。九巴認為由於該樹樹幹嚴重傾斜，對道路使用者構成即時危險，已聯絡警方處理。
- 2018年11月24日，凌晨1時許，一輛電單車沿青衣西路行駛，駛至近青華苑對開失事撞向一輛員工接送車亞歷山大丹尼士Enviro 500 MMC 12米巴士（ATENU878，車牌號碼TW8564），電單車車頭插入巴士車尾，34歲電單車男司機昏迷，送院後不治[142]。事後九巴工會質疑涉事員工接送車未於指定位置停車，而電單車又跟車太貼，因而釀成車禍。[143]

### 2019年
- 2019年1月2日，早上近八時，一輛私家車和一輛行走89C線往觀塘（翠屏道）方向的富豪B9TL（AVBE46，車牌號碼MX1088）在馬鞍山富安花園對開恆信街十字路口相撞，私家車翻側。兩車司機及一名巴士乘客受傷。
- 2019年1月15日，凌晨1時許，一輛行走101線往觀塘（裕民坊）方向的亞歷山大丹尼士Enviro 500 MMC（ATENU1493，車牌號碼VN1223）於馬頭圍近山西街巴士站準備停站時懷疑收制不及，撞向前方兩部分別行走116線往慈雲山（中）及111線往坪石的亞歷山大丹尼士Enviro 500 MMC（ATENU485，車牌號碼TH9170及ATENU513，車牌號碼TK3061），共10人受傷。[144]
- 2019年1月30日，晚上十時許，一輛行走14X線的富豪超級奧林比安（3ASV468，車牌號碼KU4927）駛至高超道近中電變電站附近故障停下。車長安排乘客下車並作檢查時，車尾機件懷疑因電線短路起火。消防到場將火救熄，巴士車尾及上層部分熏黑，無人受傷。肇事巴士事後因17年車齡而不獲修復，已於同年5月10日正式除牌退役。
- 2019年2月9日，上午9時許，一輛行走276B線的Enviro500 MMC（ATENU117，車牌號碼SG2567）駛至新深路迴旋處時，失控剷上草叢，3人受傷。新界北總區交通部經深入調查後，在同年3月8日以涉嫌危險駕駛拘捕51歲女車長。
- 2019年3月3日，下午4時許，三輛行走101線的巴士在堅尼地城巴士總站內發生碰撞，涉及新巴亞歷山大丹尼士Enviro500（5518，車牌號碼PR8688）、亞歷山大丹尼士Enviro 500 MMC（5818，車牌號碼VZ2106）及九巴富豪B9TL（AVBWU748，車牌號碼VE9954），其中Enviro 500（5518）車頭嚴重損毀、Enviro 500 MMC （5818）車尾嚴重損毀、而九巴富豪B9TL（AVBWU748，車牌號碼VE9954）車身旁板及車身玻璃損毀。經過四小時調查，警方懷疑駕駛新巴Enviro 500（5518）的車長因情緒失控，刻意撞向前方的兩輛巴士，因此警方正調查是否涉及刑事毀壞。[145][146][147]
- 2019年3月6日，早上九時許，一名65歲女車長駕駛一輛行走276B線的Enviro500 MMC（ATENU191，車牌號碼SK1624）於新田公路近新田交匯處時沒有選擇前往新田運輸交匯處的出口，車長違法在新田公路倒車駛回原來路線，事件遭乘客拍錄並向報館投訴。新界北總區交通部經深入調查後，在同年3月8日以涉嫌危險駕駛拘捕該名車長。
- 2019年3月30日晚上，一輛行走265B線的富豪B8L（V6B6，車牌號碼WA9522）在旺角柏景灣巴士總站內撞向前方行走相同路線的亞歷山大丹尼士Enviro 500 MMC（ATENU1334，車牌號碼VG5669）之車尾，其中富豪B8L（V6B6）車頭嚴重損毀、Enviro 500 MMC （ATENU1334）車尾嚴重損毀。[148][149]
- 2019年4月2日：晚上9時許，一輛行走276A線的Enviro500 MMC（ATENU221，車牌號碼SL2339）在天湖路嘉湖山莊對開撞向前面一輛行走龍運巴士E34A線往天水圍的Enviro500 MMC（1508，車牌號碼UD6583）車尾，造成8人受傷。
- 2019年5月8日，先後接連有兩輛九巴發生交通意外。第一宗意外發生於早上九時許，一輛行走80線的富豪B9TL（AVBWU173，車牌號碼PY3231）在車公廟路迴旋處與一輛往顯徑的新界專綫小巴803K線豐田Coaster（LE5793）相撞，巴士車長受傷送院。第二宗意外發生於同日下午三時許，一輛行走W3線的富豪超級奧林比安（3ASV151，車牌號碼KC3742）駛至上水新運路近上水站時撞向一輛小巴，巴士左邊車頭損毀。肇事巴士事後因接近18年車齡而不獲修復，已於同月28日正式除牌退役。
- 2019年5月11日，晚上九時許，一輛往灣仔（香港會議展覽中心）的961線亞歷山大丹尼士Enviro 500 MMC（ATENU53，車牌號碼SD6028）行駛至中環干諾道中交易廣場對開突然起火，全車迅速陷入火海，幸車上所有人及時疏散。消防員到場將火救熄，無人受傷，惟巴士上層已大面積崩塌，車架扭曲變形。肇事巴士事後因嚴重燒毀而無法修復，並於2020年9月24日正式除牌退役，車齡不足6年。[150][151]2024年4月2日，恆生銀行就其中環總行行人天橋的鋁質面板及玻璃欄杆因受此火災損毀，正式向九巴索償1735萬元。[152]
- 2019年5月31日，一輛行走73X線的Enviro500 MMC（ATENU403，車牌號碼TC9853）在廣福道近王肇枝中學巴士站撞向前面一輛行走74X線的富豪B9TL（AVBWU314，車牌號碼SP9802），7人受傷。
- 2019年7月2日，上午11時許，一輛行走75K線往大埔墟站的富豪超級奧林比安（3ASV221，車牌號碼KF6062）於汀角路轉入大貴街時，與一輛私家小巴及一輛房車相撞，三車司機受傷。[153]肇事九巴因為車齡即將到達18年上限而不作修復，並於同月25日正式除牌退役。
- 2019年6月28日，一輛行走N368線的Enviro500 MMC（ATENU121，車牌號碼SG6095）於西消防街調頭時失控衝出車路，直衝往行人路，並撞向花槽後才停下，巴士車頭嚴重損毀，事後九巴工程人員亦花了一段時間才可以把巴士拖回路面。
- 2019年7月11日晚上8時許，一輛行走1A線往中秀茂坪的富豪B9TL（AVBWU307，車牌號碼SP6701）於觀塘道九龍灣站巴士站埋站時被一輛貨車撞到車尾，14人受傷。[154]
- 2019年7月19日，早上近11時，一輛亞歷山大丹尼士Enviro 500 MMC（ATENU1528，車牌號碼VR719）於青山公路－荃灣段往葵涌方向近荃景圍天橋巴士站被一輛往荃灣方向的96線豐田Coaster專綫小巴（車牌號碼LK2887）撞到車尾，小巴上9人受傷。[155]
- 2019年7月29日，下午五時許，一輛行走290線往彩明的富豪B9TL（AVBWU564，車牌號碼UW5960）沿寶琳北路往將軍澳方向行駛，落斜駛至近翠林邨對開一個彎位時，懷疑失控衝向對面行車線，把一輛警車撞翻至橫亙在行車線上，之後撞向另一輛客貨車及七人車，肇事巴士車頭損毀。同一時間，尾隨肇事九巴而行之的士，因應意外收慢車速，惟後方的一輛客貨車及小巴卻收掣不及，分別撞向前車，釀成3車串燒意外。兩宗意外中，共有8人受傷，當中包括警車上3名警員及1名九巴車長。受事件影響，寶琳北路來回方向近翠林邨需全線暫時封閉，受影響巴士路線須改道行駛。[156]
- 2019年7月30日，先後接連有兩輛九巴發生交通意外。第一宗意外發生於早上八時許，一輛行走城巴967線前往金鐘西的亞歷山大丹尼士Enviro 500 MMC（6302，車牌號碼TX6430）於青朗公路往九龍方向近汀九橋撞向前面一輛行走九巴69C線一輛往觀塘碼頭的亞歷山大丹尼士Enviro 500 MMC（ATENU16，車牌號碼SB5072），74人受傷。[157][158]第二宗意外發生於早上八時許，一輛行走118線的亞歷山大丹尼士Enviro 500 MMC（ATENU1503，車牌號碼VN3305）由小西灣（藍灣半島）巴士總站左轉小西灣道時，失控衝上行人路後撞向藍灣半島外牆，車長報稱不適送院，巴士車頭及左邊車身嚴重損毀。[159][160]
- 2019年8月2日，中午十二時許，一輛行走673線的Enviro500 MMC（ATENU440，車牌號碼TE7431）在粉嶺公路與一輛輕型貨車、一輛中型貨車及一輛私家車相撞，8人受傷。
- 2019年8月7日，上午八時許，一輛行走268X線的Enviro500 MMC（ATENU1389，車牌號碼VK3277）於大欖隧道收費廣場撞向前面一輛行走龍運A36線的同款巴士（2510，車牌號碼VZ8450），12人受傷。
- 2019年8月11日，早上六時許，一輛富豪B8L（V6B81，車牌號碼WF9483）離開上水巴士總站時失控，撞向鐵欄後再撞向巴士總站內石柱，巴士車頭嚴重損毀，兩名途人受傷。肇事巴士其後由拖車拖回車廠時再次發生意外，當拖車駛至新運路近新豐路交界路口準備轉彎時，懷疑因車身過長，肇事巴士剷上行人過路處，並撞毀路中一支交通燈。[161]
- 2019年8月26日，下午5時許，一輛行走276A線往太平方向的Enviro500 MMC（ATENU195，車牌號碼SK2399）於保健路及保平路交界被一輛502線豐田Coaster專綫小巴（MU7912）攔腰相撞，9人受傷。
- 2019年8月29日，下午一時許，一輛行走40X線往烏溪沙站方向的亞歷山大丹尼士Enviro 500 MMC（3ATENU8，車牌號碼TU7413）於城門隧道公路近美松苑對開失去控制，高速追撞前面一輛與田螺車及一輛貨車，由於衝力猛烈，巴士駕駛室被撞穿，巴士車長首當其衝命喪現場，12人受傷。[162][163][164]
- 2019年9月29日，上午六時許，一輛行走72線的Enviro500（ATEU22，車牌號碼PJ5733）於大埔道近郝德傑道交界因前方發生交通意外而停下時被尾隨的一輛貨車撞向車尾，兩人受傷。
- 2019年10月3日，凌晨四時許，一輛行走員工接送車往上水方向的亞歷山大丹尼士Enviro 200 Dart（AAU19，車牌號碼PY7153）駛經青山公路古洞段、近松柏塱對開時與對面線一輛公共小巴迎頭相撞，小巴司機死亡，14人受傷。[165]
- 2019年10月21日凌晨，一輛空載的亞歷山大丹尼士Enviro 500 MMC（ATENU339，車牌號碼TA8457）駛經亞皆老街與公主道交界時，撞向一輛行走104線往白田方向的同款巴士（ATENU492，車牌號碼TH9967）左邊車身，11人受傷。[166][167]
- 2019年11月16日黃昏，一輛行走307往大埔方向的富豪B9TL巴士（AVBWU384，車牌號碼TC9760）於觀塘繞道西行近麗晶花園失事撞壆，巴士底盤完全斷裂，頭軸部件飛脫，避震彈簧脫落，整副龍骨向右下傾側，只有車尾骨架未被撞及，33人受傷。該車事後因車頭、底盤及頭軸部件均損毀嚴重而難以復修，已於2021年3月23日正式除牌，並於同年5月7日被拖往廢車場拆毀。
- 2019年11月26日，晚上九時許，一輛行走2X線的富豪B8L（V6B107，車牌號碼WH9368）於旺角彌敦道轉入西洋菜南街時撞向前面一輛的士，的士衝前撞向前方一輛行走9號線的富豪B9TL（AVBWU679，車牌號碼VC3766），的士司機受傷。
- 2019年12月18日，下午4時18分，一輛行走978線往粉嶺方向的亞歷山大丹尼士Enviro 500 MMC巴士（ATENU341，車牌號碼TA6723）駛至粉嶺公路近松柏塱時失控撞向左邊防撞欄，再衝前數米後撞到路旁一棵大樹，上層左邊龍骨連同整個車頂被完全爆破，車頂部件擱在樹幹上，上層前半地台完全坍塌，多組座椅外露、跌落下層甚至飛脫，冷氣系統被截斷，只有底盤、引擎室及右邊骨架尚算完整。有乘客連人帶椅被拋出車外，6人死亡，39人受傷。現場消息指，懷疑巴士閃避一輛切線泥頭車時失控引致意外；[168]另外亦有消息認為巴士司機在座椅上俯身拾回跌在地上的水樽時失控，[169]巴士司機涉嫌危險駕駛引致他人死亡被捕。[170]車長事後被控被控六項危險駕駛引致他人死亡及八項危險駕駛導致他人身體受嚴重傷害罪，於2021年4月28日被判有期徒刑4年，停牌5年，並需自費報讀駕駛改善課程。至於肇事巴士經評估後，只有底盤部件（如懸掛彈簧、變速器及駕駛室）、引擎及車身右邊零件（例如油缸及尿素缸）尚可拆解，於2021年7月16日正式除牌退役，並於同年9月8日被送往廢車場拆毀。（參見：粉嶺公路雙層巴士撞樹事故）
- 2019年12月27日，下午約2時半，九巴荔枝角車廠內一輛作出租用途、型號為Neoplan Centroliner的非專營巴士（前AP146，車牌號碼KR6768）在廠內行駛期間翻側，上層車頭玻璃甩脫，下層車頭玻璃亦嚴重損毀，事件中無人受傷，涉事員工被即時停職，公司並會展開紀律調查。由於政府制訂歐盟三型柴油非專營巴士退役限期與是次意外發生日期不遠，肇事巴士事後除牌退役。[171]

## 2020年代

### 2020年
- 2020年1月5日，早上9時40分，一輛停泊在元朗車廠的亞歷山大丹尼士Enviro 500 MMC巴士（ATENU129，車牌號碼SH963）突然起火，全車迅速陷入火海。消防員到場將火救熄，無人受傷，惟巴士車架已扭曲變形。[172]事後該車因無法修復，提早於2021年7月12日正式除牌退役。
- 2020年4月15日，早上9時31分，一輛行走281A線的亞歷山大丹尼士Enviro 500巴士（ATE34，車牌號碼KZ9314）在窩打老道近浸會醫院突然冒煙起火，消防員到場將火救熄。[173]肇事巴士達17年車齡，因而不獲修復，除牌退役。
- 2020年5月13日，上午7時32分，一輛行走64S線的丹尼士三叉戟10.6米巴士（ATS101，車牌號碼KL4588）在八鄉錦上路近蓮花地失控迎頭撞向一輛私家車，其後剷上行人路再衝落路邊草叢，3人受傷。[174][175]肇事巴士早於3月便到達18年車齡上限，因此不作修復，除牌退役。
- 2020年6月26日，早上七時許，一輛行走12A線往黃埔花園方向的富豪B9TL（AVBWU532，車牌號碼UV2794）由東京街西轉入深旺道時失控，撞向中央分隔石壆，尾隨行走18線的丹尼士三叉戟（ATS133，車牌號碼KR2110）收掣不及撞向其車尾，3人受傷。
- 2020年7月4日，早上十一時許，一輛行走261線往祥華方向的富豪B9TL（AVBWU215，車牌號碼RA472）在粉嶺公路近新田交匯處因故障而停在路肩，其後九巴工程車赴至協助期間遭尾隨一輛運油車撞及車尾，工程車其後推前撞及故障巴士，造成3人受傷。[176][177]
- 2020年7月14日晚上，一輛行走77K線的丹尼士三叉戟10.6米巴士（ATS114，車牌號碼KL9510）在粉錦公路近打石湖與一輛私家車相撞後剷上路邊防撞欄，車頭嚴重損毀，私家車司機和乘客受傷。肇事巴士已逾18年車齡上限（牌照從3月延續至同年7月），因此不作修復，除牌退役。[178]
- 2020年9月12日，下午四時許，一輛行走6線往荔枝角方向的亞歷山大丹尼士Enviro 500 MMC12米（ATENU864，車牌號碼TW5158）沿深水埗元州街行駛至桂林街交界時被一輛誤踩油門的清洗街道貨車攔腰撞及右邊車身，造成23人受傷。[179][180]
- 2020年10月13日午夜，一輛行走673線的亞歷山大丹尼士Enviro 500 MMC巴士（ATENU280，車牌號碼SR9793）在石門交匯處發生火警，全車焚毀，消防員到場將火救熄。[181]事後該車因無法修復，提早於2021年4月13日正式除牌退役。
- 2020年10月16日早上，一輛行走5M線的Enviro 400（ATSE32，車牌號碼RV4139）在觀塘道近牛頭角下邨撞向一輛富豪B9TL（AVBWU474，車牌號碼UP6769），肇事Enviro 400車頭嚴重損毀。
- 2020年12月8日早上，一輛行走261線的富豪B9TL（AVBWU215，車牌號碼RA472）於新田公路近壆圍撞向一輛貨櫃車，九巴車頭擋風玻璃破裂。事故釀成9人受傷。[182]

### 2021年
- 2021年2月9日，早上九時許，一輛行走681線往中環（香港站）方向的富豪B9TL（AVBWU773，車牌號碼VH3902）駛至告士打道舊灣仔警署巴士站時，車尾突然冒煙起火，無人受傷。肇事巴士車尾嚴重損毀。[183]

- 2021年4月9日，早上九時許，一輛行走城巴962P線的Enviro500 MMC（6308，車牌號碼TX6122）在中環（港澳碼頭）總站內行駛期間失控，撞向停泊在總站內三輛準備行走111線的巴士（肇事三輛巴士分別為一輛新巴Enviro500 MMC（5594，車牌號碼TF207）、Enviro500（5574，車牌號碼RZ2660）及一輛九巴富豪B9TL（AVBWU756，車牌號碼VF4950）），兩人受傷。
- 2021年4月20日，晚上九時許，一輛行走968線往元朗的Enviro500 MMC（E6X27，車牌號碼WH6834）離開大欖隧道轉車站後約400米位置時，失控撞向路邊一支燈柱，6人受傷。
- 2021年4月22日，早上六時許，一輛行走6C線的富豪B9TL（AVBWU740，車牌號碼VE6944）準備離開九龍城碼頭總站失控撞倒一名途人後，再撞向前面一輛行走41線的富豪B9TL（AVBWU445，車牌號碼TV679）後失控剷上路邊花糟，1人受傷。
- 2021年11月5日，晚上十時許，一輛行走12A線的富豪B9TL（AVBWU728，車牌號碼VE952）駛至長沙灣（深旺道）巴士總站時，撞向一輛停泊於路邊、行走12A線的富豪B9TL（AVBWU349，車牌號碼SY9362）後失控，撞向馬路中的分隔鐵欄，橫亘4條行車線。受事件影響，深旺道往美孚方向兩條行車線一度封閉。
- 2021年11月18日晚上，一輛行走88K線的Enviro500 MMC（ATENU651，車牌號碼TN9417），駛至大圍大埔公路大圍段近青沙公路入口時司機懷疑入錯線在青沙公路入口開失控剷上中央分隔石壆後翻側，1名男乘客當場死亡，12人受傷。[184]肇事九巴車長被控危險駕駛引致他人死亡及危險駕駛引致他人身體受嚴重傷害罪，於2022年12月30日被法院判處監禁42個月，停牌5年及須參加駕駛改進課程[185]。
- 2021年11月22日下午，一輛行走259D線往鯉魚門邨方向的Enviro500 MMC（ATENU9，車牌號碼SA4463）在湖翠路近湖景邨被一輛貨車撞及車頭，3人受傷。
- 2021年12月6日中午，一輛行走42線往順利方向的富豪B9TL（AVBWU532，車牌號碼UV2794）在荔枝角道近香港專業教育學院巴士站撞向一輛貨車，5人受傷，巴士左邊車身嚴重損毀。

### 2022年
- 2022年1月27日，早上五時許，九巴將軍澳車廠發生地陷事故，兩輛停泊於廠內的巴士（分別為亞歷山大丹尼士Enviro 500MMC（3ATENU102，車牌號碼UF4283）及富豪B8L（V6B126，車牌號碼WL8094））跌入坑內，無人受傷。[186]
- 2022年2月4日，早上九時許，一輛行駛26M線的富豪B9TL巴士與一輛行駛50線的小巴相撞。[187]
- 2022年2月27日，晚上十時許，一輛Enviro500巴士（ATE195，車牌號碼LP2279）與一輛貨車相撞，事後直接退役。
- 2022年5月19日凌晨，一輛停泊在寶林公共運輸交匯處的一輛富豪B8L（V6B106，車牌號碼WH9035）車尾突然起火，波及停泊其後方的另一輛Enviro500 MMC（ATENU1202，車牌號碼UR3729）。肇事富豪B8L車尾嚴重損毀；Enviro 500 MMC車頭輕微薰黑。[188]
- 2022年6月17日，上午近10時，一輛空載的Enviro 500 MMC （3ATENU218，車牌號碼VS3384）沿屯門公路往屯門方向行駛，駛至黃金海岸酒店對開撞向一輛拋錨停下旅遊巴，旅遊巴車尾被嚴重損毀；巴士擋風玻璃爆裂。事故中共4人受傷，包括兩名男司機（39及64歲）及兩名女乘客（48及58歲），由救護車送院治理，其中姓張（64歲）旅遊巴司機頭傷清醒，惟送院後情況急轉直下，終不幸離世，肇事九巴車長涉嫌危險駕駛引致他人死亡被捕。[189]
- 2022年6月28日，上午11時許，一輛行走30X線往荃威花園方向的富豪B9TL（AVBWU323，車牌號碼ST8086）沿葵涌道行駛至荔景邨附近時，車長因處理乘客問題而將巴士停在中線，尾隨的中型貨車亦停下，隨後一輛密斗貨車收掣不及撞向中型貨車，中型貨車衝前再撞向巴士，意外導致密斗貨車司機死亡，以及中型貨車司機、巴士車長及1名乘客受傷，肇事車長翌日涉嫌危險駕駛引致他人死亡被捕。
- 2022年8月22日，中午12時13分，一輛行走277X線往藍田站方向的Enviro500 MMC（ATENU606，車牌號碼TN1149）駛至彩虹通道近彩虹邨碧海樓巴士站前，失控剷上行人路並撞毀燈柱。巴士司機、10名乘客，及一名候車途人受傷送院治理。
- 2022年9月7日，早上八時許，一輛客貨車沿屯門公路行駛時疑因路面濕滑失控衝入青朗公路往屯門公路的支路，一輛行走268M線的斯堪尼亞K230UB（ASB8，車牌號碼NV3632）收掣不及撞向客貨車，其後一輛行走69M線的Enviro500 MMC（ATENU927，車牌號碼TZ1622）撞向268M線巴士車尾，意外造成13人受傷。
- 2022年9月27日，一輛行走272S線的富豪超級奧林比安（AVW83，車牌號碼LZ4519）於大老山公路撞向前方一輛私家車，車頭損毀。
- 2022年10月3日，中午12時57分，一輛行走32M線的Enviro500 MMC（ATENU534，車牌號碼TL1243）在葵俊苑遭一輛尾隨一輛行走36M線的同款巴士（ATENU816，車牌號碼TV4474）撞向車尾，32M線車長及6名乘客受傷。
- 2022年10月5日，一輛行走63X的Enviro500 MMC（E6X113，車牌號碼WU9784）駛至屯門公路近虎地交匯處被一輛尾隨的泥頭車撞及車尾，九人受傷，巴士車尾嚴重損毀，引擎室部件飛脫粉碎。[190]肇事巴士事後因底盤及引擎室嚴重損毀而無法修復，於2023年2月13日正式除牌，成為九巴首輛退役的歐盟六期Enviro500 MMC。
- 2022年10月24日，兩輛九巴先後發生交通意外。第一宗意外發生於早上約8:45，一輛寶馬私家車於屯門公路近青龍頭強行連切兩線，違例駛入巴士專線，被巴士專線上一部行走260X線的Enviro500 MMC（E6X247，車牌號碼YB670）撞翻，中線上的另一輛私家車同時損毀。第二宗意外發生於中午十二時許，一輛私家車於觀塘碼頭外迴旋處撞向前方一輛行走268C線的Enviro500 MMC（E6X59，車牌號碼WM7114），私家車撞至翻轉。
- 2022年10月25日，一輛行走員工接送車的Enviro 500 MMC（ATENU657，車牌號碼TP2610 ）在元朗宏利街撞向停泊路旁的貨櫃車拖架，肇事巴士下層右邊車身嚴重損毀。
- 2022年11月1日下午，一輛行走38線的Enviro 500 MMC（ATENU1537，車牌號碼VR3778）與一輛田螺車沿葵涌國端路準備轉入青山公路葵涌段時，鄰線一輛中型貨車突然切線，田螺車緊急停車，但尾隨的九巴收掣不及撞向田螺車車尾，巴士車頭嚴重損毀。
- 2022年11月28日，早上7時27分，一輛行走九巴23M線往樂華方向的Enviro500 MMC在宏利街（ATENU1663／SL6335）在協和街撞向聯合醫院擴建工程地盤圍欄，左邊車身被劏開，意外造成4名乘客受傷。

### 2023年
- 2023年3月20日，早上九點許，一輛行走290A線的Enviro 500 MMC（ATENU702，車牌號碼TR3797）於呈祥道近清麗苑對開行駛時，懷疑失控鏟上壆位並向右傾側45度角。車上約有30多名乘客被困，其後救援人員趕至將乘客救出。意外造成47名乘客受傷。

- 2023年3月29日，下午四時許，一輛行走69X線往天瑞方向的Enviro500 MMC （ATENU1402，車牌號碼VK6932）在離開天福路聚星樓巴士站時失控撞向欄杆，然後越過對面行車線後再撞向地盤水馬，巴士司機受傷。[191]

- 2023年4月2日，凌晨零時許，一輛行走N73線往沙田市中心方向的Enviro500 MMC，駛至廣福道與南運路交界時懷疑衝紅燈，撞向一輛的士，並將其推前數米，的士司機受傷。

- 2023年4月3日，上午11時53分，一輛行走84M線的富豪B9TL（AVBW43，車牌號碼MM2661）駛入樂富總站車坑時失控剷上右邊的車坑，並撞毀排隊欄杆及站牌，巴士車頭輕微損毀，事件中無人受傷。

- 2023年4月7日，上午大約10時27分，一輛行走98線往將軍澳工業邨的Enviro500 MMC 12米（ATENU728，車牌號碼TR8444）駛至駿昌街近駿光街時，被一輛轉彎失控、隸屬惠康超級市場貨車撞及右邊車身，肇事貨車其後翻側，巴士車頭擋風玻璃破裂，右邊車身近樓梯位置嚴重損毀，7人受傷。[192][193]肇事巴士事後因嚴重受損而不獲修復，已於2023年5月12日正式除牌。

- 2023年4月8日，下午近5時，一輛行走75K線往大埔墟站方向的Enviro500 MMC 12.8米（3ATENU175，車牌號碼VP533）駛至汀角路近映月灣時與一輛逆線的私家車迎頭相撞，私家車男司機及女乘客受傷，私家車男司機其後涉嫌危險駕駛導致他人嚴重受傷被捕。[194]

- 2023年4月16日，下午五時許，一輛行走960線往會展站方向的Enviro500 MMC（E6X87，車牌號碼WN7221）駛至青葵公路近美孚新邨時，撞向一輛隸屬青馬管制區的拖車，3人受傷。

- 2023年4月18日，下午四時許，一輛行走82K線往黃泥頭方向的富豪B7RLE（AVC45，車牌號碼RF5190）在車公廟路迴旋處與一輛私家車相撞後，巴士再撞向路邊石壆，巴士車頭嚴重損毀，兩人受傷。

- 2023年5月7日，上午10時29分，一輛行走城巴E23線往機場方向的Enviro500 MMC（6546，車牌號碼UJ5180）駛至紅磡馬頭圍道近民裕街交界懷疑收掣不及，撞向前方行走九巴2E線往白田（北）方向的富豪B9TL（AVBWU658，車牌號碼VA6554），車上一共3名乘客受傷，分別由救護車送院治理。

- 2023年6月6日，早上10時49分，一輛行走68E線往青衣站的Enviro500 MMC（ATENU963，車牌號碼UA7204）在大欖隧道往九龍方向管道內撞向前方一輛吊臂車，巴士司機被困，一名男乘客受傷。[195]

- 2023年6月9日，下午約3時半，一輛行走259D線往鯉魚門邨方向的Enviro500 MMC（ATENU233，車牌號碼SL6083）在皇珠路近友愛邨撞向一輛貨櫃車拖架，無人受傷。[196]

- 2023年6月14日早上，一輛空載的富豪B9TL（AVBWU674，車牌號碼VC2669）在新清水灣道近彩雲邨對開被一輛貨車撞及車尾，無人受傷。

- 2023年6月15日中午，一輛行走271線往西九龍站方向的富豪B8L（V6X12，車牌號碼WZ4601）在獅子山隧道九龍出口時懷疑跣胎失控撞向路邊石壆，並撞毀路邊路牌，無人受傷，巴士車頭嚴重損毀。

- 2023年7月21日凌晨：一輛行走N368線往中環（港澳碼頭）的Enviro500 MMC（ATENU1525，車牌號碼VP9189）於在朗和路因入錯線而撞毀Yoho Hub平台天花板，無人受傷。

- 2023年7月31日下午五時許，一輛田螺車在呈翔道近荔枝角公園對開突然停車，尾隨一輛行走X42C線往長亨方向的Enviro500 MMC（3ATENU197，車牌號碼VR6564）收掣不及撞向田螺車，無人受傷，巴士車頭嚴重損毀。[197]

- 2023年8月8日上午約九時十五分，一輛行走30X線往荃威花園方向的富豪B9TL（AVBWU527，車牌號碼UV3047）沿彌敦道駛至新興大廈旁巴士站時，被一塊由新興大廈墮下的石屎擊穿車頂，未有造成傷亡。

- 2023年8月10日凌晨一時，一輛行走員工接送車的Enviro500 MMC（ATENU434，車牌號碼TE8082）在荔寶路近青沙公路支路撞向一輛停泊路邊貨櫃拖架，巴士車長受傷，巴士車頭嚴重損毀。[198]

- 2023年8月28日上午11時許，一輛空載的Enviro500 MMC（E6M47，車牌號碼WU9717）在林錦公路近嘉道理農場巴士站失控剷上石壆，並撞毀路牌及燈柱，下層車頭嚴重損毀，無人受傷。[199]

- 2023年9月17日下午一時許，一輛行走58M線往葵芳站方向富豪B8L（V6X60，車牌號碼XE2133）在屯門公路近小欖撞向一輛停在路肩的吊臂車，巴士車頭嚴重損毀，約30人受傷。[200]
- 2023年10月18日上午10時許，一輛客貨車沿青康路行駛，駛至長青巴士總站對開失控剷上石壆，越過對面行車線後撞向一輛行走43線往荃灣西站方向的Enviro 500 MMC12米（ATENU387，車牌號碼TC9729）後翻側，客貨車男乘客死亡，客貨車司機和巴士司機受傷[201]。

- 2023年10月30日晚上7時許，一架九巴Enviro 500 MMC12米（ATENU729，車牌號碼TR8734）行駛29M駛至滙基書院對開的燈位時，撞向一輛正在等燈位的的士，的士的車尾嚴重損毀，巴士車頭輕微損毀，暫時未知有沒有人受傷。

- 2023年11月24日凌晨零時許，一輛行走961線往灣仔的Enviro500 MMC（ATENU225，車牌號碼SL4301）在上環干諾道中近港澳碼頭撞向前面一輛正準備停靠港澳碼頭巴士站、行走城巴969線的同款巴士（8440，車牌號碼SW3564），2名車長及5名乘客受傷。

- 2023年11月26日下午一時許，一輛行走1A線往中秀茂坪方向的Enviro500 MMC（ATENU608，車牌號碼TN 569）在觀塘道東行近創紀之城巴士站（U4月台），撞向前方一輛行走11C線往上秀茂坪方向的同款巴士（E6M110，車牌號碼XU3057），事件造成11人受傷。

- 2023年12月1日早上七時許，一輛行走11K線的富豪B9TL（AVBWU76，車牌號碼PV4366）在馬頭涌道與宋皇臺道交界被一輛小巴撞及車尾，事件造成14人受傷[202]。

- 2023年12月5日下午四時許，一輛行走95線的富豪B9TL（AVBWU394，車牌號碼TF5377）在秀樂樓巴士站停站時被一輛非專營小巴撞及車尾，事件造成14人受傷[203]。

### 2024年
- 2024年1月5日晚上九時許，一輛行走27線往順天方向的Enviro500 MMC 12米（ATENU733，車牌號碼TR9200）由旺角道轉入洗衣街時，失控撞毀路壆分隔鐵欄，車長一度被困，最終自行爬出，受傷送院。[204]

- 2024年1月6日下午2時15分，一輛行走73X往荃灣（如心廣場）方向的Enviro500 MMC 12.8米（3ATENU173，車牌號碼VN7846）離開葵涌青山公路大窩口站巴士站後向右連切三線，快線一輛消防車收掣不及撞向巴士車尾，14人受傷[205]。

- 2024年1月8日早上七時許，一輛行走282線的Enviro500 MMC（ATENU162，車牌號碼SJ571）由沙田市中心巴士總站轉入沙田正街時，失控鏟上石壆，10人受傷。[206]

- 2024年1月26日中午十二時許，一輛行走934線的Enviro500 MMC（ATENU1545，車牌號碼VR4381）在西區海底隧道往港島方向入口撞向前面一輛行走914線的富豪B9TL（AVBWU740，車牌號碼VE6944）車尾，934線巴士車頭損毀，14人受傷。[207]

- 2024年4月5日下午一時許，一輛行走72線往長沙灣方向的Enviro500 MMC 12米（ATENU645，車牌號碼TN7408）在大埔太和路及安祥路交界與一輛私家車相撞，8人受傷。[208]

- 2024年4月11日下午一時許，一輛行走74K線往三門仔方向的Enviro500 MMC 12米（ATENU422，車牌號碼TE4134）駛至魚角巴士站時被一輛校巴撞及車尾，造成12人受傷。[209]

- 2024年6月25日下午四時許，一輛行走40線往麗港城方向的Enviro500 MMC 12米（ATENU884，車牌號碼TW9354）正準備停靠沙田坳道巴士站時被一輛泥頭車從後撞上，更被推前撞向前方一輛行走62X線往鯉魚門邨方向的富豪B8L 12米（V6B113，車牌號碼WJ7487），造成11人受傷。[210]

- 2024年7月19日，當日接連有兩部九巴發生交通意外。第一宗意外發生於早上六時許，一輛的士沿葵涌道行駛至荔景邨對開時失控撞向風琴式防撞欄後，的士部份零件脫落擊毀一輛行走290線往荃灣西站方向的Enviro500 MMC（ATENU1596，車牌號碼VS4378）下層左側擋風玻璃。事件中共有4人受傷。第二宗意外發生於早上九時許，一輛貨車在於一鳴路、華明路及百和路交界衝紅燈，攔腰撞向一輛行走273A線往華明方向的富豪B9TL（AVBWU85，車牌號碼PV7829）後，巴士失控剷上路中心之行人安全島，七人受傷。貨車司機涉嫌危險駕駛引致他人身體受嚴重傷害被捕。

- 2024年7月31日清晨，九巴屯門總修中心內一名廠務司機將一部Volvo B8L（V6B55，車牌號碼WF1944）停泊在斜路時無法熄火，下車處理時懷疑沒有拉手掣，車長使用車尾緊急掣關掉引擎後，閘鎖失效，巴士在無人駕駛情況下溜前，撞向辦公室外牆，車頭嚴重損毀，車長輕傷[211]。